# Luchtademende vis
Een luchtademende vis is een vis die naast waterademhaling via de kieuwen of huidademhaling ook kan ademhalen uit lucht. Het komt alleen voor bij beenvisachtigen (Osteichthyes) bij zo'n 400 soorten in ongeveer 140 geslachten in 50 families in 18 ordes. Luchtademende vissen bestonden al voordat beenvisachtigen in het Siluur (443 tot 419 Ma) evolueerden tot kwastvinnigen (Sarcopterygii) en straalvinnigen (Actinopterygii).

## Luchtademende organen
Er zijn diverse ademhalingsorganen geëvolueerd en bekleed met respiratoir epitheel. Alleen de bek is echt goed geschikt om lucht te verzamelen en is dan ook rond dit orgaan en de daarachterliggende organen dat er via parallelle en convergente evolutie luchtademende organen zijn gevormd::67
- rond de kop:
  - buccale, faryngeale (keelademhaling), branchiale en operculaire kamers of oppervlakten daarvan
  - branchiale en slokdarmzakjes als kieuwen en afgeleiden daarvan
- organen langs het spijsverteringkanaal:
  - slokdarm (longen, ductus pneumaticus, zwemblaas), maag en darmen

Er is onderscheid te maken tussen obligate en facultatieve luchtademende vissen, waarbij Lepidosiren paradoxa een voorbeeld is van een obligate luchtademhaler die verdrinkt als deze onder water wordt gehouden.
| Longen                           | Protopterus, Lepidosiren, Australische longvis (Neoceratodus), Polypterus, wimpelaal (Erpetoichthys) |
| Zwemblaas                        | Lepisosteus, Atractosteus, Amia, Arapaima, Heterotis, Pantodon, Gymnarchus, Notopterus, Papyrocranus, Xenomystus, Megalops, Phractolaemus, Erythrinus, Hoplerythrinus, Lebiasina, Piabucina, Pangasius, Gymnotus, Umbra                                                             |
| Buccale en faryngeale kamers     | Electrophorus, Hypopomus, Sicyases, Alticus, Dialommus, Entomacrodus, Periophthalmus, Periophthalmodon, Boleophthalmus, Scartelaos, Gillichthys, Channa, Monopterus, Synbranchus, Ophisternon, slijmvis (Blennius), Gobius                                                          |
| Branchiale en operculaire kamers | Slijkspringers, Pseudapocryptes, kieuwspleetalen (Synbranchidae) |
| Branchiale en slokdarmzakjes     | Channa, Monopterus |
| Branchiale afgeleiden            | Heteropneustes, Clarias, labyrintvisachtigen (Anabantoidei) |
| Kieuwen                          | Hypopomus, Dialommus, Synbranchus, Mastacembelus |
| Ductus pneumaticus               | Anguilla |
| Slokdarm                         | Dallia |
| Maag                             | Harnasmeervallen (Loricariidae), Parasitaire meervallen (Trichomycteridae) |
| Darmen                           | Modderkruipers (Cobitidae), pantsermeervallen (Callichthyidae) |
| Huid                             | Erpetoichthys, Anguilla, Misgurnus, Clarias, Heteropneustes, Electrophorus, Neochanna, Xiphister, Sicyases, Dialommus, Alticus, Coryphoblennius, slijmvis (Blennius), Periophthalmus, Boleophthalmus, Dormitator, Mastacembelus, Macrognathus, Monopterus, Synbranchus, Ophisternon |

Bij kieuwzakmeervallen (Clariidae) zijn de kieuwen en de kieuwkamers omgevormd om lucht te kunnen ademen.
Bij klimbaarzen (Anabantidae) zijn de suprabranchiale kamers boven in de faryngeale ruimte boven de kieuwen geëvolueerd tot labyrintorganen. De suprabranchiale kamers van slangenkopvissen (Channidae) worden nodules of dendrites genoemd en ook wel labyrintorganen, maar verschillen van de ware labyrintorganen van de klimbaarzen.
Onder meer Ancistrus en Hypostomus ademen via de maag, die daarvoor speciaal is aangepast.

## Evolutie
De eerste luchtademende vissen zijn waarschijnlijk ontstaan tijdens het Laat-Siluur.:1
Tijdens het Givetien en het Frasnien tussen 388 en 372 Ma was het zuurstofgehalte in de atmosfeer zo laag dat er sprake was van een houtskoolgat waarbij er te weinig zuurstof was om natuurbranden te onderhouden. In combinatie met de grote plantdiversificatie en de eerst echte bodemvorming leidde dit in meren tot hypoxisch of zelfs anoxisch water. Dit kan hebben bijgedragen aan luchtademende aanpassingen bij twee groepen kwastvinnigen die zouden leiden tot de stam-viervoeters.
|                                  |                                  |                                  |                                  |                                  |                                  |  |  | Longen                  | Longen                  | Longen                  | Longen                  | Longen                  | Longen                  |  |  | Longen                                                    | Longen                                                    | Longen                                                    | Longen                                                    | Longen                                                    | Longen                                                    |  |  | Longen                                      | Longen                                      | Longen                                      | Longen                                      | Longen                                      | Longen                                      |  |  | Longen                          | Longen                          | Longen                          | Longen                          | Longen                          | Longen                          |                                |                                | Zwemblaas                      | Zwemblaas                      | Zwemblaas                      | Zwemblaas                      | Zwemblaas                   | Zwemblaas                   |                                |                                | Zwemblaas                      | Zwemblaas                      | Zwemblaas                      | Zwemblaas                      | Zwemblaas | Zwemblaas |                            |                            | Zwemblaas                               | Zwemblaas                               | Zwemblaas                               | Zwemblaas                               | Zwemblaas                               | Zwemblaas                               |                                    |                                    | Zwemblaas                            | Zwemblaas                            | Zwemblaas                            | Zwemblaas                            | Zwemblaas                            | Zwemblaas                            |                              |                              |                              |                              |                              |                              |  |  |                                 |                                 | Zwemblaas                                   | Zwemblaas                                   | Zwemblaas                                   | Zwemblaas                                   | Zwemblaas                                   | Zwemblaas                                   |                                    |                                    | Zwemblaas                          | Zwemblaas                          | Zwemblaas                          | Zwemblaas                          | Zwemblaas | Zwemblaas |                                    |                                    | Zwemblaas                          | Zwemblaas                          | Zwemblaas                          | Zwemblaas                          | Zwemblaas             | Zwemblaas             |      |      | Zwemblaas | Zwemblaas | Zwemblaas | Zwemblaas | Zwemblaas                      | Zwemblaas                      |                                |                                |                                |                                |         |         |        |        |                                |                                | Zwemblaas                          | Zwemblaas                          | Zwemblaas                          | Zwemblaas                          | Zwemblaas                          | Zwemblaas                          |  |  |                                |                                |                                |                                |                                |                                |  |  |                                  |                                  |                                  |                                  |                                  |                                  |                             |                             |                             |                             |                             |                             |      |      |         |         |                                  |                                  |                                  |                                  |                                  |                                  |                                 |                                 |                                  |                                  |                                  |                                  |                                  |                                  |         |         |         |         |      |      |         |         |                                  |                                  |                                  |                                  |                                  |                                  |  |  |                                         |                                         |                                         |                                         |                                         |                                         |  |  |                             |                             |                             |                             |                             |                             |  |  |                                    |                                    |                                    |                                    |                                    |                                    |  |  |  |  |  |  |  |  |  |  |  |  |  |  |  |  |  |  |                              |                              |                              |                              |                              |                              |  |  |                              |                              |                              |                              |                              |                              |  |  |                              |                              |                              |                              |                              |                              |  |  |  |  |  |  |  |  |  |  |  |  |  |  |  |  |  |  |  |  |  |  |  |  |  |  |  |  |  |  |  |  |  |  |  |  |  |  |  |  |  |  |  |  |  |  |  |  |
|                                  |                                  |                                  |                                  |                                  |                                  |  |  | Longen                  | Longen                  | Longen                  | Longen                  | Longen                  | Longen                  |  |  | Longen                                                    | Longen                                                    | Longen                                                    | Longen                                                    | Longen                                                    | Longen                                                    |  |  | Longen                                      | Longen                                      | Longen                                      | Longen                                      | Longen                                      | Longen                                      |  |  | Longen                          | Longen                          | Longen                          | Longen                          | Longen                          | Longen                          |                                |                                | Zwemblaas                      | Zwemblaas                      | Zwemblaas                      | Zwemblaas                      | Zwemblaas                   | Zwemblaas                   |                                |                                | Zwemblaas                      | Zwemblaas                      | Zwemblaas                      | Zwemblaas                      | Zwemblaas | Zwemblaas |                            |                            | Zwemblaas                               | Zwemblaas                               | Zwemblaas                               | Zwemblaas                               | Zwemblaas                               | Zwemblaas                               |                                    |                                    | Zwemblaas                            | Zwemblaas                            | Zwemblaas                            | Zwemblaas                            | Zwemblaas                            | Zwemblaas                            |                              |                              |                              |                              |                              |                              |  |  |                                 |                                 | Zwemblaas                                   | Zwemblaas                                   | Zwemblaas                                   | Zwemblaas                                   | Zwemblaas                                   | Zwemblaas                                   |                                    |                                    | Zwemblaas                          | Zwemblaas                          | Zwemblaas                          | Zwemblaas                          | Zwemblaas | Zwemblaas |                                    |                                    | Zwemblaas                          | Zwemblaas                          | Zwemblaas                          | Zwemblaas                          | Zwemblaas             | Zwemblaas             |      |      | Zwemblaas | Zwemblaas | Zwemblaas | Zwemblaas | Zwemblaas                      | Zwemblaas                      |                                |                                |                                |                                |         |         |        |        |                                |                                | Zwemblaas                          | Zwemblaas                          | Zwemblaas                          | Zwemblaas                          | Zwemblaas                          | Zwemblaas                          |  |  |                                |                                |                                |                                |                                |                                |  |  |                                  |                                  |                                  |                                  |                                  |                                  |                             |                             |                             |                             |                             |                             |      |      |         |         |                                  |                                  |                                  |                                  |                                  |                                  |                                 |                                 |                                  |                                  |                                  |                                  |                                  |                                  |         |         |         |         |      |      |         |         |                                  |                                  |                                  |                                  |                                  |                                  |  |  | Buccale en faryngeale kamers            | Buccale en faryngeale kamers            | Buccale en faryngeale kamers            | Buccale en faryngeale kamers            | Buccale en faryngeale kamers            | Buccale en faryngeale kamers            |  |  |                             |                             |                             |                             |                             |                             |  |  |                                    |                                    |                                    |                                    |                                    |                                    |  |  |  |  |  |  |  |  |  |  |  |  |  |  |  |  |  |  | Buccale en faryngeale kamers | Buccale en faryngeale kamers | Buccale en faryngeale kamers | Buccale en faryngeale kamers | Buccale en faryngeale kamers | Buccale en faryngeale kamers |  |  | Buccale en faryngeale kamers | Buccale en faryngeale kamers | Buccale en faryngeale kamers | Buccale en faryngeale kamers | Buccale en faryngeale kamers | Buccale en faryngeale kamers |  |  | Buccale en faryngeale kamers | Buccale en faryngeale kamers | Buccale en faryngeale kamers | Buccale en faryngeale kamers | Buccale en faryngeale kamers | Buccale en faryngeale kamers |  |  |  |  |  |  |  |  |  |  |  |  |  |  |  |  |  |  |  |  |  |  |  |  |  |  |  |  |  |  |  |  |  |  |  |  |  |  |  |  |  |  |  |  |  |  |  |  |
|                                  |                                  |                                  |                                  |                                  |                                  |  |  |                         |                         |                         |                         |                         |                         |  |  |                                                           |                                                           |                                                           |                                                           |                                                           |                                                           |  |  |                                             |                                             |                                             |                                             |                                             |                                             |  |  |                                 |                                 |                                 |                                 |                                 |                                 |                                |                                |                                |                                |                                |                                |                             |                             |                                |                                |                                |                                |                                |                                |           |           |                            |                            |                                         |                                         |                                         |                                         |                                         |                                         |                                    |                                    |                                      |                                      |                                      |                                      |                                      |                                      |                              |                              |                              |                              |                              |                              |  |  |                                 |                                 |                                             |                                             |                                             |                                             |                                             |                                             |                                    |                                    |                                    |                                    |                                    |                                    |           |           |                                    |                                    |                                    |                                    |                                    |                                    |                       |                       |      |      |           |           |           |           |                                |                                |                                |                                |                                |                                |         |         |        |        |                                |                                |                                    |                                    |                                    |                                    |                                    |                                    |  |  |                                |                                |                                |                                |                                |                                |  |  |                                  |                                  |                                  |                                  |                                  |                                  |                             |                             |                             |                             |                             |                             |      |      |         |         | Branchiale en operculaire kamers | Branchiale en operculaire kamers | Branchiale en operculaire kamers | Branchiale en operculaire kamers | Branchiale en operculaire kamers | Branchiale en operculaire kamers |                                 |                                 | Branchiale en operculaire kamers | Branchiale en operculaire kamers | Branchiale en operculaire kamers | Branchiale en operculaire kamers | Branchiale en operculaire kamers | Branchiale en operculaire kamers |         |         |         |         |      |      |         |         |                                  |                                  |                                  |                                  |                                  |                                  |  |  | Buccale en faryngeale kamers            | Buccale en faryngeale kamers            | Buccale en faryngeale kamers            | Buccale en faryngeale kamers            | Buccale en faryngeale kamers            | Buccale en faryngeale kamers            |  |  |                             |                             |                             |                             |                             |                             |  |  |                                    |                                    |                                    |                                    |                                    |                                    |  |  |  |  |  |  |  |  |  |  |  |  |  |  |  |  |  |  | Buccale en faryngeale kamers | Buccale en faryngeale kamers | Buccale en faryngeale kamers | Buccale en faryngeale kamers | Buccale en faryngeale kamers | Buccale en faryngeale kamers |  |  | Buccale en faryngeale kamers | Buccale en faryngeale kamers | Buccale en faryngeale kamers | Buccale en faryngeale kamers | Buccale en faryngeale kamers | Buccale en faryngeale kamers |  |  | Buccale en faryngeale kamers | Buccale en faryngeale kamers | Buccale en faryngeale kamers | Buccale en faryngeale kamers | Buccale en faryngeale kamers | Buccale en faryngeale kamers |  |  |  |  |  |  |  |  |  |  |  |  |  |  |  |  |  |  |  |  |  |  |  |  |  |  |  |  |  |  |  |  |  |  |  |  |  |  |  |  |  |  |  |  |  |  |  |  |
|                                  |                                  |                                  |                                  |                                  |                                  |  |  |                         |                         |                         |                         |                         |                         |  |  |                                                           |                                                           |                                                           |                                                           |                                                           |                                                           |  |  |                                             |                                             |                                             |                                             |                                             |                                             |  |  |                                 |                                 |                                 |                                 |                                 |                                 |                                |                                |                                |                                |                                |                                |                             |                             |                                |                                |                                |                                |                                |                                |           |           |                            |                            |                                         |                                         |                                         |                                         |                                         |                                         |                                    |                                    |                                      |                                      |                                      |                                      |                                      |                                      |                              |                              |                              |                              |                              |                              |  |  |                                 |                                 |                                             |                                             |                                             |                                             |                                             |                                             |                                    |                                    |                                    |                                    |                                    |                                    |           |           |                                    |                                    | Branchiale afgeleiden              | Branchiale afgeleiden              | Branchiale afgeleiden              | Branchiale afgeleiden              | Branchiale afgeleiden | Branchiale afgeleiden |      |      |           |           |           |           |                                |                                |                                |                                |                                |                                |         |         |        |        |                                |                                |                                    |                                    |                                    |                                    |                                    |                                    |  |  |                                |                                |                                |                                |                                |                                |  |  |                                  |                                  |                                  |                                  |                                  |                                  |                             |                             |                             |                             |                             |                             |      |      |         |         | Branchiale en operculaire kamers | Branchiale en operculaire kamers | Branchiale en operculaire kamers | Branchiale en operculaire kamers | Branchiale en operculaire kamers | Branchiale en operculaire kamers | Branchiale afgeleiden           | Branchiale afgeleiden           | Branchiale afgeleiden            | Branchiale afgeleiden            | Branchiale afgeleiden            | Branchiale afgeleiden            | Branchiale en operculaire kamers | Branchiale en operculaire kamers |         |         |         |         |      |      |         |         |                                  |                                  |                                  |                                  |                                  |                                  |  |  |                                         |                                         |                                         |                                         |                                         |                                         |  |  |                             |                             |                             |                             |                             |                             |  |  |                                    |                                    |                                    |                                    |                                    |                                    |  |  |  |  |  |  |  |  |  |  |  |  |  |  |  |  |  |  |                              |                              |                              |                              |                              |                              |  |  |                              |                              |                              |                              |                              |                              |  |  |                              |                              |                              |                              |                              |                              |  |  |  |  |  |  |  |  |  |  |  |  |  |  |  |  |  |  |  |  |  |  |  |  |  |  |  |  |  |  |  |  |  |  |  |  |  |  |  |  |  |  |  |  |  |  |  |  |
|                                  |                                  |                                  |                                  |                                  |                                  |  |  |                         |                         |                         |                         |                         |                         |  |  |                                                           |                                                           |                                                           |                                                           |                                                           |                                                           |  |  |                                             |                                             |                                             |                                             |                                             |                                             |  |  |                                 |                                 |                                 |                                 |                                 |                                 |                                |                                |                                |                                |                                |                                |                             |                             |                                |                                |                                |                                |                                |                                |           |           |                            |                            |                                         |                                         |                                         |                                         |                                         |                                         |                                    |                                    |                                      |                                      |                                      |                                      |                                      |                                      |                              |                              |                              |                              |                              |                              |  |  |                                 |                                 |                                             |                                             |                                             |                                             |                                             |                                             |                                    |                                    |                                    |                                    |                                    |                                    |           |           |                                    |                                    | Branchiale afgeleiden              | Branchiale afgeleiden              | Branchiale afgeleiden              | Branchiale afgeleiden              | Branchiale afgeleiden | Branchiale afgeleiden |      |      |           |           |           |           |                                |                                | Kieuwen                        | Kieuwen                        | Kieuwen                        | Kieuwen                        | Kieuwen | Kieuwen |        |        |                                |                                |                                    |                                    |                                    |                                    |                                    |                                    |  |  |                                |                                |                                |                                |                                |                                |  |  |                                  |                                  |                                  |                                  |                                  |                                  |                             |                             |                             |                             |                             |                             |      |      | Kieuwen | Kieuwen | Kieuwen                          | Kieuwen                          | Kieuwen                          | Kieuwen                          |                                  |                                  | Branchiale afgeleiden           | Branchiale afgeleiden           | Branchiale afgeleiden            | Branchiale afgeleiden            | Branchiale afgeleiden            | Branchiale afgeleiden            | Kieuwen                          | Kieuwen                          | Kieuwen | Kieuwen | Kieuwen | Kieuwen |      |      | Kieuwen | Kieuwen | Kieuwen                          | Kieuwen                          | Kieuwen                          | Kieuwen                          |                                  |                                  |  |  |                                         |                                         |                                         |                                         |                                         |                                         |  |  |                             |                             |                             |                             |                             |                             |  |  |                                    |                                    |                                    |                                    |                                    |                                    |  |  |  |  |  |  |  |  |  |  |  |  |  |  |  |  |  |  |                              |                              |                              |                              |                              |                              |  |  |                              |                              |                              |                              |                              |                              |  |  |                              |                              |                              |                              |                              |                              |  |  |  |  |  |  |  |  |  |  |  |  |  |  |  |  |  |  |  |  |  |  |  |  |  |  |  |  |  |  |  |  |  |  |  |  |  |  |  |  |  |  |  |  |  |  |  |  |
|                                  |                                  |                                  |                                  |                                  |                                  |  |  |                         |                         |                         |                         |                         |                         |  |  |                                                           |                                                           |                                                           |                                                           |                                                           |                                                           |  |  |                                             |                                             |                                             |                                             |                                             |                                             |  |  |                                 |                                 |                                 |                                 |                                 |                                 |                                |                                |                                |                                |                                |                                |                             |                             |                                |                                |                                |                                |                                |                                |           |           |                            |                            |                                         |                                         |                                         |                                         |                                         |                                         |                                    |                                    |                                      |                                      |                                      |                                      |                                      |                                      |                              |                              | Pneumatische buis            |                              |                              |                              |  |  |                                 |                                 |                                             |                                             |                                             |                                             |                                             |                                             |                                    |                                    |                                    |                                    |                                    |                                    |           |           |                                    |                                    |                                    |                                    |                                    |                                    |                       |                       |      |      |           |           |           |           |                                |                                | Kieuwen                        | Kieuwen                        | Kieuwen                        | Kieuwen                        | Kieuwen | Kieuwen |        |        |                                |                                |                                    |                                    |                                    |                                    |                                    |                                    |  |  |                                |                                |                                |                                |                                |                                |  |  |                                  |                                  |                                  |                                  |                                  |                                  |                             |                             |                             |                             |                             |                             |      |      | Kieuwen | Kieuwen | Kieuwen                          | Kieuwen                          | Kieuwen                          | Kieuwen                          |                                  |                                  |                                 |                                 |                                  |                                  |                                  |                                  | Kieuwen                          | Kieuwen                          | Kieuwen | Kieuwen | Kieuwen | Kieuwen |      |      | Kieuwen | Kieuwen | Kieuwen                          | Kieuwen                          | Kieuwen                          | Kieuwen                          |                                  |                                  |  |  |                                         |                                         |                                         |                                         |                                         |                                         |  |  |                             |                             |                             |                             |                             |                             |  |  |                                    |                                    |                                    |                                    |                                    |                                    |  |  |  |  |  |  |  |  |  |  |  |  |  |  |  |  |  |  |                              |                              |                              |                              |                              |                              |  |  |                              |                              |                              |                              |                              |                              |  |  |                              |                              |                              |                              |                              |                              |  |  |  |  |  |  |  |  |  |  |  |  |  |  |  |  |  |  |  |  |  |  |  |  |  |  |  |  |  |  |  |  |  |  |  |  |  |  |  |  |  |  |  |  |  |  |  |  |
|                                  |                                  |                                  |                                  |                                  |                                  |  |  |                         |                         |                         |                         |                         |                         |  |  |                                                           |                                                           |                                                           |                                                           |                                                           |                                                           |  |  |                                             |                                             |                                             |                                             |                                             |                                             |  |  |                                 |                                 |                                 |                                 |                                 |                                 |                                |                                |                                |                                |                                |                                |                             |                             |                                |                                |                                |                                |                                |                                |           |           |                            |                            |                                         |                                         |                                         |                                         |                                         |                                         |                                    |                                    |                                      |                                      |                                      |                                      |                                      |                                      |                              |                              |                              |                              |                              |                              |  |  |                                 |                                 |                                             |                                             |                                             |                                             |                                             |                                             |                                    |                                    |                                    |                                    |                                    |                                    |           |           |                                    |                                    |                                    |                                    |                                    |                                    |                       |                       |      |      |           |           |           |           |                                |                                |                                |                                |                                |                                |         |         |        |        |                                |                                | Slokdarm                           |                                    |                                    |                                    |                                    |                                    |  |  |                                |                                |                                |                                |                                |                                |  |  |                                  |                                  |                                  |                                  |                                  |                                  |                             |                             |                             |                             |                             |                             |      |      |         |         |                                  |                                  |                                  |                                  |                                  |                                  |                                 |                                 |                                  |                                  |                                  |                                  |                                  |                                  |         |         |         |         |      |      |         |         |                                  |                                  |                                  |                                  |                                  |                                  |  |  |                                         |                                         |                                         |                                         |                                         |                                         |  |  |                             |                             |                             |                             |                             |                             |  |  |                                    |                                    |                                    |                                    |                                    |                                    |  |  |  |  |  |  |  |  |  |  |  |  |  |  |  |  |  |  |                              |                              |                              |                              |                              |                              |  |  |                              |                              |                              |                              |                              |                              |  |  |                              |                              |                              |                              |                              |                              |  |  |  |  |  |  |  |  |  |  |  |  |  |  |  |  |  |  |  |  |  |  |  |  |  |  |  |  |  |  |  |  |  |  |  |  |  |  |  |  |  |  |  |  |  |  |  |  |
|                                  |                                  |                                  |                                  |                                  |                                  |  |  |                         |                         |                         |                         |                         |                         |  |  |                                                           |                                                           |                                                           |                                                           |                                                           |                                                           |  |  |                                             |                                             |                                             |                                             |                                             |                                             |  |  |                                 |                                 |                                 |                                 |                                 |                                 |                                |                                |                                |                                |                                |                                |                             |                             |                                |                                |                                |                                |                                |                                |           |           |                            |                            |                                         |                                         |                                         |                                         |                                         |                                         |                                    |                                    |                                      |                                      |                                      |                                      |                                      |                                      |                              |                              |                              |                              |                              |                              |  |  |                                 |                                 |                                             |                                             |                                             |                                             |                                             |                                             |                                    |                                    |                                    |                                    |                                    |                                    |           |           |                                    |                                    | Maag                               |                                    |                                    |                                    |                       |                       |      |      |           |           |           |           |                                |                                |                                |                                |                                |                                |         |         |        |        |                                |                                |                                    |                                    |                                    |                                    |                                    |                                    |  |  |                                |                                |                                |                                |                                |                                |  |  |                                  |                                  |                                  |                                  |                                  |                                  |                             |                             |                             |                             |                             |                             |      |      |         |         |                                  |                                  |                                  |                                  |                                  |                                  |                                 |                                 |                                  |                                  |                                  |                                  |                                  |                                  |         |         |         |         |      |      |         |         |                                  |                                  |                                  |                                  |                                  |                                  |  |  |                                         |                                         |                                         |                                         |                                         |                                         |  |  |                             |                             |                             |                             |                             |                             |  |  |                                    |                                    |                                    |                                    |                                    |                                    |  |  |  |  |  |  |  |  |  |  |  |  |  |  |  |  |  |  |                              |                              |                              |                              |                              |                              |  |  |                              |                              |                              |                              |                              |                              |  |  |                              |                              |                              |                              |                              |                              |  |  |  |  |  |  |  |  |  |  |  |  |  |  |  |  |  |  |  |  |  |  |  |  |  |  |  |  |  |  |  |  |  |  |  |  |  |  |  |  |  |  |  |  |  |  |  |  |
|                                  |                                  |                                  |                                  |                                  |                                  |  |  |                         |                         |                         |                         |                         |                         |  |  |                                                           |                                                           |                                                           |                                                           |                                                           |                                                           |  |  |                                             |                                             |                                             |                                             |                                             |                                             |  |  |                                 |                                 |                                 |                                 |                                 |                                 |                                |                                |                                |                                |                                |                                |                             |                             |                                |                                |                                |                                |                                |                                |           |           |                            |                            |                                         |                                         |                                         |                                         |                                         |                                         |                                    |                                    |                                      |                                      |                                      |                                      |                                      |                                      |                              |                              |                              |                              |                              |                              |  |  |                                 |                                 |                                             |                                             |                                             |                                             |                                             |                                             |                                    |                                    |                                    |                                    |                                    |                                    |           |           |                                    |                                    | Darmen                             | Darmen                             | Darmen                             | Darmen                             | Darmen                | Darmen                |      |      |           |           |           |           |                                |                                |                                |                                | Darmen                         | Darmen                         | Darmen  | Darmen  | Darmen | Darmen |                                |                                |                                    |                                    |                                    |                                    |                                    |                                    |  |  |                                |                                |                                |                                |                                |                                |  |  |                                  |                                  |                                  |                                  |                                  |                                  |                             |                             |                             |                             |                             |                             |      |      |         |         |                                  |                                  |                                  |                                  |                                  |                                  |                                 |                                 |                                  |                                  |                                  |                                  |                                  |                                  |         |         |         |         |      |      |         |         |                                  |                                  |                                  |                                  |                                  |                                  |  |  |                                         |                                         |                                         |                                         |                                         |                                         |  |  |                             |                             |                             |                             |                             |                             |  |  |                                    |                                    |                                    |                                    |                                    |                                    |  |  |  |  |  |  |  |  |  |  |  |  |  |  |  |  |  |  |                              |                              |                              |                              |                              |                              |  |  |                              |                              |                              |                              |                              |                              |  |  |                              |                              |                              |                              |                              |                              |  |  |  |  |  |  |  |  |  |  |  |  |  |  |  |  |  |  |  |  |  |  |  |  |  |  |  |  |  |  |  |  |  |  |  |  |  |  |  |  |  |  |  |  |  |  |  |  |
|                                  |                                  |                                  |                                  |                                  |                                  |  |  |                         |                         |                         |                         |                         |                         |  |  |                                                           |                                                           |                                                           |                                                           |                                                           |                                                           |  |  |                                             |                                             |                                             |                                             |                                             |                                             |  |  | Huid                            | Huid                            | Huid                            | Huid                            | Huid                            | Huid                            |                                |                                |                                |                                |                                |                                |                             |                             |                                |                                |                                |                                |                                |                                |           |           |                            |                            |                                         |                                         |                                         |                                         |                                         |                                         |                                    |                                    |                                      |                                      |                                      |                                      |                                      |                                      |                              |                              |                              |                              |                              |                              |  |  |                                 |                                 |                                             |                                             |                                             |                                             |                                             |                                             |                                    |                                    |                                    |                                    |                                    |                                    |           |           |                                    |                                    | Darmen                             | Darmen                             | Darmen                             | Darmen                             | Darmen                | Darmen                | Huid | Huid | Huid      | Huid      | Huid      | Huid      |                                |                                | Huid                           | Huid                           | Huid                           | Huid                           | Huid    | Huid    | Darmen | Darmen |                                |                                | Huid                               | Huid                               | Huid                               | Huid                               | Huid                               | Huid                               |  |  |                                |                                |                                |                                |                                |                                |  |  | Huid                             | Huid                             | Huid                             | Huid                             | Huid                             | Huid                             |                             |                             | Huid                        | Huid                        | Huid                        | Huid                        | Huid | Huid |         |         | Huid                             | Huid                             | Huid                             | Huid                             | Huid                             | Huid                             |                                 |                                 | Huid                             | Huid                             | Huid                             | Huid                             | Huid                             | Huid                             |         |         | Huid    | Huid    | Huid | Huid | Huid    | Huid    |                                  |                                  |                                  |                                  |                                  |                                  |  |  |                                         |                                         |                                         |                                         |                                         |                                         |  |  |                             |                             |                             |                             |                             |                             |  |  |                                    |                                    |                                    |                                    |                                    |                                    |  |  |  |  |  |  |  |  |  |  |  |  |  |  |  |  |  |  |                              |                              |                              |                              |                              |                              |  |  |                              |                              |                              |                              |                              |                              |  |  |                              |                              |                              |                              |                              |                              |  |  |  |  |  |  |  |  |  |  |  |  |  |  |  |  |  |  |  |  |  |  |  |  |  |  |  |  |  |  |  |  |  |  |  |  |  |  |  |  |  |  |  |  |  |  |  |  |
| Kraakbeenvissen (Chondrichthyes) | Kraakbeenvissen (Chondrichthyes) | Kraakbeenvissen (Chondrichthyes) | Kraakbeenvissen (Chondrichthyes) | Kraakbeenvissen (Chondrichthyes) | Kraakbeenvissen (Chondrichthyes) |  |  | Viervoeters (Tetrapoda) | Viervoeters (Tetrapoda) | Viervoeters (Tetrapoda) | Viervoeters (Tetrapoda) | Viervoeters (Tetrapoda) | Viervoeters (Tetrapoda) |  |  | Amerikaanse en Afrikaanse longvissen (Lepidosireniformes) | Amerikaanse en Afrikaanse longvissen (Lepidosireniformes) | Amerikaanse en Afrikaanse longvissen (Lepidosireniformes) | Amerikaanse en Afrikaanse longvissen (Lepidosireniformes) | Amerikaanse en Afrikaanse longvissen (Lepidosireniformes) | Amerikaanse en Afrikaanse longvissen (Lepidosireniformes) |  |  | Australische longvissen (Ceratodontiformes) | Australische longvissen (Ceratodontiformes) | Australische longvissen (Ceratodontiformes) | Australische longvissen (Ceratodontiformes) | Australische longvissen (Ceratodontiformes) | Australische longvissen (Ceratodontiformes) |  |  | Huid                            | Huid                            | Huid                            | Huid                            | Huid                            | Huid                            | Kwastsnoeken (Polypteriformes) | Kwastsnoeken (Polypteriformes) | Kwastsnoeken (Polypteriformes) | Kwastsnoeken (Polypteriformes) | Kwastsnoeken (Polypteriformes) | Kwastsnoeken (Polypteriformes) |                             |                             | Beensnoeken (Lepisosteiformes) | Beensnoeken (Lepisosteiformes) | Beensnoeken (Lepisosteiformes) | Beensnoeken (Lepisosteiformes) | Beensnoeken (Lepisosteiformes) | Beensnoeken (Lepisosteiformes) |           |           | Moddersnoeken (Amiiformes) | Moddersnoeken (Amiiformes) | Moddersnoeken (Amiiformes)              | Moddersnoeken (Amiiformes)              | Moddersnoeken (Amiiformes)              | Moddersnoeken (Amiiformes)              |                                         |                                         | Beentongvissen (Osteoglossiformes) | Beentongvissen (Osteoglossiformes) | Beentongvissen (Osteoglossiformes)   | Beentongvissen (Osteoglossiformes)   | Beentongvissen (Osteoglossiformes)   | Beentongvissen (Osteoglossiformes)   |                                      |                                      | Tarponachtigen (Elopiformes) | Tarponachtigen (Elopiformes) | Tarponachtigen (Elopiformes) | Tarponachtigen (Elopiformes) | Tarponachtigen (Elopiformes) | Tarponachtigen (Elopiformes) |  |  | Palingachtigen (Anguilliformes) | Palingachtigen (Anguilliformes) | Palingachtigen (Anguilliformes)             | Palingachtigen (Anguilliformes)             | Palingachtigen (Anguilliformes)             | Palingachtigen (Anguilliformes)             |                                             |                                             | Zandvisachtigen (Gonorynchiformes) | Zandvisachtigen (Gonorynchiformes) | Zandvisachtigen (Gonorynchiformes) | Zandvisachtigen (Gonorynchiformes) | Zandvisachtigen (Gonorynchiformes) | Zandvisachtigen (Gonorynchiformes) |           |           | Karperzalmachtigen (Characiformes) | Karperzalmachtigen (Characiformes) | Karperzalmachtigen (Characiformes) | Karperzalmachtigen (Characiformes) | Karperzalmachtigen (Characiformes) | Karperzalmachtigen (Characiformes) |                       |                       | Huid | Huid | Huid      | Huid      | Huid      | Huid      | Meervalachtigen (Siluriformes) | Meervalachtigen (Siluriformes) | Meervalachtigen (Siluriformes) | Meervalachtigen (Siluriformes) | Meervalachtigen (Siluriformes) | Meervalachtigen (Siluriformes) | Huid    | Huid    |        |        | Mesaalachtigen (Gymnotiformes) | Mesaalachtigen (Gymnotiformes) | Mesaalachtigen (Gymnotiformes)     | Mesaalachtigen (Gymnotiformes)     | Mesaalachtigen (Gymnotiformes)     | Mesaalachtigen (Gymnotiformes)     | Huid                               | Huid                               |  |  | Karperachtigen (Cypriniformes) | Karperachtigen (Cypriniformes) | Karperachtigen (Cypriniformes) | Karperachtigen (Cypriniformes) | Karperachtigen (Cypriniformes) | Karperachtigen (Cypriniformes) |  |  | Huid                             | Huid                             | Huid                             | Huid                             | Huid                             | Huid                             | Snoekachtigen (Esociformes) | Snoekachtigen (Esociformes) | Snoekachtigen (Esociformes) | Snoekachtigen (Esociformes) | Snoekachtigen (Esociformes) | Snoekachtigen (Esociformes) | Huid | Huid |         |         | Huid                             | Huid                             | Huid                             | Huid                             | Huid                             | Huid                             | Spieringachtigen (Osmeriformes) | Spieringachtigen (Osmeriformes) | Spieringachtigen (Osmeriformes)  | Spieringachtigen (Osmeriformes)  | Spieringachtigen (Osmeriformes)  | Spieringachtigen (Osmeriformes)  | Huid                             | Huid                             |         |         | Huid    | Huid    | Huid | Huid | Huid    | Huid    | Tandkarpers (Cyprinodontiformes) | Tandkarpers (Cyprinodontiformes) | Tandkarpers (Cyprinodontiformes) | Tandkarpers (Cyprinodontiformes) | Tandkarpers (Cyprinodontiformes) | Tandkarpers (Cyprinodontiformes) |  |  | Schorpioenvisachtigen (Scorpaeniformes) | Schorpioenvisachtigen (Scorpaeniformes) | Schorpioenvisachtigen (Scorpaeniformes) | Schorpioenvisachtigen (Scorpaeniformes) | Schorpioenvisachtigen (Scorpaeniformes) | Schorpioenvisachtigen (Scorpaeniformes) |  |  | Baarsachtigen (Perciformes) | Baarsachtigen (Perciformes) | Baarsachtigen (Perciformes) | Baarsachtigen (Perciformes) | Baarsachtigen (Perciformes) | Baarsachtigen (Perciformes) |  |  | Kieuwspleetalen (Synbranchiformes) | Kieuwspleetalen (Synbranchiformes) | Kieuwspleetalen (Synbranchiformes) | Kieuwspleetalen (Synbranchiformes) | Kieuwspleetalen (Synbranchiformes) | Kieuwspleetalen (Synbranchiformes) |  |  |  |  |  |  |  |  |  |  |  |  |  |  |  |  |  |  |                              |                              |                              |                              |                              |                              |  |  |                              |                              |                              |                              |                              |                              |  |  |                              |                              |                              |                              |                              |                              |  |  |  |  |  |  |  |  |  |  |  |  |  |  |  |  |  |  |  |  |  |  |  |  |  |  |  |  |  |  |  |  |  |  |  |  |  |  |  |  |  |  |  |  |  |  |  |  |
| Kraakbeenvissen (Chondrichthyes) | Kraakbeenvissen (Chondrichthyes) | Kraakbeenvissen (Chondrichthyes) | Kraakbeenvissen (Chondrichthyes) | Kraakbeenvissen (Chondrichthyes) | Kraakbeenvissen (Chondrichthyes) |  |  | Viervoeters (Tetrapoda) | Viervoeters (Tetrapoda) | Viervoeters (Tetrapoda) | Viervoeters (Tetrapoda) | Viervoeters (Tetrapoda) | Viervoeters (Tetrapoda) |  |  | Amerikaanse en Afrikaanse longvissen (Lepidosireniformes) | Amerikaanse en Afrikaanse longvissen (Lepidosireniformes) | Amerikaanse en Afrikaanse longvissen (Lepidosireniformes) | Amerikaanse en Afrikaanse longvissen (Lepidosireniformes) | Amerikaanse en Afrikaanse longvissen (Lepidosireniformes) | Amerikaanse en Afrikaanse longvissen (Lepidosireniformes) |  |  | Australische longvissen (Ceratodontiformes) | Australische longvissen (Ceratodontiformes) | Australische longvissen (Ceratodontiformes) | Australische longvissen (Ceratodontiformes) | Australische longvissen (Ceratodontiformes) | Australische longvissen (Ceratodontiformes) |  |  |                                 |                                 |                                 |                                 |                                 |                                 | Kwastsnoeken (Polypteriformes) | Kwastsnoeken (Polypteriformes) | Kwastsnoeken (Polypteriformes) | Kwastsnoeken (Polypteriformes) | Kwastsnoeken (Polypteriformes) | Kwastsnoeken (Polypteriformes) |                             |                             | Beensnoeken (Lepisosteiformes) | Beensnoeken (Lepisosteiformes) | Beensnoeken (Lepisosteiformes) | Beensnoeken (Lepisosteiformes) | Beensnoeken (Lepisosteiformes) | Beensnoeken (Lepisosteiformes) |           |           | Moddersnoeken (Amiiformes) | Moddersnoeken (Amiiformes) | Moddersnoeken (Amiiformes)              | Moddersnoeken (Amiiformes)              | Moddersnoeken (Amiiformes)              | Moddersnoeken (Amiiformes)              |                                         |                                         | Beentongvissen (Osteoglossiformes) | Beentongvissen (Osteoglossiformes) | Beentongvissen (Osteoglossiformes)   | Beentongvissen (Osteoglossiformes)   | Beentongvissen (Osteoglossiformes)   | Beentongvissen (Osteoglossiformes)   |                                      |                                      | Tarponachtigen (Elopiformes) | Tarponachtigen (Elopiformes) | Tarponachtigen (Elopiformes) | Tarponachtigen (Elopiformes) | Tarponachtigen (Elopiformes) | Tarponachtigen (Elopiformes) |  |  | Palingachtigen (Anguilliformes) | Palingachtigen (Anguilliformes) | Palingachtigen (Anguilliformes)             | Palingachtigen (Anguilliformes)             | Palingachtigen (Anguilliformes)             | Palingachtigen (Anguilliformes)             |                                             |                                             | Zandvisachtigen (Gonorynchiformes) | Zandvisachtigen (Gonorynchiformes) | Zandvisachtigen (Gonorynchiformes) | Zandvisachtigen (Gonorynchiformes) | Zandvisachtigen (Gonorynchiformes) | Zandvisachtigen (Gonorynchiformes) |           |           | Karperzalmachtigen (Characiformes) | Karperzalmachtigen (Characiformes) | Karperzalmachtigen (Characiformes) | Karperzalmachtigen (Characiformes) | Karperzalmachtigen (Characiformes) | Karperzalmachtigen (Characiformes) |                       |                       |      |      |           |           |           |           | Meervalachtigen (Siluriformes) | Meervalachtigen (Siluriformes) | Meervalachtigen (Siluriformes) | Meervalachtigen (Siluriformes) | Meervalachtigen (Siluriformes) | Meervalachtigen (Siluriformes) |         |         |        |        | Mesaalachtigen (Gymnotiformes) | Mesaalachtigen (Gymnotiformes) | Mesaalachtigen (Gymnotiformes)     | Mesaalachtigen (Gymnotiformes)     | Mesaalachtigen (Gymnotiformes)     | Mesaalachtigen (Gymnotiformes)     |                                    |                                    |  |  | Karperachtigen (Cypriniformes) | Karperachtigen (Cypriniformes) | Karperachtigen (Cypriniformes) | Karperachtigen (Cypriniformes) | Karperachtigen (Cypriniformes) | Karperachtigen (Cypriniformes) |  |  |                                  |                                  |                                  |                                  |                                  |                                  | Snoekachtigen (Esociformes) | Snoekachtigen (Esociformes) | Snoekachtigen (Esociformes) | Snoekachtigen (Esociformes) | Snoekachtigen (Esociformes) | Snoekachtigen (Esociformes) |      |      |         |         |                                  |                                  |                                  |                                  |                                  |                                  | Spieringachtigen (Osmeriformes) | Spieringachtigen (Osmeriformes) | Spieringachtigen (Osmeriformes)  | Spieringachtigen (Osmeriformes)  | Spieringachtigen (Osmeriformes)  | Spieringachtigen (Osmeriformes)  |                                  |                                  |         |         |         |         |      |      |         |         | Tandkarpers (Cyprinodontiformes) | Tandkarpers (Cyprinodontiformes) | Tandkarpers (Cyprinodontiformes) | Tandkarpers (Cyprinodontiformes) | Tandkarpers (Cyprinodontiformes) | Tandkarpers (Cyprinodontiformes) |  |  | Schorpioenvisachtigen (Scorpaeniformes) | Schorpioenvisachtigen (Scorpaeniformes) | Schorpioenvisachtigen (Scorpaeniformes) | Schorpioenvisachtigen (Scorpaeniformes) | Schorpioenvisachtigen (Scorpaeniformes) | Schorpioenvisachtigen (Scorpaeniformes) |  |  | Baarsachtigen (Perciformes) | Baarsachtigen (Perciformes) | Baarsachtigen (Perciformes) | Baarsachtigen (Perciformes) | Baarsachtigen (Perciformes) | Baarsachtigen (Perciformes) |  |  | Kieuwspleetalen (Synbranchiformes) | Kieuwspleetalen (Synbranchiformes) | Kieuwspleetalen (Synbranchiformes) | Kieuwspleetalen (Synbranchiformes) | Kieuwspleetalen (Synbranchiformes) | Kieuwspleetalen (Synbranchiformes) |  |  |  |  |  |  |  |  |  |  |  |  |  |  |  |  |  |  |                              |                              |                              |                              |                              |                              |  |  |                              |                              |                              |                              |                              |                              |  |  |                              |                              |                              |                              |                              |                              |  |  |  |  |  |  |  |  |  |  |  |  |  |  |  |  |  |  |  |  |  |  |  |  |  |  |  |  |  |  |  |  |  |  |  |  |  |  |  |  |  |  |  |  |  |  |  |  |
|                                  |                                  |                                  |                                  |                                  |                                  |  |  |                         |                         |                         |                         |                         |                         |  |  |                                                           |                                                           |                                                           |                                                           |                                                           |                                                           |  |  |                                             |                                             |                                             |                                             |                                             |                                             |  |  |                                 |                                 |                                 |                                 |                                 |                                 |                                |                                |                                |                                |                                |                                |                             |                             |                                |                                |                                |                                |                                |                                |           |           |                            |                            |                                         |                                         |                                         |                                         |                                         |                                         |                                    |                                    |                                      |                                      |                                      |                                      |                                      |                                      |                              |                              |                              |                              |                              |                              |  |  |                                 |                                 |                                             |                                             |                                             |                                             |                                             |                                             |                                    |                                    |                                    |                                    |                                    |                                    |           |           |                                    |                                    |                                    |                                    |                                    |                                    |                       |                       |      |      |           |           |           |           |                                |                                |                                |                                |                                |                                |         |         |        |        |                                |                                |                                    |                                    |                                    |                                    |                                    |                                    |  |  |                                |                                |                                |                                |                                |                                |  |  |                                  |                                  |                                  |                                  |                                  |                                  |                             |                             |                             |                             |                             |                             |      |      |         |         |                                  |                                  |                                  |                                  |                                  |                                  |                                 |                                 |                                  |                                  |                                  |                                  |                                  |                                  |         |         |         |         |      |      |         |         |                                  |                                  |                                  |                                  |                                  |                                  |  |  |                                         |                                         |                                         |                                         |                                         |                                         |  |  |                             |                             |                             |                             |                             |                             |  |  |                                    |                                    |                                    |                                    |                                    |                                    |  |  |  |  |  |  |  |  |  |  |  |  |  |  |  |  |  |  |                              |                              |                              |                              |                              |                              |  |  |                              |                              |                              |                              |                              |                              |  |  |                              |                              |                              |                              |                              |                              |  |  |  |  |  |  |  |  |  |  |  |  |  |  |  |  |  |  |  |  |  |  |  |  |  |  |  |  |  |  |  |  |  |  |  |  |  |  |  |  |  |  |  |  |  |  |  |  |
|                                  |                                  |                                  |                                  |                                  |                                  |  |  |                         |                         |                         |                         |                         |                         |  |  |                                                           |                                                           |                                                           |                                                           |                                                           |                                                           |  |  |                                             |                                             |                                             |                                             |                                             |                                             |  |  |                                 |                                 |                                 |                                 |                                 |                                 |                                |                                |                                |                                |                                |                                |                             |                             |                                |                                |                                |                                |                                |                                |           |           |                            |                            |                                         |                                         |                                         |                                         |                                         |                                         |                                    |                                    |                                      |                                      |                                      |                                      |                                      |                                      |                              |                              |                              |                              |                              |                              |  |  |                                 |                                 |                                             |                                             |                                             |                                             |                                             |                                             |                                    |                                    |                                    |                                    |                                    |                                    |           |           |                                    |                                    |                                    |                                    |                                    |                                    |                       |                       |      |      |           |           |           |           |                                |                                |                                |                                |                                |                                |         |         |        |        |                                |                                |                                    |                                    |                                    |                                    |                                    |                                    |  |  |                                |                                |                                |                                |                                |                                |  |  |                                  |                                  |                                  |                                  |                                  |                                  |                             |                             |                             |                             |                             |                             |      |      |         |         |                                  |                                  |                                  |                                  |                                  |                                  |                                 |                                 |                                  |                                  |                                  |                                  |                                  |                                  |         |         |         |         |      |      |         |         |                                  |                                  |                                  |                                  |                                  |                                  |  |  |                                         |                                         |                                         |                                         |                                         |                                         |  |  |                             |                             |                             |                             |                             |                             |  |  |                                    |                                    |                                    |                                    |                                    |                                    |  |  |  |  |  |  |  |  |  |  |  |  |  |  |  |  |  |  |                              |                              |                              |                              |                              |                              |  |  |                              |                              |                              |                              |                              |                              |  |  |                              |                              |                              |                              |                              |                              |  |  |  |  |  |  |  |  |  |  |  |  |  |  |  |  |  |  |  |  |  |  |  |  |  |  |  |  |  |  |  |  |  |  |  |  |  |  |  |  |  |  |  |  |  |  |  |  |
|                                  |                                  |                                  |                                  |                                  |                                  |  |  |                         |                         |                         |                         |                         |                         |  |  |                                                           |                                                           |                                                           |                                                           |                                                           |                                                           |  |  |                                             |                                             |                                             |                                             |                                             |                                             |  |  |                                 |                                 |                                 |                                 |                                 |                                 |                                |                                |                                |                                |                                |                                |                             |                             |                                |                                |                                |                                |                                |                                |           |           |                            |                            |                                         |                                         |                                         |                                         |                                         |                                         |                                    |                                    |                                      |                                      |                                      |                                      |                                      |                                      |                              |                              |                              |                              |                              |                              |  |  |                                 |                                 |                                             |                                             |                                             |                                             |                                             |                                             |                                    |                                    |                                    |                                    |                                    |                                    |           |           |                                    |                                    |                                    |                                    |                                    |                                    |                       |                       |      |      |           |           |           |           |                                |                                |                                |                                |                                |                                |         |         |        |        |                                |                                |                                    |                                    |                                    |                                    |                                    |                                    |  |  |                                |                                |                                |                                |                                |                                |  |  |                                  |                                  |                                  |                                  |                                  |                                  |                             |                             |                             |                             |                             |                             |      |      |         |         |                                  |                                  |                                  |                                  |                                  |                                  |                                 |                                 |                                  |                                  |                                  |                                  |                                  |                                  |         |         |         |         |      |      |         |         |                                  |                                  |                                  |                                  |                                  |                                  |  |  |                                         |                                         |                                         |                                         |                                         |                                         |  |  |                             |                             |                             |                             |                             |                             |  |  |                                    |                                    |                                    |                                    |                                    |                                    |  |  |  |  |  |  |  |  |  |  |  |  |  |  |  |  |  |  |                              |                              |                              |                              |                              |                              |  |  |                              |                              |                              |                              |                              |                              |  |  |                              |                              |                              |                              |                              |                              |  |  |  |  |  |  |  |  |  |  |  |  |  |  |  |  |  |  |  |  |  |  |  |  |  |  |  |  |  |  |  |  |  |  |  |  |  |  |  |  |  |  |  |  |  |  |  |  |
|                                  |                                  |                                  |                                  |                                  |                                  |  |  |                         |                         |                         |                         |                         |                         |  |  |                                                           |                                                           |                                                           |                                                           |                                                           |                                                           |  |  |                                             |                                             |                                             |                                             |                                             |                                             |  |  |                                 |                                 |                                 |                                 |                                 |                                 |                                |                                |                                |                                |                                |                                |                             |                             |                                |                                |                                |                                |                                |                                |           |           |                            |                            |                                         |                                         |                                         |                                         |                                         |                                         |                                    |                                    |                                      |                                      |                                      |                                      |                                      |                                      |                              |                              |                              |                              |                              |                              |  |  |                                 |                                 |                                             |                                             |                                             |                                             |                                             |                                             |                                    |                                    |                                    |                                    |                                    |                                    |           |           |                                    |                                    |                                    |                                    |                                    |                                    |                       |                       |      |      |           |           |           |           |                                |                                |                                |                                |                                |                                |         |         |        |        |                                |                                |                                    |                                    |                                    |                                    |                                    |                                    |  |  |                                |                                |                                |                                |                                |                                |  |  |                                  |                                  |                                  |                                  |                                  |                                  |                             |                             |                             |                             |                             |                             |      |      |         |         |                                  |                                  |                                  |                                  |                                  |                                  |                                 |                                 |                                  |                                  |                                  |                                  |                                  |                                  |         |         |         |         |      |      |         |         |                                  |                                  |                                  |                                  |                                  |                                  |  |  |                                         |                                         |                                         |                                         |                                         |                                         |  |  |                             |                             |                             |                             |                             |                             |  |  |                                    |                                    |                                    |                                    |                                    |                                    |  |  |  |  |  |  |  |  |  |  |  |  |  |  |  |  |  |  |                              |                              |                              |                              |                              |                              |  |  |                              |                              |                              |                              |                              |                              |  |  |                              |                              |                              |                              |                              |                              |  |  |  |  |  |  |  |  |  |  |  |  |  |  |  |  |  |  |  |  |  |  |  |  |  |  |  |  |  |  |  |  |  |  |  |  |  |  |  |  |  |  |  |  |  |  |  |  |
|                                  |                                  |                                  |                                  |                                  |                                  |  |  |                         |                         |                         |                         |                         |                         |  |  |                                                           |                                                           |                                                           |                                                           |                                                           |                                                           |  |  |                                             |                                             |                                             |                                             |                                             |                                             |  |  |                                 |                                 |                                 |                                 |                                 |                                 |                                |                                |                                |                                |                                |                                |                             |                             |                                |                                |                                |                                |                                |                                |           |           |                            |                            |                                         |                                         |                                         |                                         |                                         |                                         |                                    |                                    |                                      |                                      |                                      |                                      |                                      |                                      |                              |                              |                              |                              |                              |                              |  |  |                                 |                                 |                                             |                                             |                                             |                                             |                                             |                                             |                                    |                                    |                                    |                                    |                                    |                                    |           |           |                                    |                                    |                                    |                                    |                                    |                                    |                       |                       |      |      |           |           |           |           |                                |                                |                                |                                |                                |                                |         |         |        |        |                                |                                |                                    |                                    |                                    |                                    |                                    |                                    |  |  |                                |                                |                                |                                |                                |                                |  |  |                                  |                                  |                                  |                                  |                                  |                                  |                             |                             |                             |                             |                             |                             |      |      |         |         |                                  |                                  |                                  |                                  |                                  |                                  |                                 |                                 |                                  |                                  |                                  |                                  |                                  |                                  |         |         |         |         |      |      |         |         |                                  |                                  |                                  |                                  |                                  |                                  |  |  |                                         |                                         |                                         |                                         |                                         |                                         |  |  |                             |                             |                             |                             |                             |                             |  |  |                                    |                                    |                                    |                                    |                                    |                                    |  |  |  |  |  |  |  |  |  |  |  |  |  |  |  |  |  |  |                              |                              |                              |                              |                              |                              |  |  |                              |                              |                              |                              |                              |                              |  |  |                              |                              |                              |                              |                              |                              |  |  |  |  |  |  |  |  |  |  |  |  |  |  |  |  |  |  |  |  |  |  |  |  |  |  |  |  |  |  |  |  |  |  |  |  |  |  |  |  |  |  |  |  |  |  |  |  |
|                                  |                                  |                                  |                                  |                                  |                                  |  |  |                         |                         |                         |                         |                         |                         |  |  |                                                           |                                                           |                                                           |                                                           |                                                           |                                                           |  |  |                                             |                                             |                                             |                                             |                                             |                                             |  |  |                                 |                                 |                                 |                                 |                                 |                                 |                                |                                |                                |                                |                                |                                |                             |                             |                                |                                |                                |                                |                                |                                |           |           |                            |                            |                                         |                                         |                                         |                                         |                                         |                                         |                                    |                                    |                                      |                                      |                                      |                                      |                                      |                                      |                              |                              |                              |                              |                              |                              |  |  |                                 |                                 |                                             |                                             |                                             |                                             |                                             |                                             |                                    |                                    |                                    |                                    |                                    |                                    |           |           |                                    |                                    |                                    |                                    |                                    |                                    |                       |                       |      |      |           |           |           |           |                                |                                |                                |                                |                                |                                |         |         |        |        |                                |                                |                                    |                                    |                                    |                                    |                                    |                                    |  |  |                                |                                |                                |                                |                                |                                |  |  |                                  |                                  |                                  |                                  |                                  |                                  |                             |                             |                             |                             |                             |                             |      |      |         |         |                                  |                                  |                                  |                                  |                                  |                                  |                                 |                                 |                                  |                                  |                                  |                                  |                                  |                                  |         |         |         |         |      |      |         |         |                                  |                                  |                                  |                                  |                                  |                                  |  |  |                                         |                                         |                                         |                                         |                                         |                                         |  |  |                             |                             |                             |                             |                             |                             |  |  |                                    |                                    |                                    |                                    |                                    |                                    |  |  |  |  |  |  |  |  |  |  |  |  |  |  |  |  |  |  |                              |                              |                              |                              |                              |                              |  |  |                              |                              |                              |                              |                              |                              |  |  |                              |                              |                              |                              |                              |                              |  |  |  |  |  |  |  |  |  |  |  |  |  |  |  |  |  |  |  |  |  |  |  |  |  |  |  |  |  |  |  |  |  |  |  |  |  |  |  |  |  |  |  |  |  |  |  |  |
|                                  |                                  |                                  |                                  |                                  |                                  |  |  |                         |                         |                         |                         |                         |                         |  |  |                                                           |                                                           |                                                           |                                                           |                                                           |                                                           |  |  |                                             |                                             |                                             |                                             |                                             |                                             |  |  |                                 |                                 |                                 |                                 |                                 |                                 |                                |                                |                                |                                |                                |                                |                             |                             |                                |                                |                                |                                |                                |                                |           |           |                            |                            |                                         |                                         |                                         |                                         |                                         |                                         |                                    |                                    |                                      |                                      |                                      |                                      |                                      |                                      |                              |                              |                              |                              |                              |                              |  |  |                                 |                                 |                                             |                                             |                                             |                                             |                                             |                                             |                                    |                                    |                                    |                                    |                                    |                                    |           |           |                                    |                                    |                                    |                                    |                                    |                                    |                       |                       |      |      |           |           |           |           |                                |                                |                                |                                |                                |                                |         |         |        |        |                                |                                |                                    |                                    |                                    |                                    |                                    |                                    |  |  |                                |                                |                                |                                |                                |                                |  |  |                                  |                                  |                                  |                                  |                                  |                                  |                             |                             |                             |                             |                             |                             |      |      |         |         |                                  |                                  |                                  |                                  |                                  |                                  |                                 |                                 |                                  |                                  |                                  |                                  |                                  |                                  |         |         |         |         |      |      |         |         |                                  |                                  |                                  |                                  |                                  |                                  |  |  |                                         |                                         |                                         |                                         |                                         |                                         |  |  |                             |                             |                             |                             |                             |                             |  |  |                                    |                                    |                                    |                                    |                                    |                                    |  |  |  |  |  |  |  |  |  |  |  |  |  |  |  |  |  |  |                              |                              |                              |                              |                              |                              |  |  |                              |                              |                              |                              |                              |                              |  |  |                              |                              |                              |                              |                              |                              |  |  |  |  |  |  |  |  |  |  |  |  |  |  |  |  |  |  |  |  |  |  |  |  |  |  |  |  |  |  |  |  |  |  |  |  |  |  |  |  |  |  |  |  |  |  |  |  |
|                                  |                                  |                                  |                                  |                                  |                                  |  |  |                         |                         |                         |                         |                         |                         |  |  |                                                           |                                                           |                                                           |                                                           |                                                           |                                                           |  |  |                                             |                                             |                                             |                                             |                                             |                                             |  |  |                                 |                                 |                                 |                                 |                                 |                                 |                                |                                |                                |                                |                                |                                |                             |                             |                                |                                |                                |                                |                                |                                |           |           |                            |                            | Beentongvisachtigen (Osteoglossomorpha) | Beentongvisachtigen (Osteoglossomorpha) | Beentongvisachtigen (Osteoglossomorpha) | Beentongvisachtigen (Osteoglossomorpha) | Beentongvisachtigen (Osteoglossomorpha) | Beentongvisachtigen (Osteoglossomorpha) |                                    |                                    | Tarpon- en aalachtigen (Elopomorpha) | Tarpon- en aalachtigen (Elopomorpha) | Tarpon- en aalachtigen (Elopomorpha) | Tarpon- en aalachtigen (Elopomorpha) | Tarpon- en aalachtigen (Elopomorpha) | Tarpon- en aalachtigen (Elopomorpha) |                              |                              |                              |                              |                              |                              |  |  |                                 |                                 | Meervallen en karperachtigen (Ostariophysi) | Meervallen en karperachtigen (Ostariophysi) | Meervallen en karperachtigen (Ostariophysi) | Meervallen en karperachtigen (Ostariophysi) | Meervallen en karperachtigen (Ostariophysi) | Meervallen en karperachtigen (Ostariophysi) |                                    |                                    |                                    |                                    |                                    |                                    |           |           |                                    |                                    |                                    |                                    |                                    |                                    |                       |                       |      |      |           |           |           |           |                                |                                |                                |                                |                                |                                |         |         |        |        |                                |                                | Zalmachtigen (Protacanthopterygii) | Zalmachtigen (Protacanthopterygii) | Zalmachtigen (Protacanthopterygii) | Zalmachtigen (Protacanthopterygii) | Zalmachtigen (Protacanthopterygii) | Zalmachtigen (Protacanthopterygii) |  |  |                                |                                |                                |                                |                                |                                |  |  | Stekelvinnigen (Acanthopterygii) | Stekelvinnigen (Acanthopterygii) | Stekelvinnigen (Acanthopterygii) | Stekelvinnigen (Acanthopterygii) | Stekelvinnigen (Acanthopterygii) | Stekelvinnigen (Acanthopterygii) |                             |                             |                             |                             |                             |                             |      |      |         |         |                                  |                                  |                                  |                                  |                                  |                                  |                                 |                                 |                                  |                                  |                                  |                                  |                                  |                                  |         |         |         |         |      |      |         |         |                                  |                                  |                                  |                                  |                                  |                                  |  |  |                                         |                                         |                                         |                                         |                                         |                                         |  |  |                             |                             |                             |                             |                             |                             |  |  |                                    |                                    |                                    |                                    |                                    |                                    |  |  |  |  |  |  |  |  |  |  |  |  |  |  |  |  |  |  |                              |                              |                              |                              |                              |                              |  |  |                              |                              |                              |                              |                              |                              |  |  |                              |                              |                              |                              |                              |                              |  |  |  |  |  |  |  |  |  |  |  |  |  |  |  |  |  |  |  |  |  |  |  |  |  |  |  |  |  |  |  |  |  |  |  |  |  |  |  |  |  |  |  |  |  |  |  |  |
|                                  |                                  |                                  |                                  |                                  |                                  |  |  |                         |                         |                         |                         |                         |                         |  |  |                                                           |                                                           |                                                           |                                                           |                                                           |                                                           |  |  |                                             |                                             |                                             |                                             |                                             |                                             |  |  |                                 |                                 |                                 |                                 |                                 |                                 |                                |                                |                                |                                |                                |                                |                             |                             |                                |                                |                                |                                |                                |                                |           |           |                            |                            | Beentongvisachtigen (Osteoglossomorpha) | Beentongvisachtigen (Osteoglossomorpha) | Beentongvisachtigen (Osteoglossomorpha) | Beentongvisachtigen (Osteoglossomorpha) | Beentongvisachtigen (Osteoglossomorpha) | Beentongvisachtigen (Osteoglossomorpha) |                                    |                                    | Tarpon- en aalachtigen (Elopomorpha) | Tarpon- en aalachtigen (Elopomorpha) | Tarpon- en aalachtigen (Elopomorpha) | Tarpon- en aalachtigen (Elopomorpha) | Tarpon- en aalachtigen (Elopomorpha) | Tarpon- en aalachtigen (Elopomorpha) |                              |                              |                              |                              |                              |                              |  |  |                                 |                                 | Meervallen en karperachtigen (Ostariophysi) | Meervallen en karperachtigen (Ostariophysi) | Meervallen en karperachtigen (Ostariophysi) | Meervallen en karperachtigen (Ostariophysi) | Meervallen en karperachtigen (Ostariophysi) | Meervallen en karperachtigen (Ostariophysi) |                                    |                                    |                                    |                                    |                                    |                                    |           |           |                                    |                                    |                                    |                                    |                                    |                                    |                       |                       |      |      |           |           |           |           |                                |                                |                                |                                |                                |                                |         |         |        |        |                                |                                | Zalmachtigen (Protacanthopterygii) | Zalmachtigen (Protacanthopterygii) | Zalmachtigen (Protacanthopterygii) | Zalmachtigen (Protacanthopterygii) | Zalmachtigen (Protacanthopterygii) | Zalmachtigen (Protacanthopterygii) |  |  |                                |                                |                                |                                |                                |                                |  |  | Stekelvinnigen (Acanthopterygii) | Stekelvinnigen (Acanthopterygii) | Stekelvinnigen (Acanthopterygii) | Stekelvinnigen (Acanthopterygii) | Stekelvinnigen (Acanthopterygii) | Stekelvinnigen (Acanthopterygii) |                             |                             |                             |                             |                             |                             |      |      |         |         |                                  |                                  |                                  |                                  |                                  |                                  |                                 |                                 |                                  |                                  |                                  |                                  |                                  |                                  |         |         |         |         |      |      |         |         |                                  |                                  |                                  |                                  |                                  |                                  |  |  |                                         |                                         |                                         |                                         |                                         |                                         |  |  |                             |                             |                             |                             |                             |                             |  |  |                                    |                                    |                                    |                                    |                                    |                                    |  |  |  |  |  |  |  |  |  |  |  |  |  |  |  |  |  |  |                              |                              |                              |                              |                              |                              |  |  |                              |                              |                              |                              |                              |                              |  |  |                              |                              |                              |                              |                              |                              |  |  |  |  |  |  |  |  |  |  |  |  |  |  |  |  |  |  |  |  |  |  |  |  |  |  |  |  |  |  |  |  |  |  |  |  |  |  |  |  |  |  |  |  |  |  |  |  |
|                                  |                                  |                                  |                                  |                                  |                                  |  |  |                         |                         |                         |                         |                         |                         |  |  |                                                           |                                                           |                                                           |                                                           |                                                           |                                                           |  |  |                                             |                                             |                                             |                                             |                                             |                                             |  |  |                                 |                                 |                                 |                                 |                                 |                                 |                                |                                |                                |                                |                                |                                |                             |                             |                                |                                |                                |                                |                                |                                |           |           |                            |                            |                                         |                                         |                                         |                                         |                                         |                                         |                                    |                                    |                                      |                                      |                                      |                                      |                                      |                                      |                              |                              |                              |                              |                              |                              |  |  |                                 |                                 |                                             |                                             |                                             |                                             |                                             |                                             |                                    |                                    |                                    |                                    |                                    |                                    |           |           |                                    |                                    |                                    |                                    |                                    |                                    |                       |                       |      |      |           |           |           |           |                                |                                |                                |                                |                                |                                |         |         |        |        |                                |                                |                                    |                                    |                                    |                                    |                                    |                                    |  |  |                                |                                |                                |                                |                                |                                |  |  |                                  |                                  |                                  |                                  |                                  |                                  |                             |                             |                             |                             |                             |                             |      |      |         |         |                                  |                                  |                                  |                                  |                                  |                                  |                                 |                                 |                                  |                                  |                                  |                                  |                                  |                                  |         |         |         |         |      |      |         |         |                                  |                                  |                                  |                                  |                                  |                                  |  |  |                                         |                                         |                                         |                                         |                                         |                                         |  |  |                             |                             |                             |                             |                             |                             |  |  |                                    |                                    |                                    |                                    |                                    |                                    |  |  |  |  |  |  |  |  |  |  |  |  |  |  |  |  |  |  |                              |                              |                              |                              |                              |                              |  |  |                              |                              |                              |                              |                              |                              |  |  |                              |                              |                              |                              |                              |                              |  |  |  |  |  |  |  |  |  |  |  |  |  |  |  |  |  |  |  |  |  |  |  |  |  |  |  |  |  |  |  |  |  |  |  |  |  |  |  |  |  |  |  |  |  |  |  |  |
|                                  |                                  |                                  |                                  |                                  |                                  |  |  | Tetrapodomorpha         | Tetrapodomorpha         | Tetrapodomorpha         | Tetrapodomorpha         | Tetrapodomorpha         | Tetrapodomorpha         |  |  |                                                           |                                                           |                                                           |                                                           |                                                           |                                                           |  |  | Dipnomorpha                                 | Dipnomorpha                                 | Dipnomorpha                                 | Dipnomorpha                                 | Dipnomorpha                                 | Dipnomorpha                                 |  |  |                                 |                                 |                                 |                                 |                                 |                                 |                                |                                | Beenganoïden (Holostei)        | Beenganoïden (Holostei)        | Beenganoïden (Holostei)        | Beenganoïden (Holostei)        | Beenganoïden (Holostei)     | Beenganoïden (Holostei)     |                                |                                |                                |                                |                                |                                |           |           |                            |                            | Beenvissen (Teleostei)                  | Beenvissen (Teleostei)                  | Beenvissen (Teleostei)                  | Beenvissen (Teleostei)                  | Beenvissen (Teleostei)                  | Beenvissen (Teleostei)                  |                                    |                                    |                                      |                                      |                                      |                                      |                                      |                                      |                              |                              |                              |                              |                              |                              |  |  |                                 |                                 |                                             |                                             |                                             |                                             |                                             |                                             |                                    |                                    |                                    |                                    |                                    |                                    |           |           |                                    |                                    |                                    |                                    |                                    |                                    |                       |                       |      |      |           |           |           |           |                                |                                |                                |                                |                                |                                |         |         |        |        |                                |                                |                                    |                                    |                                    |                                    |                                    |                                    |  |  |                                |                                |                                |                                |                                |                                |  |  |                                  |                                  |                                  |                                  |                                  |                                  |                             |                             |                             |                             |                             |                             |      |      |         |         |                                  |                                  |                                  |                                  |                                  |                                  |                                 |                                 |                                  |                                  |                                  |                                  |                                  |                                  |         |         |         |         |      |      |         |         |                                  |                                  |                                  |                                  |                                  |                                  |  |  |                                         |                                         |                                         |                                         |                                         |                                         |  |  |                             |                             |                             |                             |                             |                             |  |  |                                    |                                    |                                    |                                    |                                    |                                    |  |  |  |  |  |  |  |  |  |  |  |  |  |  |  |  |  |  |                              |                              |                              |                              |                              |                              |  |  |                              |                              |                              |                              |                              |                              |  |  |                              |                              |                              |                              |                              |                              |  |  |  |  |  |  |  |  |  |  |  |  |  |  |  |  |  |  |  |  |  |  |  |  |  |  |  |  |  |  |  |  |  |  |  |  |  |  |  |  |  |  |  |  |  |  |  |  |
|                                  |                                  |                                  |                                  |                                  |                                  |  |  | Tetrapodomorpha         | Tetrapodomorpha         | Tetrapodomorpha         | Tetrapodomorpha         | Tetrapodomorpha         | Tetrapodomorpha         |  |  |                                                           |                                                           |                                                           |                                                           |                                                           |                                                           |  |  | Dipnomorpha                                 | Dipnomorpha                                 | Dipnomorpha                                 | Dipnomorpha                                 | Dipnomorpha                                 | Dipnomorpha                                 |  |  |                                 |                                 |                                 |                                 |                                 |                                 |                                |                                | Beenganoïden (Holostei)        | Beenganoïden (Holostei)        | Beenganoïden (Holostei)        | Beenganoïden (Holostei)        | Beenganoïden (Holostei)     | Beenganoïden (Holostei)     |                                |                                |                                |                                |                                |                                |           |           |                            |                            | Beenvissen (Teleostei)                  | Beenvissen (Teleostei)                  | Beenvissen (Teleostei)                  | Beenvissen (Teleostei)                  | Beenvissen (Teleostei)                  | Beenvissen (Teleostei)                  |                                    |                                    |                                      |                                      |                                      |                                      |                                      |                                      |                              |                              |                              |                              |                              |                              |  |  |                                 |                                 |                                             |                                             |                                             |                                             |                                             |                                             |                                    |                                    |                                    |                                    |                                    |                                    |           |           |                                    |                                    |                                    |                                    |                                    |                                    |                       |                       |      |      |           |           |           |           |                                |                                |                                |                                |                                |                                |         |         |        |        |                                |                                |                                    |                                    |                                    |                                    |                                    |                                    |  |  |                                |                                |                                |                                |                                |                                |  |  |                                  |                                  |                                  |                                  |                                  |                                  |                             |                             |                             |                             |                             |                             |      |      |         |         |                                  |                                  |                                  |                                  |                                  |                                  |                                 |                                 |                                  |                                  |                                  |                                  |                                  |                                  |         |         |         |         |      |      |         |         |                                  |                                  |                                  |                                  |                                  |                                  |  |  |                                         |                                         |                                         |                                         |                                         |                                         |  |  |                             |                             |                             |                             |                             |                             |  |  |                                    |                                    |                                    |                                    |                                    |                                    |  |  |  |  |  |  |  |  |  |  |  |  |  |  |  |  |  |  |                              |                              |                              |                              |                              |                              |  |  |                              |                              |                              |                              |                              |                              |  |  |                              |                              |                              |                              |                              |                              |  |  |  |  |  |  |  |  |  |  |  |  |  |  |  |  |  |  |  |  |  |  |  |  |  |  |  |  |  |  |  |  |  |  |  |  |  |  |  |  |  |  |  |  |  |  |  |  |
|                                  |                                  |                                  |                                  |                                  |                                  |  |  |                         |                         |                         |                         |                         |                         |  |  |                                                           |                                                           |                                                           |                                                           |                                                           |                                                           |  |  |                                             |                                             |                                             |                                             |                                             |                                             |  |  |                                 |                                 |                                 |                                 |                                 |                                 |                                |                                |                                |                                |                                |                                |                             |                             |                                |                                |                                |                                |                                |                                |           |           |                            |                            |                                         |                                         |                                         |                                         |                                         |                                         |                                    |                                    |                                      |                                      |                                      |                                      |                                      |                                      |                              |                              |                              |                              |                              |                              |  |  |                                 |                                 |                                             |                                             |                                             |                                             |                                             |                                             |                                    |                                    |                                    |                                    |                                    |                                    |           |           |                                    |                                    |                                    |                                    |                                    |                                    |                       |                       |      |      |           |           |           |           |                                |                                |                                |                                |                                |                                |         |         |        |        |                                |                                |                                    |                                    |                                    |                                    |                                    |                                    |  |  |                                |                                |                                |                                |                                |                                |  |  |                                  |                                  |                                  |                                  |                                  |                                  |                             |                             |                             |                             |                             |                             |      |      |         |         |                                  |                                  |                                  |                                  |                                  |                                  |                                 |                                 |                                  |                                  |                                  |                                  |                                  |                                  |         |         |         |         |      |      |         |         |                                  |                                  |                                  |                                  |                                  |                                  |  |  |                                         |                                         |                                         |                                         |                                         |                                         |  |  |                             |                             |                             |                             |                             |                             |  |  |                                    |                                    |                                    |                                    |                                    |                                    |  |  |  |  |  |  |  |  |  |  |  |  |  |  |  |  |  |  |                              |                              |                              |                              |                              |                              |  |  |                              |                              |                              |                              |                              |                              |  |  |                              |                              |                              |                              |                              |                              |  |  |  |  |  |  |  |  |  |  |  |  |  |  |  |  |  |  |  |  |  |  |  |  |  |  |  |  |  |  |  |  |  |  |  |  |  |  |  |  |  |  |  |  |  |  |  |  |
|                                  |                                  |                                  |                                  |                                  |                                  |  |  |                         |                         |                         |                         |                         |                         |  |  |                                                           |                                                           |                                                           |                                                           |                                                           |                                                           |  |  | Rhipidistia                                 | Rhipidistia                                 | Rhipidistia                                 | Rhipidistia                                 | Rhipidistia                                 | Rhipidistia                                 |  |  | Kraakbeenganoïden (Chondrostei) | Kraakbeenganoïden (Chondrostei) | Kraakbeenganoïden (Chondrostei) | Kraakbeenganoïden (Chondrostei) | Kraakbeenganoïden (Chondrostei) | Kraakbeenganoïden (Chondrostei) |                                |                                | Nieuwvinnigen (Neopterygii)    | Nieuwvinnigen (Neopterygii)    | Nieuwvinnigen (Neopterygii)    | Nieuwvinnigen (Neopterygii)    | Nieuwvinnigen (Neopterygii) | Nieuwvinnigen (Neopterygii) |                                |                                |                                |                                |                                |                                |           |           |                            |                            |                                         |                                         |                                         |                                         |                                         |                                         |                                    |                                    |                                      |                                      |                                      |                                      |                                      |                                      |                              |                              |                              |                              |                              |                              |  |  |                                 |                                 |                                             |                                             |                                             |                                             |                                             |                                             |                                    |                                    |                                    |                                    |                                    |                                    |           |           |                                    |                                    |                                    |                                    |                                    |                                    |                       |                       |      |      |           |           |           |           |                                |                                |                                |                                |                                |                                |         |         |        |        |                                |                                |                                    |                                    |                                    |                                    |                                    |                                    |  |  |                                |                                |                                |                                |                                |                                |  |  |                                  |                                  |                                  |                                  |                                  |                                  |                             |                             |                             |                             |                             |                             |      |      |         |         |                                  |                                  |                                  |                                  |                                  |                                  |                                 |                                 |                                  |                                  |                                  |                                  |                                  |                                  |         |         |         |         |      |      |         |         |                                  |                                  |                                  |                                  |                                  |                                  |  |  |                                         |                                         |                                         |                                         |                                         |                                         |  |  |                             |                             |                             |                             |                             |                             |  |  |                                    |                                    |                                    |                                    |                                    |                                    |  |  |  |  |  |  |  |  |  |  |  |  |  |  |  |  |  |  |                              |                              |                              |                              |                              |                              |  |  |                              |                              |                              |                              |                              |                              |  |  |                              |                              |                              |                              |                              |                              |  |  |  |  |  |  |  |  |  |  |  |  |  |  |  |  |  |  |  |  |  |  |  |  |  |  |  |  |  |  |  |  |  |  |  |  |  |  |  |  |  |  |  |  |  |  |  |  |
|                                  |                                  |                                  |                                  |                                  |                                  |  |  |                         |                         |                         |                         |                         |                         |  |  |                                                           |                                                           |                                                           |                                                           |                                                           |                                                           |  |  | Rhipidistia                                 | Rhipidistia                                 | Rhipidistia                                 | Rhipidistia                                 | Rhipidistia                                 | Rhipidistia                                 |  |  | Kraakbeenganoïden (Chondrostei) | Kraakbeenganoïden (Chondrostei) | Kraakbeenganoïden (Chondrostei) | Kraakbeenganoïden (Chondrostei) | Kraakbeenganoïden (Chondrostei) | Kraakbeenganoïden (Chondrostei) |                                |                                | Nieuwvinnigen (Neopterygii)    | Nieuwvinnigen (Neopterygii)    | Nieuwvinnigen (Neopterygii)    | Nieuwvinnigen (Neopterygii)    | Nieuwvinnigen (Neopterygii) | Nieuwvinnigen (Neopterygii) |                                |                                |                                |                                |                                |                                |           |           |                            |                            |                                         |                                         |                                         |                                         |                                         |                                         |                                    |                                    |                                      |                                      |                                      |                                      |                                      |                                      |                              |                              |                              |                              |                              |                              |  |  |                                 |                                 |                                             |                                             |                                             |                                             |                                             |                                             |                                    |                                    |                                    |                                    |                                    |                                    |           |           |                                    |                                    |                                    |                                    |                                    |                                    |                       |                       |      |      |           |           |           |           |                                |                                |                                |                                |                                |                                |         |         |        |        |                                |                                |                                    |                                    |                                    |                                    |                                    |                                    |  |  |                                |                                |                                |                                |                                |                                |  |  |                                  |                                  |                                  |                                  |                                  |                                  |                             |                             |                             |                             |                             |                             |      |      |         |         |                                  |                                  |                                  |                                  |                                  |                                  |                                 |                                 |                                  |                                  |                                  |                                  |                                  |                                  |         |         |         |         |      |      |         |         |                                  |                                  |                                  |                                  |                                  |                                  |  |  |                                         |                                         |                                         |                                         |                                         |                                         |  |  |                             |                             |                             |                             |                             |                             |  |  |                                    |                                    |                                    |                                    |                                    |                                    |  |  |  |  |  |  |  |  |  |  |  |  |  |  |  |  |  |  |                              |                              |                              |                              |                              |                              |  |  |                              |                              |                              |                              |                              |                              |  |  |                              |                              |                              |                              |                              |                              |  |  |  |  |  |  |  |  |  |  |  |  |  |  |  |  |  |  |  |  |  |  |  |  |  |  |  |  |  |  |  |  |  |  |  |  |  |  |  |  |  |  |  |  |  |  |  |  |
|                                  |                                  |                                  |                                  |                                  |                                  |  |  |                         |                         |                         |                         |                         |                         |  |  |                                                           |                                                           |                                                           |                                                           |                                                           |                                                           |  |  |                                             |                                             |                                             |                                             |                                             |                                             |  |  |                                 |                                 |                                 |                                 |                                 |                                 |                                |                                |                                |                                |                                |                                |                             |                             |                                |                                |                                |                                |                                |                                |           |           |                            |                            |                                         |                                         |                                         |                                         |                                         |                                         |                                    |                                    |                                      |                                      |                                      |                                      |                                      |                                      |                              |                              |                              |                              |                              |                              |  |  |                                 |                                 |                                             |                                             |                                             |                                             |                                             |                                             |                                    |                                    |                                    |                                    |                                    |                                    |           |           |                                    |                                    |                                    |                                    |                                    |                                    |                       |                       |      |      |           |           |           |           |                                |                                |                                |                                |                                |                                |         |         |        |        |                                |                                |                                    |                                    |                                    |                                    |                                    |                                    |  |  |                                |                                |                                |                                |                                |                                |  |  |                                  |                                  |                                  |                                  |                                  |                                  |                             |                             |                             |                             |                             |                             |      |      |         |         |                                  |                                  |                                  |                                  |                                  |                                  |                                 |                                 |                                  |                                  |                                  |                                  |                                  |                                  |         |         |         |         |      |      |         |         |                                  |                                  |                                  |                                  |                                  |                                  |  |  |                                         |                                         |                                         |                                         |                                         |                                         |  |  |                             |                             |                             |                             |                             |                             |  |  |                                    |                                    |                                    |                                    |                                    |                                    |  |  |  |  |  |  |  |  |  |  |  |  |  |  |  |  |  |  |                              |                              |                              |                              |                              |                              |  |  |                              |                              |                              |                              |                              |                              |  |  |                              |                              |                              |                              |                              |                              |  |  |  |  |  |  |  |  |  |  |  |  |  |  |  |  |  |  |  |  |  |  |  |  |  |  |  |  |  |  |  |  |  |  |  |  |  |  |  |  |  |  |  |  |  |  |  |  |
|                                  |                                  |                                  |                                  |                                  |                                  |  |  |                         |                         |                         |                         |                         |                         |  |  |                                                           |                                                           |                                                           |                                                           |                                                           |                                                           |  |  | Kwastvinnigen (Sarcopterygii)               | Kwastvinnigen (Sarcopterygii)               | Kwastvinnigen (Sarcopterygii)               | Kwastvinnigen (Sarcopterygii)               | Kwastvinnigen (Sarcopterygii)               | Kwastvinnigen (Sarcopterygii)               |  |  | Straalvinnigen (Actinopterygii) | Straalvinnigen (Actinopterygii) | Straalvinnigen (Actinopterygii) | Straalvinnigen (Actinopterygii) | Straalvinnigen (Actinopterygii) | Straalvinnigen (Actinopterygii) |                                |                                |                                |                                |                                |                                |                             |                             |                                |                                |                                |                                |                                |                                |           |           |                            |                            |                                         |                                         |                                         |                                         |                                         |                                         |                                    |                                    |                                      |                                      |                                      |                                      |                                      |                                      |                              |                              |                              |                              |                              |                              |  |  |                                 |                                 |                                             |                                             |                                             |                                             |                                             |                                             |                                    |                                    |                                    |                                    |                                    |                                    |           |           |                                    |                                    |                                    |                                    |                                    |                                    |                       |                       |      |      |           |           |           |           |                                |                                |                                |                                |                                |                                |         |         |        |        |                                |                                |                                    |                                    |                                    |                                    |                                    |                                    |  |  |                                |                                |                                |                                |                                |                                |  |  |                                  |                                  |                                  |                                  |                                  |                                  |                             |                             |                             |                             |                             |                             |      |      |         |         |                                  |                                  |                                  |                                  |                                  |                                  |                                 |                                 |                                  |                                  |                                  |                                  |                                  |                                  |         |         |         |         |      |      |         |         |                                  |                                  |                                  |                                  |                                  |                                  |  |  |                                         |                                         |                                         |                                         |                                         |                                         |  |  |                             |                             |                             |                             |                             |                             |  |  |                                    |                                    |                                    |                                    |                                    |                                    |  |  |  |  |  |  |  |  |  |  |  |  |  |  |  |  |  |  |                              |                              |                              |                              |                              |                              |  |  |                              |                              |                              |                              |                              |                              |  |  |                              |                              |                              |                              |                              |                              |  |  |  |  |  |  |  |  |  |  |  |  |  |  |  |  |  |  |  |  |  |  |  |  |  |  |  |  |  |  |  |  |  |  |  |  |  |  |  |  |  |  |  |  |  |  |  |  |
|                                  |                                  |                                  |                                  |                                  |                                  |  |  |                         |                         |                         |                         |                         |                         |  |  |                                                           |                                                           |                                                           |                                                           |                                                           |                                                           |  |  | Kwastvinnigen (Sarcopterygii)               | Kwastvinnigen (Sarcopterygii)               | Kwastvinnigen (Sarcopterygii)               | Kwastvinnigen (Sarcopterygii)               | Kwastvinnigen (Sarcopterygii)               | Kwastvinnigen (Sarcopterygii)               |  |  | Straalvinnigen (Actinopterygii) | Straalvinnigen (Actinopterygii) | Straalvinnigen (Actinopterygii) | Straalvinnigen (Actinopterygii) | Straalvinnigen (Actinopterygii) | Straalvinnigen (Actinopterygii) |                                |                                |                                |                                |                                |                                |                             |                             |                                |                                |                                |                                |                                |                                |           |           |                            |                            |                                         |                                         |                                         |                                         |                                         |                                         |                                    |                                    |                                      |                                      |                                      |                                      |                                      |                                      |                              |                              |                              |                              |                              |                              |  |  |                                 |                                 |                                             |                                             |                                             |                                             |                                             |                                             |                                    |                                    |                                    |                                    |                                    |                                    |           |           |                                    |                                    |                                    |                                    |                                    |                                    |                       |                       |      |      |           |           |           |           |                                |                                |                                |                                |                                |                                |         |         |        |        |                                |                                |                                    |                                    |                                    |                                    |                                    |                                    |  |  |                                |                                |                                |                                |                                |                                |  |  |                                  |                                  |                                  |                                  |                                  |                                  |                             |                             |                             |                             |                             |                             |      |      |         |         |                                  |                                  |                                  |                                  |                                  |                                  |                                 |                                 |                                  |                                  |                                  |                                  |                                  |                                  |         |         |         |         |      |      |         |         |                                  |                                  |                                  |                                  |                                  |                                  |  |  |                                         |                                         |                                         |                                         |                                         |                                         |  |  |                             |                             |                             |                             |                             |                             |  |  |                                    |                                    |                                    |                                    |                                    |                                    |  |  |  |  |  |  |  |  |  |  |  |  |  |  |  |  |  |  |                              |                              |                              |                              |                              |                              |  |  |                              |                              |                              |                              |                              |                              |  |  |                              |                              |                              |                              |                              |                              |  |  |  |  |  |  |  |  |  |  |  |  |  |  |  |  |  |  |  |  |  |  |  |  |  |  |  |  |  |  |  |  |  |  |  |  |  |  |  |  |  |  |  |  |  |  |  |  |
|                                  |                                  |                                  |                                  |                                  |                                  |  |  |                         |                         |                         |                         |                         |                         |  |  |                                                           |                                                           |                                                           |                                                           |                                                           |                                                           |  |  |                                             |                                             |                                             |                                             |                                             |                                             |  |  |                                 |                                 |                                 |                                 |                                 |                                 |                                |                                |                                |                                |                                |                                |                             |                             |                                |                                |                                |                                |                                |                                |           |           |                            |                            |                                         |                                         |                                         |                                         |                                         |                                         |                                    |                                    |                                      |                                      |                                      |                                      |                                      |                                      |                              |                              |                              |                              |                              |                              |  |  |                                 |                                 |                                             |                                             |                                             |                                             |                                             |                                             |                                    |                                    |                                    |                                    |                                    |                                    |           |           |                                    |                                    |                                    |                                    |                                    |                                    |                       |                       |      |      |           |           |           |           |                                |                                |                                |                                |                                |                                |         |         |        |        |                                |                                |                                    |                                    |                                    |                                    |                                    |                                    |  |  |                                |                                |                                |                                |                                |                                |  |  |                                  |                                  |                                  |                                  |                                  |                                  |                             |                             |                             |                             |                             |                             |      |      |         |         |                                  |                                  |                                  |                                  |                                  |                                  |                                 |                                 |                                  |                                  |                                  |                                  |                                  |                                  |         |         |         |         |      |      |         |         |                                  |                                  |                                  |                                  |                                  |                                  |  |  |                                         |                                         |                                         |                                         |                                         |                                         |  |  |                             |                             |                             |                             |                             |                             |  |  |                                    |                                    |                                    |                                    |                                    |                                    |  |  |  |  |  |  |  |  |  |  |  |  |  |  |  |  |  |  |                              |                              |                              |                              |                              |                              |  |  |                              |                              |                              |                              |                              |                              |  |  |                              |                              |                              |                              |                              |                              |  |  |  |  |  |  |  |  |  |  |  |  |  |  |  |  |  |  |  |  |  |  |  |  |  |  |  |  |  |  |  |  |  |  |  |  |  |  |  |  |  |  |  |  |  |  |  |  |
|                                  |                                  |                                  |                                  |                                  |                                  |  |  |                         |                         |                         |                         |                         |                         |  |  |                                                           |                                                           |                                                           |                                                           |                                                           |                                                           |  |  | Beenvisachtigen (Osteichthyes)              |                                             |                                             |                                             |                                             |                                             |  |  |                                 |                                 |                                 |                                 |                                 |                                 |                                |                                |                                |                                |                                |                                |                             |                             |                                |                                |                                |                                |                                |                                |           |           |                            |                            |                                         |                                         |                                         |                                         |                                         |                                         |                                    |                                    |                                      |                                      |                                      |                                      |                                      |                                      |                              |                              |                              |                              |                              |                              |  |  |                                 |                                 |                                             |                                             |                                             |                                             |                                             |                                             |                                    |                                    |                                    |                                    |                                    |                                    |           |           |                                    |                                    |                                    |                                    |                                    |                                    |                       |                       |      |      |           |           |           |           |                                |                                |                                |                                |                                |                                |         |         |        |        |                                |                                |                                    |                                    |                                    |                                    |                                    |                                    |  |  |                                |                                |                                |                                |                                |                                |  |  |                                  |                                  |                                  |                                  |                                  |                                  |                             |                             |                             |                             |                             |                             |      |      |         |         |                                  |                                  |                                  |                                  |                                  |                                  |                                 |                                 |                                  |                                  |                                  |                                  |                                  |                                  |         |         |         |         |      |      |         |         |                                  |                                  |                                  |                                  |                                  |                                  |  |  |                                         |                                         |                                         |                                         |                                         |                                         |  |  |                             |                             |                             |                             |                             |                             |  |  |                                    |                                    |                                    |                                    |                                    |                                    |  |  |  |  |  |  |  |  |  |  |  |  |  |  |  |  |  |  |                              |                              |                              |                              |                              |                              |  |  |                              |                              |                              |                              |                              |                              |  |  |                              |                              |                              |                              |                              |                              |  |  |  |  |  |  |  |  |  |  |  |  |  |  |  |  |  |  |  |  |  |  |  |  |  |  |  |  |  |  |  |  |  |  |  |  |  |  |  |  |  |  |  |  |  |  |  |  |
|                                  |                                  |                                  |                                  |                                  |                                  |  |  |                         |                         |                         |                         |                         |                         |  |  |                                                           |                                                           |                                                           |                                                           |                                                           |                                                           |  |  |                                             |                                             |                                             |                                             |                                             |                                             |  |  |                                 |                                 |                                 |                                 |                                 |                                 |                                |                                |                                |                                |                                |                                |                             |                             |                                |                                |                                |                                |                                |                                |           |           |                            |                            |                                         |                                         |                                         |                                         |                                         |                                         |                                    |                                    |                                      |                                      |                                      |                                      |                                      |                                      |                              |                              |                              |                              |                              |                              |  |  |                                 |                                 |                                             |                                             |                                             |                                             |                                             |                                             |                                    |                                    |                                    |                                    |                                    |                                    |           |           |                                    |                                    |                                    |                                    |                                    |                                    |                       |                       |      |      |           |           |           |           |                                |                                |                                |                                |                                |                                |         |         |        |        |                                |                                |                                    |                                    |                                    |                                    |                                    |                                    |  |  |                                |                                |                                |                                |                                |                                |  |  |                                  |                                  |                                  |                                  |                                  |                                  |                             |                             |                             |                             |                             |                             |      |      |         |         |                                  |                                  |                                  |                                  |                                  |                                  |                                 |                                 |                                  |                                  |                                  |                                  |                                  |                                  |         |         |         |         |      |      |         |         |                                  |                                  |                                  |                                  |                                  |                                  |  |  |                                         |                                         |                                         |                                         |                                         |                                         |  |  |                             |                             |                             |                             |                             |                             |  |  |                                    |                                    |                                    |                                    |                                    |                                    |  |  |  |  |  |  |  |  |  |  |  |  |  |  |  |  |  |  |                              |                              |                              |                              |                              |                              |  |  |                              |                              |                              |                              |                              |                              |  |  |                              |                              |                              |                              |                              |                              |  |  |  |  |  |  |  |  |  |  |  |  |  |  |  |  |  |  |  |  |  |  |  |  |  |  |  |  |  |  |  |  |  |  |  |  |  |  |  |  |  |  |  |  |  |  |  |  |
|                                  |                                  |                                  |                                  |                                  |                                  |  |  |                         |                         |                         |                         |                         |                         |  |  |                                                           |                                                           |                                                           |                                                           |                                                           |                                                           |  |  |                                             |                                             |                                             |                                             |                                             |                                             |  |  |                                 |                                 |                                 |                                 |                                 |                                 |                                |                                |                                |                                |                                |                                |                             |                             |                                |                                |                                |                                |                                |                                |           |           |                            |                            |                                         |                                         |                                         |                                         |                                         |                                         |                                    |                                    |                                      |                                      |                                      |                                      |                                      |                                      |                              |                              |                              |                              |                              |                              |  |  |                                 |                                 |                                             |                                             |                                             |                                             |                                             |                                             |                                    |                                    |                                    |                                    |                                    |                                    |           |           |                                    |                                    |                                    |                                    |                                    |                                    |                       |                       |      |      |           |           |           |           |                                |                                |                                |                                |                                |                                |         |         |        |        |                                |                                |                                    |                                    |                                    |                                    |                                    |                                    |  |  |                                |                                |                                |                                |                                |                                |  |  |                                  |                                  |                                  |                                  |                                  |                                  |                             |                             |                             |                             |                             |                             |      |      |         |         |                                  |                                  |                                  |                                  |                                  |                                  |                                 |                                 |                                  |                                  |                                  |                                  |                                  |                                  |         |         |         |         |      |      |         |         |                                  |                                  |                                  |                                  |                                  |                                  |  |  |                                         |                                         |                                         |                                         |                                         |                                         |  |  |                             |                             |                             |                             |                             |                             |  |  |                                    |                                    |                                    |                                    |                                    |                                    |  |  |  |  |  |  |  |  |  |  |  |  |  |  |  |  |  |  |                              |                              |                              |                              |                              |                              |  |  |                              |                              |                              |                              |                              |                              |  |  |                              |                              |                              |                              |                              |                              |  |  |  |  |  |  |  |  |  |  |  |  |  |  |  |  |  |  |  |  |  |  |  |  |  |  |  |  |  |  |  |  |  |  |  |  |  |  |  |  |  |  |  |  |  |  |  |  |
|                                  |                                  |                                  |                                  | Gewervelden (Vertebrata)         |                                  |  |  |                         |                         |                         |                         |                         |                         |  |  |                                                           |                                                           |                                                           |                                                           |                                                           |                                                           |  |  |                                             |                                             |                                             |                                             |                                             |                                             |  |  |                                 |                                 |                                 |                                 |                                 |                                 |                                |                                |                                |                                |                                |                                |                             |                             |                                |                                |                                |                                |                                |                                |           |           |                            |                            |                                         |                                         |                                         |                                         |                                         |                                         |                                    |                                    |                                      |                                      |                                      |                                      |                                      |                                      |                              |                              |                              |                              |                              |                              |  |  |                                 |                                 |                                             |                                             |                                             |                                             |                                             |                                             |                                    |                                    |                                    |                                    |                                    |                                    |           |           |                                    |                                    |                                    |                                    |                                    |                                    |                       |                       |      |      |           |           |           |           |                                |                                |                                |                                |                                |                                |         |         |        |        |                                |                                |                                    |                                    |                                    |                                    |                                    |                                    |  |  |                                |                                |                                |                                |                                |                                |  |  |                                  |                                  |                                  |                                  |                                  |                                  |                             |                             |                             |                             |                             |                             |      |      |         |         |                                  |                                  |                                  |                                  |                                  |                                  |                                 |                                 |                                  |                                  |                                  |                                  |                                  |                                  |         |         |         |         |      |      |         |         |                                  |                                  |                                  |                                  |                                  |                                  |  |  |                                         |                                         |                                         |                                         |                                         |                                         |  |  |                             |                             |                             |                             |                             |                             |  |  |                                    |                                    |                                    |                                    |                                    |                                    |  |  |  |  |  |  |  |  |  |  |  |  |  |  |  |  |  |  |                              |                              |                              |                              |                              |                              |  |  |                              |                              |                              |                              |                              |                              |  |  |                              |                              |                              |                              |                              |                              |  |  |  |  |  |  |  |  |  |  |  |  |  |  |  |  |  |  |  |  |  |  |  |  |  |  |  |  |  |  |  |  |  |  |  |  |  |  |  |  |  |  |  |  |  |  |  |  |

## Fylogenie
| superklasse               | klasse             | infraklasse | superorde | orde                              | onderorde | superfamilie | familie                         | onderfamilie | geslacht | soort             |
| ------------------------- | ------------------ | ----------- | --------- | --------------------------------- | --------- | ------------ | ------------------------------- | ------------ | -------- | ----------------- |
| Kaakloze vissen (Agnatha) | Cephalaspidomorphi |             |           | Prikachtigen (Petromyzontiformes) |           |              | Zuidelijke prikken (Geotriidae) |              | Geotria  | Geotria australis |

| superklasse                    | klasse                          | infraklasse                                               | superorde                                     | orde                                    | onderorde                                       | superfamilie                                  | familie                                     | onderfamilie                                    | geslacht                                        | soort                                           |
| ------------------------------ | ------------------------------- | --------------------------------------------------------- | --------------------------------------------- | --------------------------------------- | ----------------------------------------------- | --------------------------------------------- | ------------------------------------------- | ----------------------------------------------- | ----------------------------------------------- | ----------------------------------------------- |
| Beenvisachtigen (Osteichthyes) | Kwastvinnigen (Sarcopterygii)   |                                                           | Longvissen (Dipnoi)                           | Ceratodontiformes                       |                                                 |                                               | Neoceratodontidae                           |                                                 | Neoceratodus                                    | Australische longvis (Neoceratodus forsteri)    |
| Beenvisachtigen (Osteichthyes) | Kwastvinnigen (Sarcopterygii)   | Amerikaanse en Afrikaanse longvissen (Lepidosireniformes) | Longvissen (Dipnoi)                           |                                         |                                                 | Amerikaanse longvissen (Lepidosirenidae)      |                                             | Lepidosiren                                     | Lepidosiren paradoxa                            |                                                 |
| Beenvisachtigen (Osteichthyes) | Kwastvinnigen (Sarcopterygii)   | Amerikaanse en Afrikaanse longvissen (Lepidosireniformes) | Longvissen (Dipnoi)                           | Afrikaanse longvissen (Protopteridae)   |                                                 | Protopterus                                   | Protopterus aethiopicus                     |                                                 |                                                 |                                                 |
| Beenvisachtigen (Osteichthyes) | Kwastvinnigen (Sarcopterygii)   | Amerikaanse en Afrikaanse longvissen (Lepidosireniformes) | Longvissen (Dipnoi)                           | Afrikaanse longvissen (Protopteridae)   | Protopterus amphibius                           | Protopterus                                   |                                             |                                                 |                                                 |                                                 |
| Beenvisachtigen (Osteichthyes) | Kwastvinnigen (Sarcopterygii)   | Amerikaanse en Afrikaanse longvissen (Lepidosireniformes) | Longvissen (Dipnoi)                           | Afrikaanse longvissen (Protopteridae)   | West-Afrikaanse longvis (Protopterus annectens) | Protopterus                                   |                                             |                                                 |                                                 |                                                 |
| Beenvisachtigen (Osteichthyes) | Kwastvinnigen (Sarcopterygii)   | Amerikaanse en Afrikaanse longvissen (Lepidosireniformes) | Longvissen (Dipnoi)                           | Afrikaanse longvissen (Protopteridae)   | Protopterus dolloi                              | Protopterus                                   |                                             |                                                 |                                                 |                                                 |
| Beenvisachtigen (Osteichthyes) | Straalvinnigen (Actinopterygii) | Cladistia                                                 |                                               | Polypteriformes                         |                                                 |                                               | Kwastsnoeken (Polypteridae)                 |                                                 | Erpetoichthys                                   | Wimpelaal (Erpetoichthys calabaricus)           |
| Beenvisachtigen (Osteichthyes) | Straalvinnigen (Actinopterygii) | Cladistia                                                 |                                               | Polypteriformes                         | Polypterus                                      | Polypterus ansorgii                           | Kwastsnoeken (Polypteridae)                 |                                                 |                                                 |                                                 |
| Beenvisachtigen (Osteichthyes) | Straalvinnigen (Actinopterygii) | Cladistia                                                 | Polypterus bichir                             | Polypteriformes                         | Polypterus                                      |                                               | Kwastsnoeken (Polypteridae)                 |                                                 |                                                 |                                                 |
| Beenvisachtigen (Osteichthyes) | Straalvinnigen (Actinopterygii) | Cladistia                                                 | Polypterus congicus                           | Polypteriformes                         | Polypterus                                      |                                               | Kwastsnoeken (Polypteridae)                 |                                                 |                                                 |                                                 |
| Beenvisachtigen (Osteichthyes) | Straalvinnigen (Actinopterygii) | Cladistia                                                 | Polypterus delhezi                            | Polypteriformes                         | Polypterus                                      |                                               | Kwastsnoeken (Polypteridae)                 |                                                 |                                                 |                                                 |
| Beenvisachtigen (Osteichthyes) | Straalvinnigen (Actinopterygii) | Cladistia                                                 | Polypterus endlicherii                        | Polypteriformes                         | Polypterus                                      |                                               | Kwastsnoeken (Polypteridae)                 |                                                 |                                                 |                                                 |
| Beenvisachtigen (Osteichthyes) | Straalvinnigen (Actinopterygii) | Cladistia                                                 | Prachtvinkwastsnoek (Polypterus ornatipinnis) | Polypteriformes                         | Polypterus                                      |                                               | Kwastsnoeken (Polypteridae)                 |                                                 |                                                 |                                                 |
| Beenvisachtigen (Osteichthyes) | Straalvinnigen (Actinopterygii) | Cladistia                                                 | Polypterus palmas                             | Polypteriformes                         | Polypterus                                      |                                               | Kwastsnoeken (Polypteridae)                 |                                                 |                                                 |                                                 |
| Beenvisachtigen (Osteichthyes) | Straalvinnigen (Actinopterygii) | Cladistia                                                 | Polypterus polli                              | Polypteriformes                         | Polypterus                                      |                                               | Kwastsnoeken (Polypteridae)                 |                                                 |                                                 |                                                 |
| Beenvisachtigen (Osteichthyes) | Straalvinnigen (Actinopterygii) | Cladistia                                                 | Polypterus retropinnis                        | Polypteriformes                         | Polypterus                                      |                                               | Kwastsnoeken (Polypteridae)                 |                                                 |                                                 |                                                 |
| Beenvisachtigen (Osteichthyes) | Straalvinnigen (Actinopterygii) | Cladistia                                                 | Polypterus senegalus                          | Polypteriformes                         | Polypterus                                      |                                               | Kwastsnoeken (Polypteridae)                 |                                                 |                                                 |                                                 |
| Beenvisachtigen (Osteichthyes) | Straalvinnigen (Actinopterygii) | Cladistia                                                 | Polypterus teugelsi                           | Polypteriformes                         | Polypterus                                      |                                               | Kwastsnoeken (Polypteridae)                 |                                                 |                                                 |                                                 |
| Beenvisachtigen (Osteichthyes) | Straalvinnigen (Actinopterygii) | Cladistia                                                 | Polypterus weeksii                            | Polypteriformes                         | Polypterus                                      |                                               | Kwastsnoeken (Polypteridae)                 |                                                 |                                                 |                                                 |
| Beenvisachtigen (Osteichthyes) | Straalvinnigen (Actinopterygii) | Beenganoïden (Holostei)                                   |                                               | Beensnoeken (Lepisosteiformes)          |                                                 |                                               | Kaaimansnoeken (Lepisosteidae)              |                                                 | Lepisosteus                                     | Lepisosteus oculatus                            |
| Beenvisachtigen (Osteichthyes) | Straalvinnigen (Actinopterygii) | Beenganoïden (Holostei)                                   | Kaaimansnoek (Lepisosteus osseus)             | Beensnoeken (Lepisosteiformes)          |                                                 |                                               | Kaaimansnoeken (Lepisosteidae)              |                                                 | Lepisosteus                                     |                                                 |
| Beenvisachtigen (Osteichthyes) | Straalvinnigen (Actinopterygii) | Beenganoïden (Holostei)                                   | Lepisosteus platostomus                       | Beensnoeken (Lepisosteiformes)          |                                                 |                                               | Kaaimansnoeken (Lepisosteidae)              |                                                 | Lepisosteus                                     |                                                 |
| Beenvisachtigen (Osteichthyes) | Straalvinnigen (Actinopterygii) | Beenganoïden (Holostei)                                   | Lepisosteus platyrhincus                      | Beensnoeken (Lepisosteiformes)          |                                                 |                                               | Kaaimansnoeken (Lepisosteidae)              |                                                 | Lepisosteus                                     |                                                 |
| Beenvisachtigen (Osteichthyes) | Straalvinnigen (Actinopterygii) | Beenganoïden (Holostei)                                   | Atractosteus                                  | Beensnoeken (Lepisosteiformes)          | Atractosteus spatula                            |                                               | Kaaimansnoeken (Lepisosteidae)              |                                                 |                                                 |                                                 |
| Beenvisachtigen (Osteichthyes) | Straalvinnigen (Actinopterygii) | Beenganoïden (Holostei)                                   | Atractosteus                                  | Beensnoeken (Lepisosteiformes)          | Atractosteus tristoechus                        |                                               | Kaaimansnoeken (Lepisosteidae)              |                                                 |                                                 |                                                 |
| Beenvisachtigen (Osteichthyes) | Straalvinnigen (Actinopterygii) | Beenganoïden (Holostei)                                   | Atractosteus                                  | Beensnoeken (Lepisosteiformes)          | Atractosteus tropicus                           |                                               | Kaaimansnoeken (Lepisosteidae)              |                                                 |                                                 |                                                 |
| Beenvisachtigen (Osteichthyes) | Straalvinnigen (Actinopterygii) | Beenganoïden (Holostei)                                   | Moddersnoeken (Amiiformes)                    |                                         |                                                 | Moddersnoeken (Amiidae)                       |                                             | Amia                                            | Amia calva                                      |                                                 |
| Beenvisachtigen (Osteichthyes) | Straalvinnigen (Actinopterygii) | Beenvissen (Teleostei)                                    | Beentongvisachtigen (Osteoglossomorpha)       | Beentongvissen (Osteoglossiformes)      | Osteoglossoidei                                 |                                               | Arowana's (Osteoglossidae)                  |                                                 | Arapaima                                        | Arapaima gigas                                  |
| Beenvisachtigen (Osteichthyes) | Straalvinnigen (Actinopterygii) | Beenvissen (Teleostei)                                    | Beentongvisachtigen (Osteoglossomorpha)       | Beentongvissen (Osteoglossiformes)      | Osteoglossoidei                                 | Heterotis                                     | Arowana's (Osteoglossidae)                  | Heterotis niloticus                             |                                                 |                                                 |
| Beenvisachtigen (Osteichthyes) | Straalvinnigen (Actinopterygii) | Beenvissen (Teleostei)                                    | Beentongvisachtigen (Osteoglossomorpha)       | Beentongvissen (Osteoglossiformes)      | Osteoglossoidei                                 | Beentongvissen (Pantodontidae)                |                                             | Pantodon                                        | Pantodon buchholzi                              |                                                 |
| Beenvisachtigen (Osteichthyes) | Straalvinnigen (Actinopterygii) | Beenvissen (Teleostei)                                    | Beentongvisachtigen (Osteoglossomorpha)       | Beentongvissen (Osteoglossiformes)      | Notopteroidei                                   | Notopteroidea                                 | Mesvissen (Notopteridae)                    |                                                 | Chitala                                         | Chitala chitala                                 |
| Beenvisachtigen (Osteichthyes) | Straalvinnigen (Actinopterygii) | Beenvissen (Teleostei)                                    | Beentongvisachtigen (Osteoglossomorpha)       | Beentongvissen (Osteoglossiformes)      | Notopteroidei                                   | Notopteroidea                                 | Mesvissen (Notopteridae)                    | Notopterinae                                    | Notopterus                                      | Aziatische mesvis (Notopterus notopterus)       |
| Beenvisachtigen (Osteichthyes) | Straalvinnigen (Actinopterygii) | Beenvissen (Teleostei)                                    | Beentongvisachtigen (Osteoglossomorpha)       | Beentongvissen (Osteoglossiformes)      | Notopteroidei                                   | Notopteroidea                                 | Mesvissen (Notopteridae)                    | Xenomystinae                                    | Papyrocranus                                    | Papyrocranus afer                               |
| Beenvisachtigen (Osteichthyes) | Straalvinnigen (Actinopterygii) | Beenvissen (Teleostei)                                    | Beentongvisachtigen (Osteoglossomorpha)       | Beentongvissen (Osteoglossiformes)      | Notopteroidei                                   | Notopteroidea                                 | Mesvissen (Notopteridae)                    | Xenomystinae                                    | Xenomystus                                      | Afrikaanse mesvis (Xenomystus nigri)            |
| Beenvisachtigen (Osteichthyes) | Straalvinnigen (Actinopterygii) | Beenvissen (Teleostei)                                    | Beentongvisachtigen (Osteoglossomorpha)       | Beentongvissen (Osteoglossiformes)      | Notopteroidei                                   | Notopteroidea                                 | Tapirvissen (Mormyridae)                    |                                                 | Brienomyrus                                     | Brienomyrus niger                               |
| Beenvisachtigen (Osteichthyes) | Straalvinnigen (Actinopterygii) | Beenvissen (Teleostei)                                    | Beentongvisachtigen (Osteoglossomorpha)       | Beentongvissen (Osteoglossiformes)      | Notopteroidei                                   | Notopteroidea                                 | Grote Nijlsnoeken (Gymnarchidae)            |                                                 | Gymnarchus                                      | Gymnarchus niloticus                            |
| Beenvisachtigen (Osteichthyes) | Straalvinnigen (Actinopterygii) | Beenvissen (Teleostei)                                    | Tarpon- en aalachtigen (Elopomorpha)          | Tarponachtigen (Elopiformes)            | Elopoidei                                       |                                               | Tarpons (Megalopidae)                       |                                                 | Megalops                                        | Tarpoen (Megalops atlanticus)                   |
| Beenvisachtigen (Osteichthyes) | Straalvinnigen (Actinopterygii) | Beenvissen (Teleostei)                                    | Tarpon- en aalachtigen (Elopomorpha)          | Tarponachtigen (Elopiformes)            | Elopoidei                                       | Indopacifische tarpoen (Megalops cyprinoides) | Tarpons (Megalopidae)                       |                                                 | Megalops                                        |                                                 |
| Beenvisachtigen (Osteichthyes) | Straalvinnigen (Actinopterygii) | Beenvissen (Teleostei)                                    | Tarpon- en aalachtigen (Elopomorpha)          | Palingachtigen (Anguilliformes)         | Anguilloidei                                    |                                               | Echte palingen (Anguillidae)                |                                                 | Anguilla                                        | Paling (Anguilla anguilla)                      |
| Beenvisachtigen (Osteichthyes) | Straalvinnigen (Actinopterygii) | Beenvissen (Teleostei)                                    | Meervallen en karperachtigen (Ostariophysi)   | Zandvisachtigen (Gonorynchiformes)      | Knerioidei                                      |                                               | Moddervissen (Phractolaemidae)              |                                                 | Phractolaemus                                   | Phractolaemus ansorgii                          |
| Beenvisachtigen (Osteichthyes) | Straalvinnigen (Actinopterygii) | Beenvissen (Teleostei)                                    | Meervallen en karperachtigen (Ostariophysi)   | Karperachtigen (Cypriniformes)          |                                                 | Cobitoidea                                    | Modderkruipers (Cobitidae)                  | Cobitinae                                       | Misgurnus                                       | Grote modderkruiper (Misgurnus fossilis)        |
| Beenvisachtigen (Osteichthyes) | Straalvinnigen (Actinopterygii) | Beenvissen (Teleostei)                                    | Meervallen en karperachtigen (Ostariophysi)   | Karperachtigen (Cypriniformes)          | Misgurnus anguillicaudatus                      | Cobitoidea                                    | Modderkruipers (Cobitidae)                  | Cobitinae                                       | Misgurnus                                       |                                                 |
| Beenvisachtigen (Osteichthyes) | Straalvinnigen (Actinopterygii) | Beenvissen (Teleostei)                                    | Meervallen en karperachtigen (Ostariophysi)   | Karperachtigen (Cypriniformes)          | Lepidocephalichthys                             | Cobitoidea                                    | Modderkruipers (Cobitidae)                  | Cobitinae                                       | Lepidocephalichthys guntea                      |                                                 |
| Beenvisachtigen (Osteichthyes) | Straalvinnigen (Actinopterygii) | Beenvissen (Teleostei)                                    | Meervallen en karperachtigen (Ostariophysi)   | Karperachtigen (Cypriniformes)          | Lepidocephalichthys                             | Cobitoidea                                    | Modderkruipers (Cobitidae)                  | Cobitinae                                       | Lepidocephalichthys thermalis                   |                                                 |
| Beenvisachtigen (Osteichthyes) | Straalvinnigen (Actinopterygii) | Beenvissen (Teleostei)                                    | Meervallen en karperachtigen (Ostariophysi)   | Karperachtigen (Cypriniformes)          | Pangio e                                        | Cobitoidea                                    | Modderkruipers (Cobitidae)                  | Cobitinae                                       | Indische modderkruiper (Pangio kuhlii)          |                                                 |
| Beenvisachtigen (Osteichthyes) | Straalvinnigen (Actinopterygii) | Beenvissen (Teleostei)                                    | Meervallen en karperachtigen (Ostariophysi)   | Karperachtigen (Cypriniformes)          | Pangio e                                        | Cobitoidea                                    | Modderkruipers (Cobitidae)                  | Cobitinae                                       | Pangio semicincta                               |                                                 |
| Beenvisachtigen (Osteichthyes) | Straalvinnigen (Actinopterygii) | Beenvissen (Teleostei)                                    | Meervallen en karperachtigen (Ostariophysi)   | Karperachtigen (Cypriniformes)          | Cobitis                                         | Cobitoidea                                    | Modderkruipers (Cobitidae)                  | Cobitinae                                       | Bermpje (Cobitis barbatula)                     |                                                 |
| Beenvisachtigen (Osteichthyes) | Straalvinnigen (Actinopterygii) | Beenvissen (Teleostei)                                    | Meervallen en karperachtigen (Ostariophysi)   | Karperzalmachtigen (Characiformes)      |                                                 |                                               | Forelzalmen (Erythrinidae)                  |                                                 | Erythrinus                                      | Erythrinus erythrinus                           |
| Beenvisachtigen (Osteichthyes) | Straalvinnigen (Actinopterygii) | Beenvissen (Teleostei)                                    | Meervallen en karperachtigen (Ostariophysi)   | Karperzalmachtigen (Characiformes)      | Hoplerythrinus                                  | Hoplerythrinus unitaeniatus                   | Forelzalmen (Erythrinidae)                  |                                                 |                                                 |                                                 |
| Beenvisachtigen (Osteichthyes) | Straalvinnigen (Actinopterygii) | Beenvissen (Teleostei)                                    | Meervallen en karperachtigen (Ostariophysi)   | Karperzalmachtigen (Characiformes)      | Slankzalmen (Lebiasinidae)                      | Lebiasininae                                  | Piabucina                                   | Piabucina festae                                |                                                 |                                                 |
| Beenvisachtigen (Osteichthyes) | Straalvinnigen (Actinopterygii) | Beenvissen (Teleostei)                                    | Meervallen en karperachtigen (Ostariophysi)   | Karperzalmachtigen (Characiformes)      | Slankzalmen (Lebiasinidae)                      | Lebiasininae                                  | Lebiasina                                   | Lebiasina bimaculata                            |                                                 |                                                 |
| Beenvisachtigen (Osteichthyes) | Straalvinnigen (Actinopterygii) | Beenvissen (Teleostei)                                    | Meervallen en karperachtigen (Ostariophysi)   | Meervalachtigen (Siluriformes)          |                                                 |                                               | Reuzenmeervallen (Pangasiidae)              |                                                 | Pangasius e                                     | Pangasius hypophthalmus                         |
| Beenvisachtigen (Osteichthyes) | Straalvinnigen (Actinopterygii) | Beenvissen (Teleostei)                                    | Meervallen en karperachtigen (Ostariophysi)   | Meervalachtigen (Siluriformes)          | Pangasius pangasius                             |                                               | Reuzenmeervallen (Pangasiidae)              |                                                 | Pangasius e                                     |                                                 |
| Beenvisachtigen (Osteichthyes) | Straalvinnigen (Actinopterygii) | Beenvissen (Teleostei)                                    | Meervallen en karperachtigen (Ostariophysi)   | Meervalachtigen (Siluriformes)          | Pangasius nasutus                               |                                               | Reuzenmeervallen (Pangasiidae)              |                                                 | Pangasius e                                     |                                                 |
| Beenvisachtigen (Osteichthyes) | Straalvinnigen (Actinopterygii) | Beenvissen (Teleostei)                                    | Meervallen en karperachtigen (Ostariophysi)   | Meervalachtigen (Siluriformes)          | Pangasius conchophilus                          |                                               | Reuzenmeervallen (Pangasiidae)              |                                                 | Pangasius e                                     |                                                 |
| Beenvisachtigen (Osteichthyes) | Straalvinnigen (Actinopterygii) | Beenvissen (Teleostei)                                    | Meervallen en karperachtigen (Ostariophysi)   | Meervalachtigen (Siluriformes)          | Kieuwzakmeervallen (Clariidae)                  |                                               | Bathyclarias                                | Bathyclarias nyasensis                          |                                                 |                                                 |
| Beenvisachtigen (Osteichthyes) | Straalvinnigen (Actinopterygii) | Beenvissen (Teleostei)                                    | Meervallen en karperachtigen (Ostariophysi)   | Meervalachtigen (Siluriformes)          | Kieuwzakmeervallen (Clariidae)                  | Bathyclarias longibarbis                      | Bathyclarias                                |                                                 |                                                 |                                                 |
| Beenvisachtigen (Osteichthyes) | Straalvinnigen (Actinopterygii) | Beenvissen (Teleostei)                                    | Meervallen en karperachtigen (Ostariophysi)   | Meervalachtigen (Siluriformes)          | Kieuwzakmeervallen (Clariidae)                  | Bathyclarias worthingtoni                     | Bathyclarias                                |                                                 |                                                 |                                                 |
| Beenvisachtigen (Osteichthyes) | Straalvinnigen (Actinopterygii) | Beenvissen (Teleostei)                                    | Meervallen en karperachtigen (Ostariophysi)   | Meervalachtigen (Siluriformes)          | Kieuwzakmeervallen (Clariidae)                  | Clariallabes                                  | Clariallabes laticeps                       |                                                 |                                                 |                                                 |
| Beenvisachtigen (Osteichthyes) | Straalvinnigen (Actinopterygii) | Beenvissen (Teleostei)                                    | Meervallen en karperachtigen (Ostariophysi)   | Meervalachtigen (Siluriformes)          | Kieuwzakmeervallen (Clariidae)                  | Clariallabes                                  | Clariallabes teugelsi                       |                                                 |                                                 |                                                 |
| Beenvisachtigen (Osteichthyes) | Straalvinnigen (Actinopterygii) | Beenvissen (Teleostei)                                    | Meervallen en karperachtigen (Ostariophysi)   | Meervalachtigen (Siluriformes)          | Kieuwzakmeervallen (Clariidae)                  | Clarias                                       | Clarias ngamensis                           |                                                 |                                                 |                                                 |
| Beenvisachtigen (Osteichthyes) | Straalvinnigen (Actinopterygii) | Beenvissen (Teleostei)                                    | Meervallen en karperachtigen (Ostariophysi)   | Meervalachtigen (Siluriformes)          | Kieuwzakmeervallen (Clariidae)                  | Clarias                                       | Clarias anguillaris                         |                                                 |                                                 |                                                 |
| Beenvisachtigen (Osteichthyes) | Straalvinnigen (Actinopterygii) | Beenvissen (Teleostei)                                    | Meervallen en karperachtigen (Ostariophysi)   | Meervalachtigen (Siluriformes)          | Kieuwzakmeervallen (Clariidae)                  | Clarias                                       | Clarias gariepinus                          |                                                 |                                                 |                                                 |
| Beenvisachtigen (Osteichthyes) | Straalvinnigen (Actinopterygii) | Beenvissen (Teleostei)                                    | Meervallen en karperachtigen (Ostariophysi)   | Meervalachtigen (Siluriformes)          | Kieuwzakmeervallen (Clariidae)                  | Clarias                                       | Clarias alluaudi                            |                                                 |                                                 |                                                 |
| Beenvisachtigen (Osteichthyes) | Straalvinnigen (Actinopterygii) | Beenvissen (Teleostei)                                    | Meervallen en karperachtigen (Ostariophysi)   | Meervalachtigen (Siluriformes)          | Kieuwzakmeervallen (Clariidae)                  | Clarias                                       | Clarias werneri                             |                                                 |                                                 |                                                 |
| Beenvisachtigen (Osteichthyes) | Straalvinnigen (Actinopterygii) | Beenvissen (Teleostei)                                    | Meervallen en karperachtigen (Ostariophysi)   | Meervalachtigen (Siluriformes)          | Kieuwzakmeervallen (Clariidae)                  | Clarias                                       | Clarias pachynema                           |                                                 |                                                 |                                                 |
| Beenvisachtigen (Osteichthyes) | Straalvinnigen (Actinopterygii) | Beenvissen (Teleostei)                                    | Meervallen en karperachtigen (Ostariophysi)   | Meervalachtigen (Siluriformes)          | Kieuwzakmeervallen (Clariidae)                  | Clarias                                       | Clarias salae                               |                                                 |                                                 |                                                 |
| Beenvisachtigen (Osteichthyes) | Straalvinnigen (Actinopterygii) | Beenvissen (Teleostei)                                    | Meervallen en karperachtigen (Ostariophysi)   | Meervalachtigen (Siluriformes)          | Kieuwzakmeervallen (Clariidae)                  | Clarias                                       | Clarias buthupogon                          |                                                 |                                                 |                                                 |
| Beenvisachtigen (Osteichthyes) | Straalvinnigen (Actinopterygii) | Beenvissen (Teleostei)                                    | Meervallen en karperachtigen (Ostariophysi)   | Meervalachtigen (Siluriformes)          | Kieuwzakmeervallen (Clariidae)                  | Clarias                                       | Clarias angolensis                          |                                                 |                                                 |                                                 |
| Beenvisachtigen (Osteichthyes) | Straalvinnigen (Actinopterygii) | Beenvissen (Teleostei)                                    | Meervallen en karperachtigen (Ostariophysi)   | Meervalachtigen (Siluriformes)          | Kieuwzakmeervallen (Clariidae)                  | Clarias                                       | Clarias theodorae                           |                                                 |                                                 |                                                 |
| Beenvisachtigen (Osteichthyes) | Straalvinnigen (Actinopterygii) | Beenvissen (Teleostei)                                    | Meervallen en karperachtigen (Ostariophysi)   | Meervalachtigen (Siluriformes)          | Kieuwzakmeervallen (Clariidae)                  | Clarias                                       | Clarias buettikoferi                        |                                                 |                                                 |                                                 |
| Beenvisachtigen (Osteichthyes) | Straalvinnigen (Actinopterygii) | Beenvissen (Teleostei)                                    | Meervallen en karperachtigen (Ostariophysi)   | Meervalachtigen (Siluriformes)          | Kieuwzakmeervallen (Clariidae)                  | Clarias                                       | Clarias macromystax                         |                                                 |                                                 |                                                 |
| Beenvisachtigen (Osteichthyes) | Straalvinnigen (Actinopterygii) | Beenvissen (Teleostei)                                    | Meervallen en karperachtigen (Ostariophysi)   | Meervalachtigen (Siluriformes)          | Kieuwzakmeervallen (Clariidae)                  | Clarias                                       | Clarias jaensis                             |                                                 |                                                 |                                                 |
| Beenvisachtigen (Osteichthyes) | Straalvinnigen (Actinopterygii) | Beenvissen (Teleostei)                                    | Meervallen en karperachtigen (Ostariophysi)   | Meervalachtigen (Siluriformes)          | Kieuwzakmeervallen (Clariidae)                  | Clarias                                       | Clarias camerunensis                        |                                                 |                                                 |                                                 |
| Beenvisachtigen (Osteichthyes) | Straalvinnigen (Actinopterygii) | Beenvissen (Teleostei)                                    | Meervallen en karperachtigen (Ostariophysi)   | Meervalachtigen (Siluriformes)          | Kieuwzakmeervallen (Clariidae)                  | Clarias                                       | Clarias maclareni                           |                                                 |                                                 |                                                 |
| Beenvisachtigen (Osteichthyes) | Straalvinnigen (Actinopterygii) | Beenvissen (Teleostei)                                    | Meervallen en karperachtigen (Ostariophysi)   | Meervalachtigen (Siluriformes)          | Kieuwzakmeervallen (Clariidae)                  | Clarias                                       | Clarias batrachus                           |                                                 |                                                 |                                                 |
| Beenvisachtigen (Osteichthyes) | Straalvinnigen (Actinopterygii) | Beenvissen (Teleostei)                                    | Meervallen en karperachtigen (Ostariophysi)   | Meervalachtigen (Siluriformes)          | Kieuwzakmeervallen (Clariidae)                  | Clarias                                       | Clarias macrocephalus                       |                                                 |                                                 |                                                 |
| Beenvisachtigen (Osteichthyes) | Straalvinnigen (Actinopterygii) | Beenvissen (Teleostei)                                    | Meervallen en karperachtigen (Ostariophysi)   | Meervalachtigen (Siluriformes)          | Kieuwzakmeervallen (Clariidae)                  | Clarias                                       | Clarias submarginatus                       |                                                 |                                                 |                                                 |
| Beenvisachtigen (Osteichthyes) | Straalvinnigen (Actinopterygii) | Beenvissen (Teleostei)                                    | Meervallen en karperachtigen (Ostariophysi)   | Meervalachtigen (Siluriformes)          | Kieuwzakmeervallen (Clariidae)                  | Clarias                                       | Clarias liocephalus                         |                                                 |                                                 |                                                 |
| Beenvisachtigen (Osteichthyes) | Straalvinnigen (Actinopterygii) | Beenvissen (Teleostei)                                    | Meervallen en karperachtigen (Ostariophysi)   | Meervalachtigen (Siluriformes)          | Kieuwzakmeervallen (Clariidae)                  | Clarias                                       | Clarias longior                             |                                                 |                                                 |                                                 |
| Beenvisachtigen (Osteichthyes) | Straalvinnigen (Actinopterygii) | Beenvissen (Teleostei)                                    | Meervallen en karperachtigen (Ostariophysi)   | Meervalachtigen (Siluriformes)          | Kieuwzakmeervallen (Clariidae)                  | Clarias                                       | Clarias laeviceps                           |                                                 |                                                 |                                                 |
| Beenvisachtigen (Osteichthyes) | Straalvinnigen (Actinopterygii) | Beenvissen (Teleostei)                                    | Meervallen en karperachtigen (Ostariophysi)   | Meervalachtigen (Siluriformes)          | Kieuwzakmeervallen (Clariidae)                  | Heterobranchus                                | Heterobranchus bidorsalis                   |                                                 |                                                 |                                                 |
| Beenvisachtigen (Osteichthyes) | Straalvinnigen (Actinopterygii) | Beenvissen (Teleostei)                                    | Meervallen en karperachtigen (Ostariophysi)   | Meervalachtigen (Siluriformes)          | Kieuwzakmeervallen (Clariidae)                  | Heterobranchus                                | Heterobranchus boulengeri                   |                                                 |                                                 |                                                 |
| Beenvisachtigen (Osteichthyes) | Straalvinnigen (Actinopterygii) | Beenvissen (Teleostei)                                    | Meervallen en karperachtigen (Ostariophysi)   | Meervalachtigen (Siluriformes)          | Kieuwzakmeervallen (Clariidae)                  | Heterobranchus                                | Heterobranchus isopterus                    |                                                 |                                                 |                                                 |
| Beenvisachtigen (Osteichthyes) | Straalvinnigen (Actinopterygii) | Beenvissen (Teleostei)                                    | Meervallen en karperachtigen (Ostariophysi)   | Meervalachtigen (Siluriformes)          | Kieuwzakmeervallen (Clariidae)                  | Heterobranchus                                | Heterobranchus longifilis                   |                                                 |                                                 |                                                 |
| Beenvisachtigen (Osteichthyes) | Straalvinnigen (Actinopterygii) | Beenvissen (Teleostei)                                    | Meervallen en karperachtigen (Ostariophysi)   | Meervalachtigen (Siluriformes)          | Kieuwzakmeervallen (Clariidae)                  | Xenoclarias                                   | Xenoclarias eupogon                         |                                                 |                                                 |                                                 |
| Beenvisachtigen (Osteichthyes) | Straalvinnigen (Actinopterygii) | Beenvissen (Teleostei)                                    | Meervallen en karperachtigen (Ostariophysi)   | Meervalachtigen (Siluriformes)          | Zakkieuwigen (Heteropneustidae)                 |                                               | Heteropneustes                              | Heteropneustes fossilis                         |                                                 |                                                 |
| Beenvisachtigen (Osteichthyes) | Straalvinnigen (Actinopterygii) | Beenvissen (Teleostei)                                    | Meervallen en karperachtigen (Ostariophysi)   | Meervalachtigen (Siluriformes)          | Zakkieuwigen (Heteropneustidae)                 | Heteropneustes microps                        | Heteropneustes                              |                                                 |                                                 |                                                 |
| Beenvisachtigen (Osteichthyes) | Straalvinnigen (Actinopterygii) | Beenvissen (Teleostei)                                    | Meervallen en karperachtigen (Ostariophysi)   | Meervalachtigen (Siluriformes)          | Aspredinidae                                    |                                               | Bunocephalus                                | Bunocephalus amaurus                            |                                                 |                                                 |
| Beenvisachtigen (Osteichthyes) | Straalvinnigen (Actinopterygii) | Beenvissen (Teleostei)                                    | Meervallen en karperachtigen (Ostariophysi)   | Meervalachtigen (Siluriformes)          | Parasitaire meervallen (Trichomycteridae)       | Trichomycterinae                              | Trichomycterus                              | Trichomycterus striatus                         |                                                 |                                                 |
| Beenvisachtigen (Osteichthyes) | Straalvinnigen (Actinopterygii) | Beenvissen (Teleostei)                                    | Meervallen en karperachtigen (Ostariophysi)   | Meervalachtigen (Siluriformes)          | Parasitaire meervallen (Trichomycteridae)       | Trichomycterinae                              | Eremophilus                                 | Eremophilus mutisii                             |                                                 |                                                 |
| Beenvisachtigen (Osteichthyes) | Straalvinnigen (Actinopterygii) | Beenvissen (Teleostei)                                    | Meervallen en karperachtigen (Ostariophysi)   | Meervalachtigen (Siluriformes)          | Pantsermeervallen (Callichthyidae)              | Callichthyidae                                | Callichthys                                 | Callichthys callichthys                         |                                                 |                                                 |
| Beenvisachtigen (Osteichthyes) | Straalvinnigen (Actinopterygii) | Beenvissen (Teleostei)                                    | Meervallen en karperachtigen (Ostariophysi)   | Meervalachtigen (Siluriformes)          | Pantsermeervallen (Callichthyidae)              | Callichthyidae                                | Dianema                                     | Dianema longibarbis                             |                                                 |                                                 |
| Beenvisachtigen (Osteichthyes) | Straalvinnigen (Actinopterygii) | Beenvissen (Teleostei)                                    | Meervallen en karperachtigen (Ostariophysi)   | Meervalachtigen (Siluriformes)          | Pantsermeervallen (Callichthyidae)              | Callichthyidae                                | Dianema                                     | Dianema urostriatum                             |                                                 |                                                 |
| Beenvisachtigen (Osteichthyes) | Straalvinnigen (Actinopterygii) | Beenvissen (Teleostei)                                    | Meervallen en karperachtigen (Ostariophysi)   | Meervalachtigen (Siluriformes)          | Pantsermeervallen (Callichthyidae)              | Callichthyidae                                | Hoplosternum                                | Hoplosternum littorale                          |                                                 |                                                 |
| Beenvisachtigen (Osteichthyes) | Straalvinnigen (Actinopterygii) | Beenvissen (Teleostei)                                    | Meervallen en karperachtigen (Ostariophysi)   | Meervalachtigen (Siluriformes)          | Pantsermeervallen (Callichthyidae)              | Callichthyidae                                | Megalechis                                  | Gevlekte pantsermeerval (Megalechis thoracata)  |                                                 |                                                 |
| Beenvisachtigen (Osteichthyes) | Straalvinnigen (Actinopterygii) | Beenvissen (Teleostei)                                    | Meervallen en karperachtigen (Ostariophysi)   | Meervalachtigen (Siluriformes)          | Pantsermeervallen (Callichthyidae)              | Corydoradinae                                 | Brochis                                     | Brochis splendens                               |                                                 |                                                 |
| Beenvisachtigen (Osteichthyes) | Straalvinnigen (Actinopterygii) | Beenvissen (Teleostei)                                    | Meervallen en karperachtigen (Ostariophysi)   | Meervalachtigen (Siluriformes)          | Pantsermeervallen (Callichthyidae)              | Corydoradinae                                 | Corydoras                                   | Bronzen pantsermeerval (Corydoras aeneus)       |                                                 |                                                 |
| Beenvisachtigen (Osteichthyes) | Straalvinnigen (Actinopterygii) | Beenvissen (Teleostei)                                    | Meervallen en karperachtigen (Ostariophysi)   | Meervalachtigen (Siluriformes)          | Pantsermeervallen (Callichthyidae)              | Corydoradinae                                 | Corydoras                                   | Corydoras agassizii                             |                                                 |                                                 |
| Beenvisachtigen (Osteichthyes) | Straalvinnigen (Actinopterygii) | Beenvissen (Teleostei)                                    | Meervallen en karperachtigen (Ostariophysi)   | Meervalachtigen (Siluriformes)          | Pantsermeervallen (Callichthyidae)              | Corydoradinae                                 | Corydoras                                   | Stroomlijnpantsermeerval (Corydoras arcuatus)   |                                                 |                                                 |
| Beenvisachtigen (Osteichthyes) | Straalvinnigen (Actinopterygii) | Beenvissen (Teleostei)                                    | Meervallen en karperachtigen (Ostariophysi)   | Meervalachtigen (Siluriformes)          | Pantsermeervallen (Callichthyidae)              | Corydoradinae                                 | Corydoras                                   | Corydoras cochui                                |                                                 |                                                 |
| Beenvisachtigen (Osteichthyes) | Straalvinnigen (Actinopterygii) | Beenvissen (Teleostei)                                    | Meervallen en karperachtigen (Ostariophysi)   | Meervalachtigen (Siluriformes)          | Pantsermeervallen (Callichthyidae)              | Corydoradinae                                 | Corydoras                                   | Corydoras elegans                               |                                                 |                                                 |
| Beenvisachtigen (Osteichthyes) | Straalvinnigen (Actinopterygii) | Beenvissen (Teleostei)                                    | Meervallen en karperachtigen (Ostariophysi)   | Meervalachtigen (Siluriformes)          | Pantsermeervallen (Callichthyidae)              | Corydoradinae                                 | Corydoras                                   | Corydoras griseus                               |                                                 |                                                 |
| Beenvisachtigen (Osteichthyes) | Straalvinnigen (Actinopterygii) | Beenvissen (Teleostei)                                    | Meervallen en karperachtigen (Ostariophysi)   | Meervalachtigen (Siluriformes)          | Pantsermeervallen (Callichthyidae)              | Corydoradinae                                 | Corydoras                                   | Dwergpantsermeerval (Corydoras hastatus)        |                                                 |                                                 |
| Beenvisachtigen (Osteichthyes) | Straalvinnigen (Actinopterygii) | Beenvissen (Teleostei)                                    | Meervallen en karperachtigen (Ostariophysi)   | Meervalachtigen (Siluriformes)          | Pantsermeervallen (Callichthyidae)              | Corydoradinae                                 | Corydoras                                   | Luipaardpantsermeerval (Corydoras julii)        |                                                 |                                                 |
| Beenvisachtigen (Osteichthyes) | Straalvinnigen (Actinopterygii) | Beenvissen (Teleostei)                                    | Meervallen en karperachtigen (Ostariophysi)   | Meervalachtigen (Siluriformes)          | Pantsermeervallen (Callichthyidae)              | Corydoradinae                                 | Corydoras                                   | Corydoras leopardus                             |                                                 |                                                 |
| Beenvisachtigen (Osteichthyes) | Straalvinnigen (Actinopterygii) | Beenvissen (Teleostei)                                    | Meervallen en karperachtigen (Ostariophysi)   | Meervalachtigen (Siluriformes)          | Pantsermeervallen (Callichthyidae)              | Corydoradinae                                 | Corydoras                                   | Gevlekte pantsermeerval (Corydoras melanistius) |                                                 |                                                 |
| Beenvisachtigen (Osteichthyes) | Straalvinnigen (Actinopterygii) | Beenvissen (Teleostei)                                    | Meervallen en karperachtigen (Ostariophysi)   | Meervalachtigen (Siluriformes)          | Pantsermeervallen (Callichthyidae)              | Corydoradinae                                 | Corydoras                                   | Corydoras nattereri                             |                                                 |                                                 |
| Beenvisachtigen (Osteichthyes) | Straalvinnigen (Actinopterygii) | Beenvissen (Teleostei)                                    | Meervallen en karperachtigen (Ostariophysi)   | Meervalachtigen (Siluriformes)          | Pantsermeervallen (Callichthyidae)              | Corydoradinae                                 | Corydoras                                   | Gestippelde pantsermeerval (Corydoras paleatus) |                                                 |                                                 |
| Beenvisachtigen (Osteichthyes) | Straalvinnigen (Actinopterygii) | Beenvissen (Teleostei)                                    | Meervallen en karperachtigen (Ostariophysi)   | Meervalachtigen (Siluriformes)          | Pantsermeervallen (Callichthyidae)              | Corydoradinae                                 | Corydoras                                   | Corydoras punctatus                             |                                                 |                                                 |
| Beenvisachtigen (Osteichthyes) | Straalvinnigen (Actinopterygii) | Beenvissen (Teleostei)                                    | Meervallen en karperachtigen (Ostariophysi)   | Meervalachtigen (Siluriformes)          | Pantsermeervallen (Callichthyidae)              | Corydoradinae                                 | Corydoras                                   | Corydoras rabauti                               |                                                 |                                                 |
| Beenvisachtigen (Osteichthyes) | Straalvinnigen (Actinopterygii) | Beenvissen (Teleostei)                                    | Meervallen en karperachtigen (Ostariophysi)   | Meervalachtigen (Siluriformes)          | Pantsermeervallen (Callichthyidae)              | Corydoradinae                                 | Corydoras                                   | Corydoras reticulatus                           |                                                 |                                                 |
| Beenvisachtigen (Osteichthyes) | Straalvinnigen (Actinopterygii) | Beenvissen (Teleostei)                                    | Meervallen en karperachtigen (Ostariophysi)   | Meervalachtigen (Siluriformes)          | Pantsermeervallen (Callichthyidae)              | Corydoradinae                                 | Corydoras                                   | Corydoras treitlii                              |                                                 |                                                 |
| Beenvisachtigen (Osteichthyes) | Straalvinnigen (Actinopterygii) | Beenvissen (Teleostei)                                    | Meervallen en karperachtigen (Ostariophysi)   | Meervalachtigen (Siluriformes)          | Pantsermeervallen (Callichthyidae)              | Corydoradinae                                 | Corydoras                                   | Corydoras trilineatus                           |                                                 |                                                 |
| Beenvisachtigen (Osteichthyes) | Straalvinnigen (Actinopterygii) | Beenvissen (Teleostei)                                    | Meervallen en karperachtigen (Ostariophysi)   | Meervalachtigen (Siluriformes)          | Pantsermeervallen (Callichthyidae)              | Corydoradinae                                 | Corydoras                                   | Corydoras undulatus                             |                                                 |                                                 |
| Beenvisachtigen (Osteichthyes) | Straalvinnigen (Actinopterygii) | Beenvissen (Teleostei)                                    | Meervallen en karperachtigen (Ostariophysi)   | Meervalachtigen (Siluriformes)          | Pantsermeervallen (Callichthyidae)              | Corydoradinae                                 | Scleromystax                                | Scleromystax barbatus                           |                                                 |                                                 |
| Beenvisachtigen (Osteichthyes) | Straalvinnigen (Actinopterygii) | Beenvissen (Teleostei)                                    | Meervallen en karperachtigen (Ostariophysi)   | Meervalachtigen (Siluriformes)          | Pantsermeervallen (Callichthyidae)              | Corydoradinae                                 | Scleromystax                                | Scleromystax macropterus                        |                                                 |                                                 |
| Beenvisachtigen (Osteichthyes) | Straalvinnigen (Actinopterygii) | Beenvissen (Teleostei)                                    | Meervallen en karperachtigen (Ostariophysi)   | Meervalachtigen (Siluriformes)          | Harnasmeervallen (Loricariidae)                 | Hypostominae                                  | Lithoxus                                    | Lithoxus lithoides                              |                                                 |                                                 |
| Beenvisachtigen (Osteichthyes) | Straalvinnigen (Actinopterygii) | Beenvissen (Teleostei)                                    | Meervallen en karperachtigen (Ostariophysi)   | Meervalachtigen (Siluriformes)          | Harnasmeervallen (Loricariidae)                 | Hypostominae                                  | Acanthicus                                  |                                                 |                                                 |                                                 |
| Beenvisachtigen (Osteichthyes) | Straalvinnigen (Actinopterygii) | Beenvissen (Teleostei)                                    | Meervallen en karperachtigen (Ostariophysi)   | Meervalachtigen (Siluriformes)          | Harnasmeervallen (Loricariidae)                 | Hypostominae                                  | Ancistrus                                   | Ancistrus chagresi                              |                                                 |                                                 |
| Beenvisachtigen (Osteichthyes) | Straalvinnigen (Actinopterygii) | Beenvissen (Teleostei)                                    | Meervallen en karperachtigen (Ostariophysi)   | Meervalachtigen (Siluriformes)          | Harnasmeervallen (Loricariidae)                 | Hypostominae                                  | Chaetostoma                                 | Chaetostoma fischeri                            |                                                 |                                                 |
| Beenvisachtigen (Osteichthyes) | Straalvinnigen (Actinopterygii) | Beenvissen (Teleostei)                                    | Meervallen en karperachtigen (Ostariophysi)   | Meervalachtigen (Siluriformes)          | Harnasmeervallen (Loricariidae)                 | Hypostominae                                  | Lasiancistrus                               |                                                 |                                                 |                                                 |
| Beenvisachtigen (Osteichthyes) | Straalvinnigen (Actinopterygii) | Beenvissen (Teleostei)                                    | Meervallen en karperachtigen (Ostariophysi)   | Meervalachtigen (Siluriformes)          | Harnasmeervallen (Loricariidae)                 | Hypostominae                                  | Hypostomus                                  | Hypostomus plecostomus                          |                                                 |                                                 |
| Beenvisachtigen (Osteichthyes) | Straalvinnigen (Actinopterygii) | Beenvissen (Teleostei)                                    | Meervallen en karperachtigen (Ostariophysi)   | Meervalachtigen (Siluriformes)          | Harnasmeervallen (Loricariidae)                 | Hypostominae                                  | Hypostomus                                  | Hypostomus punctatus                            |                                                 |                                                 |
| Beenvisachtigen (Osteichthyes) | Straalvinnigen (Actinopterygii) | Beenvissen (Teleostei)                                    | Meervallen en karperachtigen (Ostariophysi)   | Meervalachtigen (Siluriformes)          | Harnasmeervallen (Loricariidae)                 | Hypostominae                                  | Squaliforma                                 | Squaliforma emarginata                          |                                                 |                                                 |
| Beenvisachtigen (Osteichthyes) | Straalvinnigen (Actinopterygii) | Beenvissen (Teleostei)                                    | Meervallen en karperachtigen (Ostariophysi)   | Meervalachtigen (Siluriformes)          | Harnasmeervallen (Loricariidae)                 | Hypostominae                                  | Pseudancistrus                              |                                                 |                                                 |                                                 |
| Beenvisachtigen (Osteichthyes) | Straalvinnigen (Actinopterygii) | Beenvissen (Teleostei)                                    | Meervallen en karperachtigen (Ostariophysi)   | Meervalachtigen (Siluriformes)          | Harnasmeervallen (Loricariidae)                 | Hypostominae                                  | Pterygoplichthys                            | Pterygoplichthys anisitsi                       |                                                 |                                                 |
| Beenvisachtigen (Osteichthyes) | Straalvinnigen (Actinopterygii) | Beenvissen (Teleostei)                                    | Meervallen en karperachtigen (Ostariophysi)   | Meervalachtigen (Siluriformes)          | Harnasmeervallen (Loricariidae)                 | Hypostominae                                  | Pterygoplichthys                            | Pterygoplichthys multiradiatus                  |                                                 |                                                 |
| Beenvisachtigen (Osteichthyes) | Straalvinnigen (Actinopterygii) | Beenvissen (Teleostei)                                    | Meervallen en karperachtigen (Ostariophysi)   | Meervalachtigen (Siluriformes)          | Harnasmeervallen (Loricariidae)                 | Hypostominae                                  | Pterygoplichthys                            | Pterygoplichthys pardalis                       |                                                 |                                                 |
| Beenvisachtigen (Osteichthyes) | Straalvinnigen (Actinopterygii) | Beenvissen (Teleostei)                                    | Meervallen en karperachtigen (Ostariophysi)   | Meervalachtigen (Siluriformes)          | Harnasmeervallen (Loricariidae)                 | Hypostominae                                  | Rhinelepis                                  | Rhinelepis strigosa                             |                                                 |                                                 |
| Beenvisachtigen (Osteichthyes) | Straalvinnigen (Actinopterygii) | Beenvissen (Teleostei)                                    | Meervallen en karperachtigen (Ostariophysi)   | Meervalachtigen (Siluriformes)          | Harnasmeervallen (Loricariidae)                 | Loricariinae                                  | Loricariichthys                             |                                                 |                                                 |                                                 |
| Beenvisachtigen (Osteichthyes) | Straalvinnigen (Actinopterygii) | Beenvissen (Teleostei)                                    | Meervallen en karperachtigen (Ostariophysi)   | Meervalachtigen (Siluriformes)          | Harnasmeervallen (Loricariidae)                 | Loricariinae                                  | Rineloricaria                               | Rineloricaria uracantha                         |                                                 |                                                 |
| Beenvisachtigen (Osteichthyes) | Straalvinnigen (Actinopterygii) | Beenvissen (Teleostei)                                    | Meervallen en karperachtigen (Ostariophysi)   | Meervalachtigen (Siluriformes)          | Harnasmeervallen (Loricariidae)                 | Loricariinae                                  | Sturisomatichthys                           | Sturisomatichthys citurensis                    |                                                 |                                                 |
| Beenvisachtigen (Osteichthyes) | Straalvinnigen (Actinopterygii) | Beenvissen (Teleostei)                                    | Meervallen en karperachtigen (Ostariophysi)   | Mesaalachtigen (Gymnotiformes)          | Sternopygoidei                                  |                                               | Amerikaanse mesalen (Hypopomidae)           |                                                 | Brachyhypopomus                                 | Brachyhypopomus brevirostris                    |
| Beenvisachtigen (Osteichthyes) | Straalvinnigen (Actinopterygii) | Beenvissen (Teleostei)                                    | Meervallen en karperachtigen (Ostariophysi)   | Mesaalachtigen (Gymnotiformes)          | Sternopygoidei                                  | Brachyhypopomus occidentalis                  | Amerikaanse mesalen (Hypopomidae)           |                                                 | Brachyhypopomus                                 |                                                 |
| Beenvisachtigen (Osteichthyes) | Straalvinnigen (Actinopterygii) | Beenvissen (Teleostei)                                    | Meervallen en karperachtigen (Ostariophysi)   | Mesaalachtigen (Gymnotiformes)          | Gymnotoidei                                     |                                               | Mesalen (Gymnotidae)                        |                                                 | Gymnotus                                        | Gestreepte mesaal (Gymnotus carapo)             |
| Beenvisachtigen (Osteichthyes) | Straalvinnigen (Actinopterygii) | Beenvissen (Teleostei)                                    | Meervallen en karperachtigen (Ostariophysi)   | Mesaalachtigen (Gymnotiformes)          | Gymnotoidei                                     | Electrophoridae                               |                                             | Electrophorus                                   | Sidderaal (Electrophorus electricus)            |                                                 |
| Beenvisachtigen (Osteichthyes) | Straalvinnigen (Actinopterygii) | Beenvissen (Teleostei)                                    | Zalmachtigen (Protacanthopterygii)            | Snoekachtigen (Esociformes)             | Snoeken (Esocidae)                              |                                               | Hondsvissen (Umbridae)                      |                                                 | Dallia                                          | Grote waaiervis (Dallia pectoralis)             |
| Beenvisachtigen (Osteichthyes) | Straalvinnigen (Actinopterygii) | Beenvissen (Teleostei)                                    | Zalmachtigen (Protacanthopterygii)            | Snoekachtigen (Esociformes)             | Snoeken (Esocidae)                              | Umbra                                         | Hondsvissen (Umbridae)                      | Umbra krameri                                   |                                                 |                                                 |
| Beenvisachtigen (Osteichthyes) | Straalvinnigen (Actinopterygii) | Beenvissen (Teleostei)                                    | Zalmachtigen (Protacanthopterygii)            | Snoekachtigen (Esociformes)             | Snoeken (Esocidae)                              | Umbra                                         | Hondsvissen (Umbridae)                      | Umbra limi                                      |                                                 |                                                 |
| Beenvisachtigen (Osteichthyes) | Straalvinnigen (Actinopterygii) | Beenvissen (Teleostei)                                    | Zalmachtigen (Protacanthopterygii)            | Snoekachtigen (Esociformes)             | Snoeken (Esocidae)                              | Umbra                                         | Hondsvissen (Umbridae)                      | Umbra pygmaea                                   |                                                 |                                                 |
| Beenvisachtigen (Osteichthyes) | Straalvinnigen (Actinopterygii) | Beenvissen (Teleostei)                                    | Zalmachtigen (Protacanthopterygii)            | Spieringachtigen (Osmeriformes)         | Osmeroidei                                      | Galaxioidea                                   | Lepidogalaxiidae                            |                                                 | Lepidogalaxias                                  | Salamandervisje (Lepidogalaxias salamandroides) |
| Beenvisachtigen (Osteichthyes) | Straalvinnigen (Actinopterygii) | Beenvissen (Teleostei)                                    | Zalmachtigen (Protacanthopterygii)            | Spieringachtigen (Osmeriformes)         | Osmeroidei                                      | Galaxioidea                                   | Snoekforellen (Galaxiidae)                  | Galaxiinae                                      | Neochanna                                       | Neochanna apoda                                 |
| Beenvisachtigen (Osteichthyes) | Straalvinnigen (Actinopterygii) | Beenvissen (Teleostei)                                    | Zalmachtigen (Protacanthopterygii)            | Spieringachtigen (Osmeriformes)         | Osmeroidei                                      | Galaxioidea                                   | Snoekforellen (Galaxiidae)                  | Galaxiinae                                      | Neochanna                                       | Neochanna burrowsius                            |
| Beenvisachtigen (Osteichthyes) | Straalvinnigen (Actinopterygii) | Beenvissen (Teleostei)                                    | Zalmachtigen (Protacanthopterygii)            | Spieringachtigen (Osmeriformes)         | Osmeroidei                                      | Galaxioidea                                   | Snoekforellen (Galaxiidae)                  | Galaxiinae                                      | Neochanna                                       | Neochanna cleaveri                              |
| Beenvisachtigen (Osteichthyes) | Straalvinnigen (Actinopterygii) | Beenvissen (Teleostei)                                    | Zalmachtigen (Protacanthopterygii)            | Spieringachtigen (Osmeriformes)         | Osmeroidei                                      | Galaxioidea                                   | Snoekforellen (Galaxiidae)                  | Galaxiinae                                      | Neochanna                                       | Neochanna diversus                              |
| Beenvisachtigen (Osteichthyes) | Straalvinnigen (Actinopterygii) | Beenvissen (Teleostei)                                    | Zalmachtigen (Protacanthopterygii)            | Spieringachtigen (Osmeriformes)         | Osmeroidei                                      | Galaxioidea                                   | Snoekforellen (Galaxiidae)                  | Galaxiinae                                      | Galaxias                                        | Galaxias brevipinnis                            |
| Beenvisachtigen (Osteichthyes) | Straalvinnigen (Actinopterygii) | Beenvissen (Teleostei)                                    | Zalmachtigen (Protacanthopterygii)            | Spieringachtigen (Osmeriformes)         | Osmeroidei                                      | Galaxioidea                                   | Snoekforellen (Galaxiidae)                  | Galaxiinae                                      | Galaxias                                        | Galaxias fasciatus                              |
| Beenvisachtigen (Osteichthyes) | Straalvinnigen (Actinopterygii) | Beenvissen (Teleostei)                                    | Zalmachtigen (Protacanthopterygii)            | Spieringachtigen (Osmeriformes)         | Osmeroidei                                      | Galaxioidea                                   | Snoekforellen (Galaxiidae)                  | Galaxiinae                                      | Galaxiella e                                    | Galaxiella munda                                |
| Beenvisachtigen (Osteichthyes) | Straalvinnigen (Actinopterygii) | Beenvissen (Teleostei)                                    | Zalmachtigen (Protacanthopterygii)            | Spieringachtigen (Osmeriformes)         | Osmeroidei                                      | Galaxioidea                                   | Snoekforellen (Galaxiidae)                  | Galaxiinae                                      | Galaxiella e                                    | Galaxiella pusilla                              |
| Beenvisachtigen (Osteichthyes) | Straalvinnigen (Actinopterygii) | Beenvissen (Teleostei)                                    | Stekelvinnigen (Acanthopterygii)              | Tandkarpers (Cyprinodontiformes)        |                                                 |                                               | Killivisjes (Rivulidae)                     | Rivulinae                                       | Anablepsoides                                   | Anablepsoides beniensis                         |
| Beenvisachtigen (Osteichthyes) | Straalvinnigen (Actinopterygii) | Beenvissen (Teleostei)                                    | Stekelvinnigen (Acanthopterygii)              | Tandkarpers (Cyprinodontiformes)        | Anablepsoides hartii                            |                                               | Killivisjes (Rivulidae)                     | Rivulinae                                       | Anablepsoides                                   |                                                 |
| Beenvisachtigen (Osteichthyes) | Straalvinnigen (Actinopterygii) | Beenvissen (Teleostei)                                    | Stekelvinnigen (Acanthopterygii)              | Tandkarpers (Cyprinodontiformes)        | Anablepsoides limoncochae                       |                                               | Killivisjes (Rivulidae)                     | Rivulinae                                       | Anablepsoides                                   |                                                 |
| Beenvisachtigen (Osteichthyes) | Straalvinnigen (Actinopterygii) | Beenvissen (Teleostei)                                    | Stekelvinnigen (Acanthopterygii)              | Tandkarpers (Cyprinodontiformes)        | Kryptolebias                                    | Kryptolebias marmoratus                       | Killivisjes (Rivulidae)                     | Rivulinae                                       |                                                 |                                                 |
| Beenvisachtigen (Osteichthyes) | Straalvinnigen (Actinopterygii) | Beenvissen (Teleostei)                                    | Stekelvinnigen (Acanthopterygii)              | Tandkarpers (Cyprinodontiformes)        | Rivulus                                         | Rivulus brunneus                              | Killivisjes (Rivulidae)                     | Rivulinae                                       |                                                 |                                                 |
| Beenvisachtigen (Osteichthyes) | Straalvinnigen (Actinopterygii) | Beenvissen (Teleostei)                                    | Stekelvinnigen (Acanthopterygii)              | Tandkarpers (Cyprinodontiformes)        | Eierleggende tandkarpers (Cyprinodontidae)      |                                               | Fundulus                                    | Fundulus confluentus                            |                                                 |                                                 |
| Beenvisachtigen (Osteichthyes) | Straalvinnigen (Actinopterygii) | Beenvissen (Teleostei)                                    | Stekelvinnigen (Acanthopterygii)              | Tandkarpers (Cyprinodontiformes)        | Eierleggende tandkarpers (Cyprinodontidae)      | Fundulus grandis                              | Fundulus                                    |                                                 |                                                 |                                                 |
| Beenvisachtigen (Osteichthyes) | Straalvinnigen (Actinopterygii) | Beenvissen (Teleostei)                                    | Stekelvinnigen (Acanthopterygii)              | Tandkarpers (Cyprinodontiformes)        | Eierleggende tandkarpers (Cyprinodontidae)      | Fundulus heteroclitus                         | Fundulus                                    |                                                 |                                                 |                                                 |
| Beenvisachtigen (Osteichthyes) | Straalvinnigen (Actinopterygii) | Beenvissen (Teleostei)                                    | Stekelvinnigen (Acanthopterygii)              | Tandkarpers (Cyprinodontiformes)        | Eierleggende tandkarpers (Cyprinodontidae)      | Fundulus majalis                              | Fundulus                                    |                                                 |                                                 |                                                 |
| Beenvisachtigen (Osteichthyes) | Straalvinnigen (Actinopterygii) | Beenvissen (Teleostei)                                    | Stekelvinnigen (Acanthopterygii)              | Tandkarpers (Cyprinodontiformes)        | Eierleggende tandkarpers (Cyprinodontidae)      | Fundulus nottii                               | Fundulus                                    |                                                 |                                                 |                                                 |
| Beenvisachtigen (Osteichthyes) | Straalvinnigen (Actinopterygii) | Beenvissen (Teleostei)                                    | Stekelvinnigen (Acanthopterygii)              | Tandkarpers (Cyprinodontiformes)        | Eierleggende tandkarpers (Cyprinodontidae)      | Fundulus similis                              | Fundulus                                    |                                                 |                                                 |                                                 |
| Beenvisachtigen (Osteichthyes) | Straalvinnigen (Actinopterygii) | Beenvissen (Teleostei)                                    | Stekelvinnigen (Acanthopterygii)              | Schorpioenvisachtigen (Scorpaeniformes) | Scorpaenoidei                                   |                                               | Schorpioenvissen (Scorpaenidae)             |                                                 | Caracanthus                                     | Caracanthus unipinna                            |
| Beenvisachtigen (Osteichthyes) | Straalvinnigen (Actinopterygii) | Beenvissen (Teleostei)                                    | Stekelvinnigen (Acanthopterygii)              | Schorpioenvisachtigen (Scorpaeniformes) | Cottoidei                                       | Cottoidea                                     | Donderpadden (Cottidae)                     |                                                 | Clinocottus                                     | Clinocottus analis                              |
| Beenvisachtigen (Osteichthyes) | Straalvinnigen (Actinopterygii) | Beenvissen (Teleostei)                                    | Stekelvinnigen (Acanthopterygii)              | Schorpioenvisachtigen (Scorpaeniformes) | Cottoidei                                       | Cottoidea                                     | Donderpadden (Cottidae)                     | Clinocottus globiceps                           | Clinocottus                                     |                                                 |
| Beenvisachtigen (Osteichthyes) | Straalvinnigen (Actinopterygii) | Beenvissen (Teleostei)                                    | Stekelvinnigen (Acanthopterygii)              | Schorpioenvisachtigen (Scorpaeniformes) | Cottoidei                                       | Cottoidea                                     | Donderpadden (Cottidae)                     | Clinocottus recalvus                            | Clinocottus                                     |                                                 |
| Beenvisachtigen (Osteichthyes) | Straalvinnigen (Actinopterygii) | Beenvissen (Teleostei)                                    | Stekelvinnigen (Acanthopterygii)              | Schorpioenvisachtigen (Scorpaeniformes) | Cottoidei                                       | Cottoidea                                     | Donderpadden (Cottidae)                     | Taurulus                                        | Groene zeedonderpad (Taurulus bubalis)          |                                                 |
| Beenvisachtigen (Osteichthyes) | Straalvinnigen (Actinopterygii) | Beenvissen (Teleostei)                                    | Stekelvinnigen (Acanthopterygii)              | Baarsachtigen (Perciformes)             | Lipvisachtigen (Labroidei)                      |                                               | Cichliden (Cichlidae)                       |                                                 | Oreochromis                                     | Oreochromis aureus                              |
| Beenvisachtigen (Osteichthyes) | Straalvinnigen (Actinopterygii) | Beenvissen (Teleostei)                                    | Stekelvinnigen (Acanthopterygii)              | Baarsachtigen (Perciformes)             | Lipvisachtigen (Labroidei)                      | Alcolapia                                     | Cichliden (Cichlidae)                       | Alcolapia grahami                               |                                                 |                                                 |
| Beenvisachtigen (Osteichthyes) | Straalvinnigen (Actinopterygii) | Beenvissen (Teleostei)                                    | Stekelvinnigen (Acanthopterygii)              | Baarsachtigen (Perciformes)             | Baarsvissen (Percoidei)                         | Percoidea                                     | Rifwachters (Plesiopidae)                   |                                                 | Acanthoclinus                                   | Acanthoclinus fuscus                            |
| Beenvisachtigen (Osteichthyes) | Straalvinnigen (Actinopterygii) | Beenvissen (Teleostei)                                    | Stekelvinnigen (Acanthopterygii)              | Baarsachtigen (Perciformes)             | Schildvisachtigen (Gobiesocoidei)               |                                               | Schildvissen (Gobiesocidae)                 |                                                 | Sicyases                                        | Sicyases sanguineus                             |
| Beenvisachtigen (Osteichthyes) | Straalvinnigen (Actinopterygii) | Beenvissen (Teleostei)                                    | Stekelvinnigen (Acanthopterygii)              | Baarsachtigen (Perciformes)             | Schildvisachtigen (Gobiesocoidei)               | Pherallodiscus                                | Schildvissen (Gobiesocidae)                 | Pherallodiscus funebris                         |                                                 |                                                 |
| Beenvisachtigen (Osteichthyes) | Straalvinnigen (Actinopterygii) | Beenvissen (Teleostei)                                    | Stekelvinnigen (Acanthopterygii)              | Baarsachtigen (Perciformes)             | Schildvisachtigen (Gobiesocoidei)               | Gobiesox                                      | Schildvissen (Gobiesocidae)                 | Gobiesox pinniger                               |                                                 |                                                 |
| Beenvisachtigen (Osteichthyes) | Straalvinnigen (Actinopterygii) | Beenvissen (Teleostei)                                    | Stekelvinnigen (Acanthopterygii)              | Baarsachtigen (Perciformes)             | Schildvisachtigen (Gobiesocoidei)               | Tomicodon                                     | Schildvissen (Gobiesocidae)                 | Tomicodon boehlkei                              |                                                 |                                                 |
| Beenvisachtigen (Osteichthyes) | Straalvinnigen (Actinopterygii) | Beenvissen (Teleostei)                                    | Stekelvinnigen (Acanthopterygii)              | Baarsachtigen (Perciformes)             | Schildvisachtigen (Gobiesocoidei)               | Tomicodon                                     | Schildvissen (Gobiesocidae)                 | Tomicodon humeralis                             |                                                 |                                                 |
| Beenvisachtigen (Osteichthyes) | Straalvinnigen (Actinopterygii) | Beenvissen (Teleostei)                                    | Stekelvinnigen (Acanthopterygii)              | Baarsachtigen (Perciformes)             | Schildvisachtigen (Gobiesocoidei)               | Tomicodon                                     | Schildvissen (Gobiesocidae)                 | Tomicodon petersii                              |                                                 |                                                 |
| Beenvisachtigen (Osteichthyes) | Straalvinnigen (Actinopterygii) | Beenvissen (Teleostei)                                    | Stekelvinnigen (Acanthopterygii)              | Baarsachtigen (Perciformes)             | Schildvisachtigen (Gobiesocoidei)               | Diplecogaster                                 | Schildvissen (Gobiesocidae)                 | Diplecogaster bimaculata                        |                                                 |                                                 |
| Beenvisachtigen (Osteichthyes) | Straalvinnigen (Actinopterygii) | Beenvissen (Teleostei)                                    | Stekelvinnigen (Acanthopterygii)              | Baarsachtigen (Perciformes)             | Puitalen (Zoarcoidei)                           |                                               | Stekelruggen (Stichaeidae)                  |                                                 | Xiphister                                       | Xiphister atropurpureus                         |
| Beenvisachtigen (Osteichthyes) | Straalvinnigen (Actinopterygii) | Beenvissen (Teleostei)                                    | Stekelvinnigen (Acanthopterygii)              | Baarsachtigen (Perciformes)             | Puitalen (Zoarcoidei)                           | Xiphister mucosus                             | Stekelruggen (Stichaeidae)                  |                                                 | Xiphister                                       |                                                 |
| Beenvisachtigen (Osteichthyes) | Straalvinnigen (Actinopterygii) | Beenvissen (Teleostei)                                    | Stekelvinnigen (Acanthopterygii)              | Baarsachtigen (Perciformes)             | Puitalen (Zoarcoidei)                           | Anoplarchus                                   | Stekelruggen (Stichaeidae)                  | Anoplarchus purpurescens                        |                                                 |                                                 |
| Beenvisachtigen (Osteichthyes) | Straalvinnigen (Actinopterygii) | Beenvissen (Teleostei)                                    | Stekelvinnigen (Acanthopterygii)              | Baarsachtigen (Perciformes)             | Puitalen (Zoarcoidei)                           | Cebidichthys                                  | Stekelruggen (Stichaeidae)                  | Cebidichthys violaceus                          |                                                 |                                                 |
| Beenvisachtigen (Osteichthyes) | Straalvinnigen (Actinopterygii) | Beenvissen (Teleostei)                                    | Stekelvinnigen (Acanthopterygii)              | Baarsachtigen (Perciformes)             | Puitalen (Zoarcoidei)                           | Chirolophis                                   | Stekelruggen (Stichaeidae)                  | Chirolophis polyactocephalus e                  |                                                 |                                                 |
| Beenvisachtigen (Osteichthyes) | Straalvinnigen (Actinopterygii) | Beenvissen (Teleostei)                                    | Stekelvinnigen (Acanthopterygii)              | Baarsachtigen (Perciformes)             | Puitalen (Zoarcoidei)                           | Botervissen (Pholididae)                      |                                             | Pholis                                          | Pholis laeta                                    |                                                 |
| Beenvisachtigen (Osteichthyes) | Straalvinnigen (Actinopterygii) | Beenvissen (Teleostei)                                    | Stekelvinnigen (Acanthopterygii)              | Baarsachtigen (Perciformes)             | Puitalen (Zoarcoidei)                           | Botervissen (Pholididae)                      | Pholis ornata                               | Pholis                                          |                                                 |                                                 |
| Beenvisachtigen (Osteichthyes) | Straalvinnigen (Actinopterygii) | Beenvissen (Teleostei)                                    | Stekelvinnigen (Acanthopterygii)              | Baarsachtigen (Perciformes)             | Puitalen (Zoarcoidei)                           | Botervissen (Pholididae)                      | Pholis schultzi                             | Pholis                                          |                                                 |                                                 |
| Beenvisachtigen (Osteichthyes) | Straalvinnigen (Actinopterygii) | Beenvissen (Teleostei)                                    | Stekelvinnigen (Acanthopterygii)              | Baarsachtigen (Perciformes)             | Puitalen (Zoarcoidei)                           | Botervissen (Pholididae)                      | Apodichthys                                 | Apodichthys flavidus                            |                                                 |                                                 |
| Beenvisachtigen (Osteichthyes) | Straalvinnigen (Actinopterygii) | Beenvissen (Teleostei)                                    | Stekelvinnigen (Acanthopterygii)              | Baarsachtigen (Perciformes)             | Puitalen (Zoarcoidei)                           | Botervissen (Pholididae)                      | Apodichthys                                 | Apodichthys fucorum                             |                                                 |                                                 |
| Beenvisachtigen (Osteichthyes) | Straalvinnigen (Actinopterygii) | Beenvissen (Teleostei)                                    | Stekelvinnigen (Acanthopterygii)              | Baarsachtigen (Perciformes)             | Slijmvisachtigen (Blennioidei)                  |                                               | Drievinslijmvissen (Tripterygiidae)         |                                                 | Forsterygion                                    |                                                 |
| Beenvisachtigen (Osteichthyes) | Straalvinnigen (Actinopterygii) | Beenvissen (Teleostei)                                    | Stekelvinnigen (Acanthopterygii)              | Baarsachtigen (Perciformes)             | Slijmvisachtigen (Blennioidei)                  | Bellapiscis                                   | Drievinslijmvissen (Tripterygiidae)         | Bellapiscis medius                              |                                                 |                                                 |
| Beenvisachtigen (Osteichthyes) | Straalvinnigen (Actinopterygii) | Beenvissen (Teleostei)                                    | Stekelvinnigen (Acanthopterygii)              | Baarsachtigen (Perciformes)             | Slijmvisachtigen (Blennioidei)                  | Slijmvissen (Labrisomidae)                    |                                             | Dialommus                                       | Dialommus fuscus                                |                                                 |
| Beenvisachtigen (Osteichthyes) | Straalvinnigen (Actinopterygii) | Beenvissen (Teleostei)                                    | Stekelvinnigen (Acanthopterygii)              | Baarsachtigen (Perciformes)             | Slijmvisachtigen (Blennioidei)                  | Slijmvissen (Labrisomidae)                    | Dialommus macrocephalus                     | Dialommus                                       |                                                 |                                                 |
| Beenvisachtigen (Osteichthyes) | Straalvinnigen (Actinopterygii) | Beenvissen (Teleostei)                                    | Stekelvinnigen (Acanthopterygii)              | Baarsachtigen (Perciformes)             | Slijmvisachtigen (Blennioidei)                  | Naakte slijmvissen (Blenniidae)               |                                             | Andamia                                         | Andamia amphibius                               |                                                 |
| Beenvisachtigen (Osteichthyes) | Straalvinnigen (Actinopterygii) | Beenvissen (Teleostei)                                    | Stekelvinnigen (Acanthopterygii)              | Baarsachtigen (Perciformes)             | Slijmvisachtigen (Blennioidei)                  | Naakte slijmvissen (Blenniidae)               | Andamia heteroptera                         | Andamia                                         |                                                 |                                                 |
| Beenvisachtigen (Osteichthyes) | Straalvinnigen (Actinopterygii) | Beenvissen (Teleostei)                                    | Stekelvinnigen (Acanthopterygii)              | Baarsachtigen (Perciformes)             | Slijmvisachtigen (Blennioidei)                  | Naakte slijmvissen (Blenniidae)               | Andamia reyi                                | Andamia                                         |                                                 |                                                 |
| Beenvisachtigen (Osteichthyes) | Straalvinnigen (Actinopterygii) | Beenvissen (Teleostei)                                    | Stekelvinnigen (Acanthopterygii)              | Baarsachtigen (Perciformes)             | Slijmvisachtigen (Blennioidei)                  | Naakte slijmvissen (Blenniidae)               | Andamia tetradactylus                       | Andamia                                         |                                                 |                                                 |
| Beenvisachtigen (Osteichthyes) | Straalvinnigen (Actinopterygii) | Beenvissen (Teleostei)                                    | Stekelvinnigen (Acanthopterygii)              | Baarsachtigen (Perciformes)             | Slijmvisachtigen (Blennioidei)                  | Naakte slijmvissen (Blenniidae)               | Alticus                                     | Alticus anjouanae                               |                                                 |                                                 |
| Beenvisachtigen (Osteichthyes) | Straalvinnigen (Actinopterygii) | Beenvissen (Teleostei)                                    | Stekelvinnigen (Acanthopterygii)              | Baarsachtigen (Perciformes)             | Slijmvisachtigen (Blennioidei)                  | Naakte slijmvissen (Blenniidae)               | Alticus                                     | Alticus arnoldorum                              |                                                 |                                                 |
| Beenvisachtigen (Osteichthyes) | Straalvinnigen (Actinopterygii) | Beenvissen (Teleostei)                                    | Stekelvinnigen (Acanthopterygii)              | Baarsachtigen (Perciformes)             | Slijmvisachtigen (Blennioidei)                  | Naakte slijmvissen (Blenniidae)               | Alticus                                     | Alticus kirkii                                  |                                                 |                                                 |
| Beenvisachtigen (Osteichthyes) | Straalvinnigen (Actinopterygii) | Beenvissen (Teleostei)                                    | Stekelvinnigen (Acanthopterygii)              | Baarsachtigen (Perciformes)             | Slijmvisachtigen (Blennioidei)                  | Naakte slijmvissen (Blenniidae)               | Alticus                                     | Alticus monochrus                               |                                                 |                                                 |
| Beenvisachtigen (Osteichthyes) | Straalvinnigen (Actinopterygii) | Beenvissen (Teleostei)                                    | Stekelvinnigen (Acanthopterygii)              | Baarsachtigen (Perciformes)             | Slijmvisachtigen (Blennioidei)                  | Naakte slijmvissen (Blenniidae)               | Alticus                                     | Alticus montanoi                                |                                                 |                                                 |
| Beenvisachtigen (Osteichthyes) | Straalvinnigen (Actinopterygii) | Beenvissen (Teleostei)                                    | Stekelvinnigen (Acanthopterygii)              | Baarsachtigen (Perciformes)             | Slijmvisachtigen (Blennioidei)                  | Naakte slijmvissen (Blenniidae)               | Alticus                                     | Alticus saliens                                 |                                                 |                                                 |
| Beenvisachtigen (Osteichthyes) | Straalvinnigen (Actinopterygii) | Beenvissen (Teleostei)                                    | Stekelvinnigen (Acanthopterygii)              | Baarsachtigen (Perciformes)             | Slijmvisachtigen (Blennioidei)                  | Naakte slijmvissen (Blenniidae)               | Alticus                                     | Alticus sertatus                                |                                                 |                                                 |
| Beenvisachtigen (Osteichthyes) | Straalvinnigen (Actinopterygii) | Beenvissen (Teleostei)                                    | Stekelvinnigen (Acanthopterygii)              | Baarsachtigen (Perciformes)             | Slijmvisachtigen (Blennioidei)                  | Naakte slijmvissen (Blenniidae)               | Alticus                                     | Alticus simplicirrus                            |                                                 |                                                 |
| Beenvisachtigen (Osteichthyes) | Straalvinnigen (Actinopterygii) | Beenvissen (Teleostei)                                    | Stekelvinnigen (Acanthopterygii)              | Baarsachtigen (Perciformes)             | Slijmvisachtigen (Blennioidei)                  | Naakte slijmvissen (Blenniidae)               | Salarias                                    | Salarias alboguttatus                           |                                                 |                                                 |
| Beenvisachtigen (Osteichthyes) | Straalvinnigen (Actinopterygii) | Beenvissen (Teleostei)                                    | Stekelvinnigen (Acanthopterygii)              | Baarsachtigen (Perciformes)             | Slijmvisachtigen (Blennioidei)                  | Naakte slijmvissen (Blenniidae)               | Salarias                                    | Salarias ceramensis                             |                                                 |                                                 |
| Beenvisachtigen (Osteichthyes) | Straalvinnigen (Actinopterygii) | Beenvissen (Teleostei)                                    | Stekelvinnigen (Acanthopterygii)              | Baarsachtigen (Perciformes)             | Slijmvisachtigen (Blennioidei)                  | Naakte slijmvissen (Blenniidae)               | Salarias                                    | Salarias fasciatus                              |                                                 |                                                 |
| Beenvisachtigen (Osteichthyes) | Straalvinnigen (Actinopterygii) | Beenvissen (Teleostei)                                    | Stekelvinnigen (Acanthopterygii)              | Baarsachtigen (Perciformes)             | Slijmvisachtigen (Blennioidei)                  | Naakte slijmvissen (Blenniidae)               | Salarias                                    | Salarias guttatus                               |                                                 |                                                 |
| Beenvisachtigen (Osteichthyes) | Straalvinnigen (Actinopterygii) | Beenvissen (Teleostei)                                    | Stekelvinnigen (Acanthopterygii)              | Baarsachtigen (Perciformes)             | Slijmvisachtigen (Blennioidei)                  | Naakte slijmvissen (Blenniidae)               | Salarias                                    | Salarias luctuosus                              |                                                 |                                                 |
| Beenvisachtigen (Osteichthyes) | Straalvinnigen (Actinopterygii) | Beenvissen (Teleostei)                                    | Stekelvinnigen (Acanthopterygii)              | Baarsachtigen (Perciformes)             | Slijmvisachtigen (Blennioidei)                  | Naakte slijmvissen (Blenniidae)               | Salarias                                    | Salarias nigrocinctus                           |                                                 |                                                 |
| Beenvisachtigen (Osteichthyes) | Straalvinnigen (Actinopterygii) | Beenvissen (Teleostei)                                    | Stekelvinnigen (Acanthopterygii)              | Baarsachtigen (Perciformes)             | Slijmvisachtigen (Blennioidei)                  | Naakte slijmvissen (Blenniidae)               | Salarias                                    | Salarias obscurus                               |                                                 |                                                 |
| Beenvisachtigen (Osteichthyes) | Straalvinnigen (Actinopterygii) | Beenvissen (Teleostei)                                    | Stekelvinnigen (Acanthopterygii)              | Baarsachtigen (Perciformes)             | Slijmvisachtigen (Blennioidei)                  | Naakte slijmvissen (Blenniidae)               | Salarias                                    | Salarias patzneri                               |                                                 |                                                 |
| Beenvisachtigen (Osteichthyes) | Straalvinnigen (Actinopterygii) | Beenvissen (Teleostei)                                    | Stekelvinnigen (Acanthopterygii)              | Baarsachtigen (Perciformes)             | Slijmvisachtigen (Blennioidei)                  | Naakte slijmvissen (Blenniidae)               | Salarias                                    | Salarias ramosus                                |                                                 |                                                 |
| Beenvisachtigen (Osteichthyes) | Straalvinnigen (Actinopterygii) | Beenvissen (Teleostei)                                    | Stekelvinnigen (Acanthopterygii)              | Baarsachtigen (Perciformes)             | Slijmvisachtigen (Blennioidei)                  | Naakte slijmvissen (Blenniidae)               | Salarias                                    | Salarias segmentatus                            |                                                 |                                                 |
| Beenvisachtigen (Osteichthyes) | Straalvinnigen (Actinopterygii) | Beenvissen (Teleostei)                                    | Stekelvinnigen (Acanthopterygii)              | Baarsachtigen (Perciformes)             | Slijmvisachtigen (Blennioidei)                  | Naakte slijmvissen (Blenniidae)               | Salarias                                    | Salarias sexfilum                               |                                                 |                                                 |
| Beenvisachtigen (Osteichthyes) | Straalvinnigen (Actinopterygii) | Beenvissen (Teleostei)                                    | Stekelvinnigen (Acanthopterygii)              | Baarsachtigen (Perciformes)             | Slijmvisachtigen (Blennioidei)                  | Naakte slijmvissen (Blenniidae)               | Salarias                                    | Salarias sibogai                                |                                                 |                                                 |
| Beenvisachtigen (Osteichthyes) | Straalvinnigen (Actinopterygii) | Beenvissen (Teleostei)                                    | Stekelvinnigen (Acanthopterygii)              | Baarsachtigen (Perciformes)             | Slijmvisachtigen (Blennioidei)                  | Naakte slijmvissen (Blenniidae)               | Salarias                                    | Salarias sinuosus                               |                                                 |                                                 |
| Beenvisachtigen (Osteichthyes) | Straalvinnigen (Actinopterygii) | Beenvissen (Teleostei)                                    | Stekelvinnigen (Acanthopterygii)              | Baarsachtigen (Perciformes)             | Slijmvisachtigen (Blennioidei)                  | Naakte slijmvissen (Blenniidae)               | Lipophrys                                   | Gewone slijmvis (Lipophrys pholis)              |                                                 |                                                 |
| Beenvisachtigen (Osteichthyes) | Straalvinnigen (Actinopterygii) | Beenvissen (Teleostei)                                    | Stekelvinnigen (Acanthopterygii)              | Baarsachtigen (Perciformes)             | Slijmvisachtigen (Blennioidei)                  | Naakte slijmvissen (Blenniidae)               | Coryphoblennius                             | Coryphoblennius galerita                        |                                                 |                                                 |
| Beenvisachtigen (Osteichthyes) | Straalvinnigen (Actinopterygii) | Beenvissen (Teleostei)                                    | Stekelvinnigen (Acanthopterygii)              | Baarsachtigen (Perciformes)             | Slijmvisachtigen (Blennioidei)                  | Naakte slijmvissen (Blenniidae)               | Istiblennius e                              | Istiblennius bellus                             |                                                 |                                                 |
| Beenvisachtigen (Osteichthyes) | Straalvinnigen (Actinopterygii) | Beenvissen (Teleostei)                                    | Stekelvinnigen (Acanthopterygii)              | Baarsachtigen (Perciformes)             | Slijmvisachtigen (Blennioidei)                  | Naakte slijmvissen (Blenniidae)               | Istiblennius e                              | Istiblennius colei                              |                                                 |                                                 |
| Beenvisachtigen (Osteichthyes) | Straalvinnigen (Actinopterygii) | Beenvissen (Teleostei)                                    | Stekelvinnigen (Acanthopterygii)              | Baarsachtigen (Perciformes)             | Slijmvisachtigen (Blennioidei)                  | Naakte slijmvissen (Blenniidae)               | Istiblennius e                              | Istiblennius dussumieri                         |                                                 |                                                 |
| Beenvisachtigen (Osteichthyes) | Straalvinnigen (Actinopterygii) | Beenvissen (Teleostei)                                    | Stekelvinnigen (Acanthopterygii)              | Baarsachtigen (Perciformes)             | Slijmvisachtigen (Blennioidei)                  | Naakte slijmvissen (Blenniidae)               | Istiblennius e                              | Istiblennius edentulus                          |                                                 |                                                 |
| Beenvisachtigen (Osteichthyes) | Straalvinnigen (Actinopterygii) | Beenvissen (Teleostei)                                    | Stekelvinnigen (Acanthopterygii)              | Baarsachtigen (Perciformes)             | Slijmvisachtigen (Blennioidei)                  | Naakte slijmvissen (Blenniidae)               | Istiblennius e                              | Istiblennius flaviumbrinus                      |                                                 |                                                 |
| Beenvisachtigen (Osteichthyes) | Straalvinnigen (Actinopterygii) | Beenvissen (Teleostei)                                    | Stekelvinnigen (Acanthopterygii)              | Baarsachtigen (Perciformes)             | Slijmvisachtigen (Blennioidei)                  | Naakte slijmvissen (Blenniidae)               | Istiblennius e                              | Istiblennius lineatus                           |                                                 |                                                 |
| Beenvisachtigen (Osteichthyes) | Straalvinnigen (Actinopterygii) | Beenvissen (Teleostei)                                    | Stekelvinnigen (Acanthopterygii)              | Baarsachtigen (Perciformes)             | Slijmvisachtigen (Blennioidei)                  | Naakte slijmvissen (Blenniidae)               | Istiblennius e                              | Istiblennius meleagris                          |                                                 |                                                 |
| Beenvisachtigen (Osteichthyes) | Straalvinnigen (Actinopterygii) | Beenvissen (Teleostei)                                    | Stekelvinnigen (Acanthopterygii)              | Baarsachtigen (Perciformes)             | Slijmvisachtigen (Blennioidei)                  | Naakte slijmvissen (Blenniidae)               | Istiblennius e                              | Istiblennius muelleri                           |                                                 |                                                 |
| Beenvisachtigen (Osteichthyes) | Straalvinnigen (Actinopterygii) | Beenvissen (Teleostei)                                    | Stekelvinnigen (Acanthopterygii)              | Baarsachtigen (Perciformes)             | Slijmvisachtigen (Blennioidei)                  | Naakte slijmvissen (Blenniidae)               | Istiblennius e                              | Istiblennius pox                                |                                                 |                                                 |
| Beenvisachtigen (Osteichthyes) | Straalvinnigen (Actinopterygii) | Beenvissen (Teleostei)                                    | Stekelvinnigen (Acanthopterygii)              | Baarsachtigen (Perciformes)             | Slijmvisachtigen (Blennioidei)                  | Naakte slijmvissen (Blenniidae)               | Istiblennius e                              | Istiblennius rivulatus                          |                                                 |                                                 |
| Beenvisachtigen (Osteichthyes) | Straalvinnigen (Actinopterygii) | Beenvissen (Teleostei)                                    | Stekelvinnigen (Acanthopterygii)              | Baarsachtigen (Perciformes)             | Slijmvisachtigen (Blennioidei)                  | Naakte slijmvissen (Blenniidae)               | Istiblennius e                              | Istiblennius spilotus                           |                                                 |                                                 |
| Beenvisachtigen (Osteichthyes) | Straalvinnigen (Actinopterygii) | Beenvissen (Teleostei)                                    | Stekelvinnigen (Acanthopterygii)              | Baarsachtigen (Perciformes)             | Slijmvisachtigen (Blennioidei)                  | Naakte slijmvissen (Blenniidae)               | Istiblennius e                              | Istiblennius steindachneri                      |                                                 |                                                 |
| Beenvisachtigen (Osteichthyes) | Straalvinnigen (Actinopterygii) | Beenvissen (Teleostei)                                    | Stekelvinnigen (Acanthopterygii)              | Baarsachtigen (Perciformes)             | Slijmvisachtigen (Blennioidei)                  | Naakte slijmvissen (Blenniidae)               | Istiblennius e                              | Istiblennius unicolor                           |                                                 |                                                 |
| Beenvisachtigen (Osteichthyes) | Straalvinnigen (Actinopterygii) | Beenvissen (Teleostei)                                    | Stekelvinnigen (Acanthopterygii)              | Baarsachtigen (Perciformes)             | Slijmvisachtigen (Blennioidei)                  | Naakte slijmvissen (Blenniidae)               | Istiblennius e                              | Istiblennius zebra                              |                                                 |                                                 |
| Beenvisachtigen (Osteichthyes) | Straalvinnigen (Actinopterygii) | Beenvissen (Teleostei)                                    | Stekelvinnigen (Acanthopterygii)              | Baarsachtigen (Perciformes)             | Slijmvisachtigen (Blennioidei)                  | Naakte slijmvissen (Blenniidae)               | Entomacrodus e                              | Entomacrodus cadenati                           |                                                 |                                                 |
| Beenvisachtigen (Osteichthyes) | Straalvinnigen (Actinopterygii) | Beenvissen (Teleostei)                                    | Stekelvinnigen (Acanthopterygii)              | Baarsachtigen (Perciformes)             | Slijmvisachtigen (Blennioidei)                  | Naakte slijmvissen (Blenniidae)               | Entomacrodus e                              | Entomacrodus caudofasciatus                     |                                                 |                                                 |
| Beenvisachtigen (Osteichthyes) | Straalvinnigen (Actinopterygii) | Beenvissen (Teleostei)                                    | Stekelvinnigen (Acanthopterygii)              | Baarsachtigen (Perciformes)             | Slijmvisachtigen (Blennioidei)                  | Naakte slijmvissen (Blenniidae)               | Entomacrodus e                              | Entomacrodus chapmani                           |                                                 |                                                 |
| Beenvisachtigen (Osteichthyes) | Straalvinnigen (Actinopterygii) | Beenvissen (Teleostei)                                    | Stekelvinnigen (Acanthopterygii)              | Baarsachtigen (Perciformes)             | Slijmvisachtigen (Blennioidei)                  | Naakte slijmvissen (Blenniidae)               | Entomacrodus e                              | Entomacrodus chiostictus                        |                                                 |                                                 |
| Beenvisachtigen (Osteichthyes) | Straalvinnigen (Actinopterygii) | Beenvissen (Teleostei)                                    | Stekelvinnigen (Acanthopterygii)              | Baarsachtigen (Perciformes)             | Slijmvisachtigen (Blennioidei)                  | Naakte slijmvissen (Blenniidae)               | Entomacrodus e                              | Entomacrodus corneliae                          |                                                 |                                                 |
| Beenvisachtigen (Osteichthyes) | Straalvinnigen (Actinopterygii) | Beenvissen (Teleostei)                                    | Stekelvinnigen (Acanthopterygii)              | Baarsachtigen (Perciformes)             | Slijmvisachtigen (Blennioidei)                  | Naakte slijmvissen (Blenniidae)               | Entomacrodus e                              | Entomacrodus cymatobiotus                       |                                                 |                                                 |
| Beenvisachtigen (Osteichthyes) | Straalvinnigen (Actinopterygii) | Beenvissen (Teleostei)                                    | Stekelvinnigen (Acanthopterygii)              | Baarsachtigen (Perciformes)             | Slijmvisachtigen (Blennioidei)                  | Naakte slijmvissen (Blenniidae)               | Entomacrodus e                              | Entomacrodus decussatus                         |                                                 |                                                 |
| Beenvisachtigen (Osteichthyes) | Straalvinnigen (Actinopterygii) | Beenvissen (Teleostei)                                    | Stekelvinnigen (Acanthopterygii)              | Baarsachtigen (Perciformes)             | Slijmvisachtigen (Blennioidei)                  | Naakte slijmvissen (Blenniidae)               | Entomacrodus e                              | Entomacrodus epalzeocheilos                     |                                                 |                                                 |
| Beenvisachtigen (Osteichthyes) | Straalvinnigen (Actinopterygii) | Beenvissen (Teleostei)                                    | Stekelvinnigen (Acanthopterygii)              | Baarsachtigen (Perciformes)             | Slijmvisachtigen (Blennioidei)                  | Naakte slijmvissen (Blenniidae)               | Entomacrodus e                              | Entomacrodus lemuria                            |                                                 |                                                 |
| Beenvisachtigen (Osteichthyes) | Straalvinnigen (Actinopterygii) | Beenvissen (Teleostei)                                    | Stekelvinnigen (Acanthopterygii)              | Baarsachtigen (Perciformes)             | Slijmvisachtigen (Blennioidei)                  | Naakte slijmvissen (Blenniidae)               | Entomacrodus e                              | Entomacrodus lighti                             |                                                 |                                                 |
| Beenvisachtigen (Osteichthyes) | Straalvinnigen (Actinopterygii) | Beenvissen (Teleostei)                                    | Stekelvinnigen (Acanthopterygii)              | Baarsachtigen (Perciformes)             | Slijmvisachtigen (Blennioidei)                  | Naakte slijmvissen (Blenniidae)               | Entomacrodus e                              | Entomacrodus longicirrus                        |                                                 |                                                 |
| Beenvisachtigen (Osteichthyes) | Straalvinnigen (Actinopterygii) | Beenvissen (Teleostei)                                    | Stekelvinnigen (Acanthopterygii)              | Baarsachtigen (Perciformes)             | Slijmvisachtigen (Blennioidei)                  | Naakte slijmvissen (Blenniidae)               | Entomacrodus e                              | Entomacrodus macrospilus                        |                                                 |                                                 |
| Beenvisachtigen (Osteichthyes) | Straalvinnigen (Actinopterygii) | Beenvissen (Teleostei)                                    | Stekelvinnigen (Acanthopterygii)              | Baarsachtigen (Perciformes)             | Slijmvisachtigen (Blennioidei)                  | Naakte slijmvissen (Blenniidae)               | Entomacrodus e                              | Entomacrodus marmoratus                         |                                                 |                                                 |
| Beenvisachtigen (Osteichthyes) | Straalvinnigen (Actinopterygii) | Beenvissen (Teleostei)                                    | Stekelvinnigen (Acanthopterygii)              | Baarsachtigen (Perciformes)             | Slijmvisachtigen (Blennioidei)                  | Naakte slijmvissen (Blenniidae)               | Entomacrodus e                              | Entomacrodus nigricans                          |                                                 |                                                 |
| Beenvisachtigen (Osteichthyes) | Straalvinnigen (Actinopterygii) | Beenvissen (Teleostei)                                    | Stekelvinnigen (Acanthopterygii)              | Baarsachtigen (Perciformes)             | Slijmvisachtigen (Blennioidei)                  | Naakte slijmvissen (Blenniidae)               | Entomacrodus e                              | Entomacrodus niuafoouensis                      |                                                 |                                                 |
| Beenvisachtigen (Osteichthyes) | Straalvinnigen (Actinopterygii) | Beenvissen (Teleostei)                                    | Stekelvinnigen (Acanthopterygii)              | Baarsachtigen (Perciformes)             | Slijmvisachtigen (Blennioidei)                  | Naakte slijmvissen (Blenniidae)               | Entomacrodus e                              | Entomacrodus randalli                           |                                                 |                                                 |
| Beenvisachtigen (Osteichthyes) | Straalvinnigen (Actinopterygii) | Beenvissen (Teleostei)                                    | Stekelvinnigen (Acanthopterygii)              | Baarsachtigen (Perciformes)             | Slijmvisachtigen (Blennioidei)                  | Naakte slijmvissen (Blenniidae)               | Entomacrodus e                              | Entomacrodus rofeni                             |                                                 |                                                 |
| Beenvisachtigen (Osteichthyes) | Straalvinnigen (Actinopterygii) | Beenvissen (Teleostei)                                    | Stekelvinnigen (Acanthopterygii)              | Baarsachtigen (Perciformes)             | Slijmvisachtigen (Blennioidei)                  | Naakte slijmvissen (Blenniidae)               | Entomacrodus e                              | Entomacrodus sealei                             |                                                 |                                                 |
| Beenvisachtigen (Osteichthyes) | Straalvinnigen (Actinopterygii) | Beenvissen (Teleostei)                                    | Stekelvinnigen (Acanthopterygii)              | Baarsachtigen (Perciformes)             | Slijmvisachtigen (Blennioidei)                  | Naakte slijmvissen (Blenniidae)               | Entomacrodus e                              | Entomacrodus solus                              |                                                 |                                                 |
| Beenvisachtigen (Osteichthyes) | Straalvinnigen (Actinopterygii) | Beenvissen (Teleostei)                                    | Stekelvinnigen (Acanthopterygii)              | Baarsachtigen (Perciformes)             | Slijmvisachtigen (Blennioidei)                  | Naakte slijmvissen (Blenniidae)               | Entomacrodus e                              | Entomacrodus stellifer                          |                                                 |                                                 |
| Beenvisachtigen (Osteichthyes) | Straalvinnigen (Actinopterygii) | Beenvissen (Teleostei)                                    | Stekelvinnigen (Acanthopterygii)              | Baarsachtigen (Perciformes)             | Slijmvisachtigen (Blennioidei)                  | Naakte slijmvissen (Blenniidae)               | Entomacrodus e                              | Entomacrodus strasburgi                         |                                                 |                                                 |
| Beenvisachtigen (Osteichthyes) | Straalvinnigen (Actinopterygii) | Beenvissen (Teleostei)                                    | Stekelvinnigen (Acanthopterygii)              | Baarsachtigen (Perciformes)             | Slijmvisachtigen (Blennioidei)                  | Naakte slijmvissen (Blenniidae)               | Entomacrodus e                              | Entomacrodus striatus                           |                                                 |                                                 |
| Beenvisachtigen (Osteichthyes) | Straalvinnigen (Actinopterygii) | Beenvissen (Teleostei)                                    | Stekelvinnigen (Acanthopterygii)              | Baarsachtigen (Perciformes)             | Slijmvisachtigen (Blennioidei)                  | Naakte slijmvissen (Blenniidae)               | Entomacrodus e                              | Entomacrodus textilis                           |                                                 |                                                 |
| Beenvisachtigen (Osteichthyes) | Straalvinnigen (Actinopterygii) | Beenvissen (Teleostei)                                    | Stekelvinnigen (Acanthopterygii)              | Baarsachtigen (Perciformes)             | Slijmvisachtigen (Blennioidei)                  | Naakte slijmvissen (Blenniidae)               | Entomacrodus e                              | Entomacrodus thalassinus                        |                                                 |                                                 |
| Beenvisachtigen (Osteichthyes) | Straalvinnigen (Actinopterygii) | Beenvissen (Teleostei)                                    | Stekelvinnigen (Acanthopterygii)              | Baarsachtigen (Perciformes)             | Slijmvisachtigen (Blennioidei)                  | Naakte slijmvissen (Blenniidae)               | Entomacrodus e                              | Entomacrodus vermiculatus                       |                                                 |                                                 |
| Beenvisachtigen (Osteichthyes) | Straalvinnigen (Actinopterygii) | Beenvissen (Teleostei)                                    | Stekelvinnigen (Acanthopterygii)              | Baarsachtigen (Perciformes)             | Slijmvisachtigen (Blennioidei)                  | Naakte slijmvissen (Blenniidae)               | Entomacrodus e                              | Entomacrodus vomerinus                          |                                                 |                                                 |
| Beenvisachtigen (Osteichthyes) | Straalvinnigen (Actinopterygii) | Beenvissen (Teleostei)                                    | Stekelvinnigen (Acanthopterygii)              | Baarsachtigen (Perciformes)             | Slijmvisachtigen (Blennioidei)                  | Naakte slijmvissen (Blenniidae)               | Entomacrodus e                              | Entomacrodus williamsi                          |                                                 |                                                 |
| Beenvisachtigen (Osteichthyes) | Straalvinnigen (Actinopterygii) | Beenvissen (Teleostei)                                    | Stekelvinnigen (Acanthopterygii)              | Baarsachtigen (Perciformes)             | Grondelachtigen (Gobioidei)                     |                                               | Slaapgrondels (Eleotridae)                  |                                                 | Dormitator                                      | Dormitator latifrons                            |
| Beenvisachtigen (Osteichthyes) | Straalvinnigen (Actinopterygii) | Beenvissen (Teleostei)                                    | Stekelvinnigen (Acanthopterygii)              | Baarsachtigen (Perciformes)             | Grondelachtigen (Gobioidei)                     | Oxyeleotris                                   | Slaapgrondels (Eleotridae)                  | Oxyeleotris marmorata c                         |                                                 |                                                 |
| Beenvisachtigen (Osteichthyes) | Straalvinnigen (Actinopterygii) | Beenvissen (Teleostei)                                    | Stekelvinnigen (Acanthopterygii)              | Baarsachtigen (Perciformes)             | Grondelachtigen (Gobioidei)                     | Grondels (Gobiidae)                           |                                             | Gobiodon                                        | Gobiodon axillaris                              |                                                 |
| Beenvisachtigen (Osteichthyes) | Straalvinnigen (Actinopterygii) | Beenvissen (Teleostei)                                    | Stekelvinnigen (Acanthopterygii)              | Baarsachtigen (Perciformes)             | Grondelachtigen (Gobioidei)                     | Grondels (Gobiidae)                           | Gobiodon rivulatus                          | Gobiodon                                        |                                                 |                                                 |
| Beenvisachtigen (Osteichthyes) | Straalvinnigen (Actinopterygii) | Beenvissen (Teleostei)                                    | Stekelvinnigen (Acanthopterygii)              | Baarsachtigen (Perciformes)             | Grondelachtigen (Gobioidei)                     | Grondels (Gobiidae)                           | Gobiodon histrio                            | Gobiodon                                        |                                                 |                                                 |
| Beenvisachtigen (Osteichthyes) | Straalvinnigen (Actinopterygii) | Beenvissen (Teleostei)                                    | Stekelvinnigen (Acanthopterygii)              | Baarsachtigen (Perciformes)             | Grondelachtigen (Gobioidei)                     | Grondels (Gobiidae)                           | Gobiodon unicolor                           | Gobiodon                                        |                                                 |                                                 |
| Beenvisachtigen (Osteichthyes) | Straalvinnigen (Actinopterygii) | Beenvissen (Teleostei)                                    | Stekelvinnigen (Acanthopterygii)              | Baarsachtigen (Perciformes)             | Grondelachtigen (Gobioidei)                     | Grondels (Gobiidae)                           | Gobiodon acicularis                         | Gobiodon                                        |                                                 |                                                 |
| Beenvisachtigen (Osteichthyes) | Straalvinnigen (Actinopterygii) | Beenvissen (Teleostei)                                    | Stekelvinnigen (Acanthopterygii)              | Baarsachtigen (Perciformes)             | Grondelachtigen (Gobioidei)                     | Grondels (Gobiidae)                           | Gobiodon ceramensis                         | Gobiodon                                        |                                                 |                                                 |
| Beenvisachtigen (Osteichthyes) | Straalvinnigen (Actinopterygii) | Beenvissen (Teleostei)                                    | Stekelvinnigen (Acanthopterygii)              | Baarsachtigen (Perciformes)             | Grondelachtigen (Gobioidei)                     | Grondels (Gobiidae)                           | Gobiodon okinawae                           | Gobiodon                                        |                                                 |                                                 |
| Beenvisachtigen (Osteichthyes) | Straalvinnigen (Actinopterygii) | Beenvissen (Teleostei)                                    | Stekelvinnigen (Acanthopterygii)              | Baarsachtigen (Perciformes)             | Grondelachtigen (Gobioidei)                     | Grondels (Gobiidae)                           | Periophthalmus                              | Periophthalmus argentilineatus                  |                                                 |                                                 |
| Beenvisachtigen (Osteichthyes) | Straalvinnigen (Actinopterygii) | Beenvissen (Teleostei)                                    | Stekelvinnigen (Acanthopterygii)              | Baarsachtigen (Perciformes)             | Grondelachtigen (Gobioidei)                     | Grondels (Gobiidae)                           | Periophthalmus                              | Periophthalmus barbarus                         |                                                 |                                                 |
| Beenvisachtigen (Osteichthyes) | Straalvinnigen (Actinopterygii) | Beenvissen (Teleostei)                                    | Stekelvinnigen (Acanthopterygii)              | Baarsachtigen (Perciformes)             | Grondelachtigen (Gobioidei)                     | Grondels (Gobiidae)                           | Periophthalmus                              | Periophthalmus chrysospilos                     |                                                 |                                                 |
| Beenvisachtigen (Osteichthyes) | Straalvinnigen (Actinopterygii) | Beenvissen (Teleostei)                                    | Stekelvinnigen (Acanthopterygii)              | Baarsachtigen (Perciformes)             | Grondelachtigen (Gobioidei)                     | Grondels (Gobiidae)                           | Periophthalmus                              | Periophthalmus darwini                          |                                                 |                                                 |
| Beenvisachtigen (Osteichthyes) | Straalvinnigen (Actinopterygii) | Beenvissen (Teleostei)                                    | Stekelvinnigen (Acanthopterygii)              | Baarsachtigen (Perciformes)             | Grondelachtigen (Gobioidei)                     | Grondels (Gobiidae)                           | Periophthalmus                              | Periophthalmus gracilis                         |                                                 |                                                 |
| Beenvisachtigen (Osteichthyes) | Straalvinnigen (Actinopterygii) | Beenvissen (Teleostei)                                    | Stekelvinnigen (Acanthopterygii)              | Baarsachtigen (Perciformes)             | Grondelachtigen (Gobioidei)                     | Grondels (Gobiidae)                           | Periophthalmus                              | Periophthalmus kalolo                           |                                                 |                                                 |
| Beenvisachtigen (Osteichthyes) | Straalvinnigen (Actinopterygii) | Beenvissen (Teleostei)                                    | Stekelvinnigen (Acanthopterygii)              | Baarsachtigen (Perciformes)             | Grondelachtigen (Gobioidei)                     | Grondels (Gobiidae)                           | Periophthalmus                              | Periophthalmus magnuspinnatus                   |                                                 |                                                 |
| Beenvisachtigen (Osteichthyes) | Straalvinnigen (Actinopterygii) | Beenvissen (Teleostei)                                    | Stekelvinnigen (Acanthopterygii)              | Baarsachtigen (Perciformes)             | Grondelachtigen (Gobioidei)                     | Grondels (Gobiidae)                           | Periophthalmus                              | Periophthalmus malaccensis                      |                                                 |                                                 |
| Beenvisachtigen (Osteichthyes) | Straalvinnigen (Actinopterygii) | Beenvissen (Teleostei)                                    | Stekelvinnigen (Acanthopterygii)              | Baarsachtigen (Perciformes)             | Grondelachtigen (Gobioidei)                     | Grondels (Gobiidae)                           | Periophthalmus                              | Periophthalmus minutus                          |                                                 |                                                 |
| Beenvisachtigen (Osteichthyes) | Straalvinnigen (Actinopterygii) | Beenvissen (Teleostei)                                    | Stekelvinnigen (Acanthopterygii)              | Baarsachtigen (Perciformes)             | Grondelachtigen (Gobioidei)                     | Grondels (Gobiidae)                           | Periophthalmus                              | Periophthalmus modestus                         |                                                 |                                                 |
| Beenvisachtigen (Osteichthyes) | Straalvinnigen (Actinopterygii) | Beenvissen (Teleostei)                                    | Stekelvinnigen (Acanthopterygii)              | Baarsachtigen (Perciformes)             | Grondelachtigen (Gobioidei)                     | Grondels (Gobiidae)                           | Periophthalmus                              | Periophthalmus novaeguineaensis                 |                                                 |                                                 |
| Beenvisachtigen (Osteichthyes) | Straalvinnigen (Actinopterygii) | Beenvissen (Teleostei)                                    | Stekelvinnigen (Acanthopterygii)              | Baarsachtigen (Perciformes)             | Grondelachtigen (Gobioidei)                     | Grondels (Gobiidae)                           | Periophthalmus                              | Periophthalmus novemradiatus                    |                                                 |                                                 |
| Beenvisachtigen (Osteichthyes) | Straalvinnigen (Actinopterygii) | Beenvissen (Teleostei)                                    | Stekelvinnigen (Acanthopterygii)              | Baarsachtigen (Perciformes)             | Grondelachtigen (Gobioidei)                     | Grondels (Gobiidae)                           | Periophthalmus                              | Periophthalmus pearsei                          |                                                 |                                                 |
| Beenvisachtigen (Osteichthyes) | Straalvinnigen (Actinopterygii) | Beenvissen (Teleostei)                                    | Stekelvinnigen (Acanthopterygii)              | Baarsachtigen (Perciformes)             | Grondelachtigen (Gobioidei)                     | Grondels (Gobiidae)                           | Periophthalmus                              | Periophthalmus sobrinus                         |                                                 |                                                 |
| Beenvisachtigen (Osteichthyes) | Straalvinnigen (Actinopterygii) | Beenvissen (Teleostei)                                    | Stekelvinnigen (Acanthopterygii)              | Baarsachtigen (Perciformes)             | Grondelachtigen (Gobioidei)                     | Grondels (Gobiidae)                           | Periophthalmus                              | Periophthalmus spilotus                         |                                                 |                                                 |
| Beenvisachtigen (Osteichthyes) | Straalvinnigen (Actinopterygii) | Beenvissen (Teleostei)                                    | Stekelvinnigen (Acanthopterygii)              | Baarsachtigen (Perciformes)             | Grondelachtigen (Gobioidei)                     | Grondels (Gobiidae)                           | Periophthalmus                              | Periophthalmus variabilis                       |                                                 |                                                 |
| Beenvisachtigen (Osteichthyes) | Straalvinnigen (Actinopterygii) | Beenvissen (Teleostei)                                    | Stekelvinnigen (Acanthopterygii)              | Baarsachtigen (Perciformes)             | Grondelachtigen (Gobioidei)                     | Grondels (Gobiidae)                           | Periophthalmus                              | Periophthalmus walailakae                       |                                                 |                                                 |
| Beenvisachtigen (Osteichthyes) | Straalvinnigen (Actinopterygii) | Beenvissen (Teleostei)                                    | Stekelvinnigen (Acanthopterygii)              | Baarsachtigen (Perciformes)             | Grondelachtigen (Gobioidei)                     | Grondels (Gobiidae)                           | Periophthalmus                              | Periophthalmus waltoni                          |                                                 |                                                 |
| Beenvisachtigen (Osteichthyes) | Straalvinnigen (Actinopterygii) | Beenvissen (Teleostei)                                    | Stekelvinnigen (Acanthopterygii)              | Baarsachtigen (Perciformes)             | Grondelachtigen (Gobioidei)                     | Grondels (Gobiidae)                           | Periophthalmus                              | Periophthalmus weberi                           |                                                 |                                                 |
| Beenvisachtigen (Osteichthyes) | Straalvinnigen (Actinopterygii) | Beenvissen (Teleostei)                                    | Stekelvinnigen (Acanthopterygii)              | Baarsachtigen (Perciformes)             | Grondelachtigen (Gobioidei)                     | Grondels (Gobiidae)                           | Boleophthalmus                              | Boleophthalmus birdsongi                        |                                                 |                                                 |
| Beenvisachtigen (Osteichthyes) | Straalvinnigen (Actinopterygii) | Beenvissen (Teleostei)                                    | Stekelvinnigen (Acanthopterygii)              | Baarsachtigen (Perciformes)             | Grondelachtigen (Gobioidei)                     | Grondels (Gobiidae)                           | Boleophthalmus                              | Boleophthalmus boddarti                         |                                                 |                                                 |
| Beenvisachtigen (Osteichthyes) | Straalvinnigen (Actinopterygii) | Beenvissen (Teleostei)                                    | Stekelvinnigen (Acanthopterygii)              | Baarsachtigen (Perciformes)             | Grondelachtigen (Gobioidei)                     | Grondels (Gobiidae)                           | Boleophthalmus                              | Boleophthalmus caeruleomaculatus                |                                                 |                                                 |
| Beenvisachtigen (Osteichthyes) | Straalvinnigen (Actinopterygii) | Beenvissen (Teleostei)                                    | Stekelvinnigen (Acanthopterygii)              | Baarsachtigen (Perciformes)             | Grondelachtigen (Gobioidei)                     | Grondels (Gobiidae)                           | Boleophthalmus                              | Boleophthalmus dussumieri                       |                                                 |                                                 |
| Beenvisachtigen (Osteichthyes) | Straalvinnigen (Actinopterygii) | Beenvissen (Teleostei)                                    | Stekelvinnigen (Acanthopterygii)              | Baarsachtigen (Perciformes)             | Grondelachtigen (Gobioidei)                     | Grondels (Gobiidae)                           | Boleophthalmus                              | Boleophthalmus pectinirostris                   |                                                 |                                                 |
| Beenvisachtigen (Osteichthyes) | Straalvinnigen (Actinopterygii) | Beenvissen (Teleostei)                                    | Stekelvinnigen (Acanthopterygii)              | Baarsachtigen (Perciformes)             | Grondelachtigen (Gobioidei)                     | Grondels (Gobiidae)                           | Periophthalmodon                            | Periophthalmodon freycineti                     |                                                 |                                                 |
| Beenvisachtigen (Osteichthyes) | Straalvinnigen (Actinopterygii) | Beenvissen (Teleostei)                                    | Stekelvinnigen (Acanthopterygii)              | Baarsachtigen (Perciformes)             | Grondelachtigen (Gobioidei)                     | Grondels (Gobiidae)                           | Periophthalmodon                            | Periophthalmodon schlosseri                     |                                                 |                                                 |
| Beenvisachtigen (Osteichthyes) | Straalvinnigen (Actinopterygii) | Beenvissen (Teleostei)                                    | Stekelvinnigen (Acanthopterygii)              | Baarsachtigen (Perciformes)             | Grondelachtigen (Gobioidei)                     | Grondels (Gobiidae)                           | Periophthalmodon                            | Periophthalmodon septemradiatus                 |                                                 |                                                 |
| Beenvisachtigen (Osteichthyes) | Straalvinnigen (Actinopterygii) | Beenvissen (Teleostei)                                    | Stekelvinnigen (Acanthopterygii)              | Baarsachtigen (Perciformes)             | Grondelachtigen (Gobioidei)                     | Grondels (Gobiidae)                           | Scartelaos                                  | Scartelaos cantoris                             |                                                 |                                                 |
| Beenvisachtigen (Osteichthyes) | Straalvinnigen (Actinopterygii) | Beenvissen (Teleostei)                                    | Stekelvinnigen (Acanthopterygii)              | Baarsachtigen (Perciformes)             | Grondelachtigen (Gobioidei)                     | Grondels (Gobiidae)                           | Scartelaos                                  | Scartelaos gigas                                |                                                 |                                                 |
| Beenvisachtigen (Osteichthyes) | Straalvinnigen (Actinopterygii) | Beenvissen (Teleostei)                                    | Stekelvinnigen (Acanthopterygii)              | Baarsachtigen (Perciformes)             | Grondelachtigen (Gobioidei)                     | Grondels (Gobiidae)                           | Scartelaos                                  | Scartelaos histophorus                          |                                                 |                                                 |
| Beenvisachtigen (Osteichthyes) | Straalvinnigen (Actinopterygii) | Beenvissen (Teleostei)                                    | Stekelvinnigen (Acanthopterygii)              | Baarsachtigen (Perciformes)             | Grondelachtigen (Gobioidei)                     | Grondels (Gobiidae)                           | Scartelaos                                  | Scartelaos tenuis                               |                                                 |                                                 |
| Beenvisachtigen (Osteichthyes) | Straalvinnigen (Actinopterygii) | Beenvissen (Teleostei)                                    | Stekelvinnigen (Acanthopterygii)              | Baarsachtigen (Perciformes)             | Grondelachtigen (Gobioidei)                     | Grondels (Gobiidae)                           | Gillichthys                                 | Gillichthys mirabilis                           |                                                 |                                                 |
| Beenvisachtigen (Osteichthyes) | Straalvinnigen (Actinopterygii) | Beenvissen (Teleostei)                                    | Stekelvinnigen (Acanthopterygii)              | Baarsachtigen (Perciformes)             | Grondelachtigen (Gobioidei)                     | Grondels (Gobiidae)                           | Gillichthys                                 | Gillichthys seta                                |                                                 |                                                 |
| Beenvisachtigen (Osteichthyes) | Straalvinnigen (Actinopterygii) | Beenvissen (Teleostei)                                    | Stekelvinnigen (Acanthopterygii)              | Baarsachtigen (Perciformes)             | Grondelachtigen (Gobioidei)                     | Grondels (Gobiidae)                           | Quietula                                    | Quietula guaymasiae                             |                                                 |                                                 |
| Beenvisachtigen (Osteichthyes) | Straalvinnigen (Actinopterygii) | Beenvissen (Teleostei)                                    | Stekelvinnigen (Acanthopterygii)              | Baarsachtigen (Perciformes)             | Grondelachtigen (Gobioidei)                     | Grondels (Gobiidae)                           | Ctenogobius                                 | Ctenogobius sagittula                           |                                                 |                                                 |
| Beenvisachtigen (Osteichthyes) | Straalvinnigen (Actinopterygii) | Beenvissen (Teleostei)                                    | Stekelvinnigen (Acanthopterygii)              | Baarsachtigen (Perciformes)             | Grondelachtigen (Gobioidei)                     | Grondels (Gobiidae)                           | Pseudapocryptes                             | Pseudapocryptes elongatus                       |                                                 |                                                 |
| Beenvisachtigen (Osteichthyes) | Straalvinnigen (Actinopterygii) | Beenvissen (Teleostei)                                    | Stekelvinnigen (Acanthopterygii)              | Baarsachtigen (Perciformes)             | Grondelachtigen (Gobioidei)                     | Grondels (Gobiidae)                           | Apocryptes                                  | Apocryptes bato                                 |                                                 |                                                 |
| Beenvisachtigen (Osteichthyes) | Straalvinnigen (Actinopterygii) | Beenvissen (Teleostei)                                    | Stekelvinnigen (Acanthopterygii)              | Baarsachtigen (Perciformes)             | Grondelachtigen (Gobioidei)                     | Grondels (Gobiidae)                           | Favonigobius                                | Favonigobius exquisitus                         |                                                 |                                                 |
| Beenvisachtigen (Osteichthyes) | Straalvinnigen (Actinopterygii) | Beenvissen (Teleostei)                                    | Stekelvinnigen (Acanthopterygii)              | Baarsachtigen (Perciformes)             | Grondelachtigen (Gobioidei)                     | Grondels (Gobiidae)                           | Pseudogobius                                | Pseudogobius olorum                             |                                                 |                                                 |
| Beenvisachtigen (Osteichthyes) | Straalvinnigen (Actinopterygii) | Beenvissen (Teleostei)                                    | Stekelvinnigen (Acanthopterygii)              | Baarsachtigen (Perciformes)             | Grondelachtigen (Gobioidei)                     | Grondels (Gobiidae)                           | Arenigobius                                 | Arenigobius leftwichi                           |                                                 |                                                 |
| Beenvisachtigen (Osteichthyes) | Straalvinnigen (Actinopterygii) | Beenvissen (Teleostei)                                    | Stekelvinnigen (Acanthopterygii)              | Baarsachtigen (Perciformes)             | Grondelachtigen (Gobioidei)                     | Grondels (Gobiidae)                           | Arenigobius                                 | Arenigobius bifrenatus                          |                                                 |                                                 |
| Beenvisachtigen (Osteichthyes) | Straalvinnigen (Actinopterygii) | Beenvissen (Teleostei)                                    | Stekelvinnigen (Acanthopterygii)              | Baarsachtigen (Perciformes)             | Grondelachtigen (Gobioidei)                     | Grondels (Gobiidae)                           | Arenigobius                                 | Arenigobius frenatus                            |                                                 |                                                 |
| Beenvisachtigen (Osteichthyes) | Straalvinnigen (Actinopterygii) | Beenvissen (Teleostei)                                    | Stekelvinnigen (Acanthopterygii)              | Baarsachtigen (Perciformes)             | Grondelachtigen (Gobioidei)                     | Grondels (Gobiidae)                           | Cryptocentroides                            | Cryptocentroides cristatus                      |                                                 |                                                 |
| Beenvisachtigen (Osteichthyes) | Straalvinnigen (Actinopterygii) | Beenvissen (Teleostei)                                    | Stekelvinnigen (Acanthopterygii)              | Baarsachtigen (Perciformes)             | Grondelachtigen (Gobioidei)                     | Grondels (Gobiidae)                           | Mugilogobius                                | Mugilogobius paludis                            |                                                 |                                                 |
| Beenvisachtigen (Osteichthyes) | Straalvinnigen (Actinopterygii) | Beenvissen (Teleostei)                                    | Stekelvinnigen (Acanthopterygii)              | Baarsachtigen (Perciformes)             | Grondelachtigen (Gobioidei)                     | Grondels (Gobiidae)                           | Mugilogobius                                | Mugilogobius stigmaticus                        |                                                 |                                                 |
| Beenvisachtigen (Osteichthyes) | Straalvinnigen (Actinopterygii) | Beenvissen (Teleostei)                                    | Stekelvinnigen (Acanthopterygii)              | Baarsachtigen (Perciformes)             | Grondelachtigen (Gobioidei)                     | Grondels (Gobiidae)                           | Chlamydogobius                              | Chlamydogobius eremius                          |                                                 |                                                 |
| Beenvisachtigen (Osteichthyes) | Straalvinnigen (Actinopterygii) | Beenvissen (Teleostei)                                    | Stekelvinnigen (Acanthopterygii)              | Baarsachtigen (Perciformes)             | Grondelachtigen (Gobioidei)                     | Grondels (Gobiidae)                           | Chlamydogobius                              | Chlamydogobius gloveri                          |                                                 |                                                 |
| Beenvisachtigen (Osteichthyes) | Straalvinnigen (Actinopterygii) | Beenvissen (Teleostei)                                    | Stekelvinnigen (Acanthopterygii)              | Baarsachtigen (Perciformes)             | Grondelachtigen (Gobioidei)                     | Grondels (Gobiidae)                           | Chlamydogobius                              | Chlamydogobius japalpa                          |                                                 |                                                 |
| Beenvisachtigen (Osteichthyes) | Straalvinnigen (Actinopterygii) | Beenvissen (Teleostei)                                    | Stekelvinnigen (Acanthopterygii)              | Baarsachtigen (Perciformes)             | Grondelachtigen (Gobioidei)                     | Grondels (Gobiidae)                           | Chlamydogobius                              | Chlamydogobius micropterus                      |                                                 |                                                 |
| Beenvisachtigen (Osteichthyes) | Straalvinnigen (Actinopterygii) | Beenvissen (Teleostei)                                    | Stekelvinnigen (Acanthopterygii)              | Baarsachtigen (Perciformes)             | Grondelachtigen (Gobioidei)                     | Grondels (Gobiidae)                           | Chlamydogobius                              | Chlamydogobius ranunculus                       |                                                 |                                                 |
| Beenvisachtigen (Osteichthyes) | Straalvinnigen (Actinopterygii) | Beenvissen (Teleostei)                                    | Stekelvinnigen (Acanthopterygii)              | Baarsachtigen (Perciformes)             | Grondelachtigen (Gobioidei)                     | Grondels (Gobiidae)                           | Chlamydogobius                              | Chlamydogobius squamigenus                      |                                                 |                                                 |
| Beenvisachtigen (Osteichthyes) | Straalvinnigen (Actinopterygii) | Beenvissen (Teleostei)                                    | Stekelvinnigen (Acanthopterygii)              | Baarsachtigen (Perciformes)             | Grondelachtigen (Gobioidei)                     | Grondels (Gobiidae)                           | Odontamblyopus                              | Odontamblyopus rubicundus                       |                                                 |                                                 |
| Beenvisachtigen (Osteichthyes) | Straalvinnigen (Actinopterygii) | Beenvissen (Teleostei)                                    | Stekelvinnigen (Acanthopterygii)              | Baarsachtigen (Perciformes)             | Labyrintvisachtigen (Anabantoidei)              |                                               | Klimbaarzen of labyrintvissen (Anabantidae) |                                                 | Anabas                                          | Klimbaars (Anabas testudineus)                  |
| Beenvisachtigen (Osteichthyes) | Straalvinnigen (Actinopterygii) | Beenvissen (Teleostei)                                    | Stekelvinnigen (Acanthopterygii)              | Baarsachtigen (Perciformes)             | Labyrintvisachtigen (Anabantoidei)              | Ctenopoma                                     | Klimbaarzen of labyrintvissen (Anabantidae) | Ctenopoma acutirostre                           |                                                 |                                                 |
| Beenvisachtigen (Osteichthyes) | Straalvinnigen (Actinopterygii) | Beenvissen (Teleostei)                                    | Stekelvinnigen (Acanthopterygii)              | Baarsachtigen (Perciformes)             | Labyrintvisachtigen (Anabantoidei)              | Ctenopoma                                     | Klimbaarzen of labyrintvissen (Anabantidae) | Ctenopoma argentoventer                         |                                                 |                                                 |
| Beenvisachtigen (Osteichthyes) | Straalvinnigen (Actinopterygii) | Beenvissen (Teleostei)                                    | Stekelvinnigen (Acanthopterygii)              | Baarsachtigen (Perciformes)             | Labyrintvisachtigen (Anabantoidei)              | Ctenopoma                                     | Klimbaarzen of labyrintvissen (Anabantidae) | Ctenopoma ashbysmithi                           |                                                 |                                                 |
| Beenvisachtigen (Osteichthyes) | Straalvinnigen (Actinopterygii) | Beenvissen (Teleostei)                                    | Stekelvinnigen (Acanthopterygii)              | Baarsachtigen (Perciformes)             | Labyrintvisachtigen (Anabantoidei)              | Ctenopoma                                     | Klimbaarzen of labyrintvissen (Anabantidae) | Ctenopoma breviventrale                         |                                                 |                                                 |
| Beenvisachtigen (Osteichthyes) | Straalvinnigen (Actinopterygii) | Beenvissen (Teleostei)                                    | Stekelvinnigen (Acanthopterygii)              | Baarsachtigen (Perciformes)             | Labyrintvisachtigen (Anabantoidei)              | Ctenopoma                                     | Klimbaarzen of labyrintvissen (Anabantidae) | Ctenopoma ctenotis                              |                                                 |                                                 |
| Beenvisachtigen (Osteichthyes) | Straalvinnigen (Actinopterygii) | Beenvissen (Teleostei)                                    | Stekelvinnigen (Acanthopterygii)              | Baarsachtigen (Perciformes)             | Labyrintvisachtigen (Anabantoidei)              | Ctenopoma                                     | Klimbaarzen of labyrintvissen (Anabantidae) | Ctenopoma garuanum                              |                                                 |                                                 |
| Beenvisachtigen (Osteichthyes) | Straalvinnigen (Actinopterygii) | Beenvissen (Teleostei)                                    | Stekelvinnigen (Acanthopterygii)              | Baarsachtigen (Perciformes)             | Labyrintvisachtigen (Anabantoidei)              | Ctenopoma                                     | Klimbaarzen of labyrintvissen (Anabantidae) | Ctenopoma kingsleyae                            |                                                 |                                                 |
| Beenvisachtigen (Osteichthyes) | Straalvinnigen (Actinopterygii) | Beenvissen (Teleostei)                                    | Stekelvinnigen (Acanthopterygii)              | Baarsachtigen (Perciformes)             | Labyrintvisachtigen (Anabantoidei)              | Ctenopoma                                     | Klimbaarzen of labyrintvissen (Anabantidae) | Ctenopoma machadoi                              |                                                 |                                                 |
| Beenvisachtigen (Osteichthyes) | Straalvinnigen (Actinopterygii) | Beenvissen (Teleostei)                                    | Stekelvinnigen (Acanthopterygii)              | Baarsachtigen (Perciformes)             | Labyrintvisachtigen (Anabantoidei)              | Ctenopoma                                     | Klimbaarzen of labyrintvissen (Anabantidae) | Ctenopoma maculatum                             |                                                 |                                                 |
| Beenvisachtigen (Osteichthyes) | Straalvinnigen (Actinopterygii) | Beenvissen (Teleostei)                                    | Stekelvinnigen (Acanthopterygii)              | Baarsachtigen (Perciformes)             | Labyrintvisachtigen (Anabantoidei)              | Ctenopoma                                     | Klimbaarzen of labyrintvissen (Anabantidae) | Ctenopoma multispine                            |                                                 |                                                 |
| Beenvisachtigen (Osteichthyes) | Straalvinnigen (Actinopterygii) | Beenvissen (Teleostei)                                    | Stekelvinnigen (Acanthopterygii)              | Baarsachtigen (Perciformes)             | Labyrintvisachtigen (Anabantoidei)              | Ctenopoma                                     | Klimbaarzen of labyrintvissen (Anabantidae) | Ctenopoma muriei                                |                                                 |                                                 |
| Beenvisachtigen (Osteichthyes) | Straalvinnigen (Actinopterygii) | Beenvissen (Teleostei)                                    | Stekelvinnigen (Acanthopterygii)              | Baarsachtigen (Perciformes)             | Labyrintvisachtigen (Anabantoidei)              | Ctenopoma                                     | Klimbaarzen of labyrintvissen (Anabantidae) | Ctenopoma nebulosum                             |                                                 |                                                 |
| Beenvisachtigen (Osteichthyes) | Straalvinnigen (Actinopterygii) | Beenvissen (Teleostei)                                    | Stekelvinnigen (Acanthopterygii)              | Baarsachtigen (Perciformes)             | Labyrintvisachtigen (Anabantoidei)              | Ctenopoma                                     | Klimbaarzen of labyrintvissen (Anabantidae) | Ctenopoma nigropannosum                         |                                                 |                                                 |
| Beenvisachtigen (Osteichthyes) | Straalvinnigen (Actinopterygii) | Beenvissen (Teleostei)                                    | Stekelvinnigen (Acanthopterygii)              | Baarsachtigen (Perciformes)             | Labyrintvisachtigen (Anabantoidei)              | Ctenopoma                                     | Klimbaarzen of labyrintvissen (Anabantidae) | Ctenopoma ocellatum                             |                                                 |                                                 |
| Beenvisachtigen (Osteichthyes) | Straalvinnigen (Actinopterygii) | Beenvissen (Teleostei)                                    | Stekelvinnigen (Acanthopterygii)              | Baarsachtigen (Perciformes)             | Labyrintvisachtigen (Anabantoidei)              | Ctenopoma                                     | Klimbaarzen of labyrintvissen (Anabantidae) | Ctenopoma oxyrhynchum                           |                                                 |                                                 |
| Beenvisachtigen (Osteichthyes) | Straalvinnigen (Actinopterygii) | Beenvissen (Teleostei)                                    | Stekelvinnigen (Acanthopterygii)              | Baarsachtigen (Perciformes)             | Labyrintvisachtigen (Anabantoidei)              | Ctenopoma                                     | Klimbaarzen of labyrintvissen (Anabantidae) | Ctenopoma pellegrini                            |                                                 |                                                 |
| Beenvisachtigen (Osteichthyes) | Straalvinnigen (Actinopterygii) | Beenvissen (Teleostei)                                    | Stekelvinnigen (Acanthopterygii)              | Baarsachtigen (Perciformes)             | Labyrintvisachtigen (Anabantoidei)              | Ctenopoma                                     | Klimbaarzen of labyrintvissen (Anabantidae) | Ctenopoma petherici                             |                                                 |                                                 |
| Beenvisachtigen (Osteichthyes) | Straalvinnigen (Actinopterygii) | Beenvissen (Teleostei)                                    | Stekelvinnigen (Acanthopterygii)              | Baarsachtigen (Perciformes)             | Labyrintvisachtigen (Anabantoidei)              | Ctenopoma                                     | Klimbaarzen of labyrintvissen (Anabantidae) | Ctenopoma riggenbachi                           |                                                 |                                                 |
| Beenvisachtigen (Osteichthyes) | Straalvinnigen (Actinopterygii) | Beenvissen (Teleostei)                                    | Stekelvinnigen (Acanthopterygii)              | Baarsachtigen (Perciformes)             | Labyrintvisachtigen (Anabantoidei)              | Ctenopoma                                     | Klimbaarzen of labyrintvissen (Anabantidae) | Ctenopoma togoensis                             |                                                 |                                                 |
| Beenvisachtigen (Osteichthyes) | Straalvinnigen (Actinopterygii) | Beenvissen (Teleostei)                                    | Stekelvinnigen (Acanthopterygii)              | Baarsachtigen (Perciformes)             | Labyrintvisachtigen (Anabantoidei)              | Ctenopoma                                     | Klimbaarzen of labyrintvissen (Anabantidae) | Ctenopoma weeksii                               |                                                 |                                                 |
| Beenvisachtigen (Osteichthyes) | Straalvinnigen (Actinopterygii) | Beenvissen (Teleostei)                                    | Stekelvinnigen (Acanthopterygii)              | Baarsachtigen (Perciformes)             | Labyrintvisachtigen (Anabantoidei)              | Microctenopoma                                | Klimbaarzen of labyrintvissen (Anabantidae) | Microctenopoma ansorgii                         |                                                 |                                                 |
| Beenvisachtigen (Osteichthyes) | Straalvinnigen (Actinopterygii) | Beenvissen (Teleostei)                                    | Stekelvinnigen (Acanthopterygii)              | Baarsachtigen (Perciformes)             | Labyrintvisachtigen (Anabantoidei)              | Microctenopoma                                | Klimbaarzen of labyrintvissen (Anabantidae) | Microctenopoma congicum                         |                                                 |                                                 |
| Beenvisachtigen (Osteichthyes) | Straalvinnigen (Actinopterygii) | Beenvissen (Teleostei)                                    | Stekelvinnigen (Acanthopterygii)              | Baarsachtigen (Perciformes)             | Labyrintvisachtigen (Anabantoidei)              | Microctenopoma                                | Klimbaarzen of labyrintvissen (Anabantidae) | Microctenopoma damasi                           |                                                 |                                                 |
| Beenvisachtigen (Osteichthyes) | Straalvinnigen (Actinopterygii) | Beenvissen (Teleostei)                                    | Stekelvinnigen (Acanthopterygii)              | Baarsachtigen (Perciformes)             | Labyrintvisachtigen (Anabantoidei)              | Microctenopoma                                | Klimbaarzen of labyrintvissen (Anabantidae) | Microctenopoma fasciolatum                      |                                                 |                                                 |
| Beenvisachtigen (Osteichthyes) | Straalvinnigen (Actinopterygii) | Beenvissen (Teleostei)                                    | Stekelvinnigen (Acanthopterygii)              | Baarsachtigen (Perciformes)             | Labyrintvisachtigen (Anabantoidei)              | Microctenopoma                                | Klimbaarzen of labyrintvissen (Anabantidae) | Microctenopoma intermedium                      |                                                 |                                                 |
| Beenvisachtigen (Osteichthyes) | Straalvinnigen (Actinopterygii) | Beenvissen (Teleostei)                                    | Stekelvinnigen (Acanthopterygii)              | Baarsachtigen (Perciformes)             | Labyrintvisachtigen (Anabantoidei)              | Microctenopoma                                | Klimbaarzen of labyrintvissen (Anabantidae) | Microctenopoma lineatum                         |                                                 |                                                 |
| Beenvisachtigen (Osteichthyes) | Straalvinnigen (Actinopterygii) | Beenvissen (Teleostei)                                    | Stekelvinnigen (Acanthopterygii)              | Baarsachtigen (Perciformes)             | Labyrintvisachtigen (Anabantoidei)              | Microctenopoma                                | Klimbaarzen of labyrintvissen (Anabantidae) | Microctenopoma milleri                          |                                                 |                                                 |
| Beenvisachtigen (Osteichthyes) | Straalvinnigen (Actinopterygii) | Beenvissen (Teleostei)                                    | Stekelvinnigen (Acanthopterygii)              | Baarsachtigen (Perciformes)             | Labyrintvisachtigen (Anabantoidei)              | Microctenopoma                                | Klimbaarzen of labyrintvissen (Anabantidae) | Microctenopoma nanum                            |                                                 |                                                 |
| Beenvisachtigen (Osteichthyes) | Straalvinnigen (Actinopterygii) | Beenvissen (Teleostei)                                    | Stekelvinnigen (Acanthopterygii)              | Baarsachtigen (Perciformes)             | Labyrintvisachtigen (Anabantoidei)              | Microctenopoma                                | Klimbaarzen of labyrintvissen (Anabantidae) | Microctenopoma nigricans                        |                                                 |                                                 |
| Beenvisachtigen (Osteichthyes) | Straalvinnigen (Actinopterygii) | Beenvissen (Teleostei)                                    | Stekelvinnigen (Acanthopterygii)              | Baarsachtigen (Perciformes)             | Labyrintvisachtigen (Anabantoidei)              | Microctenopoma                                | Klimbaarzen of labyrintvissen (Anabantidae) | Microctenopoma ocellifer                        |                                                 |                                                 |
| Beenvisachtigen (Osteichthyes) | Straalvinnigen (Actinopterygii) | Beenvissen (Teleostei)                                    | Stekelvinnigen (Acanthopterygii)              | Baarsachtigen (Perciformes)             | Labyrintvisachtigen (Anabantoidei)              | Microctenopoma                                | Klimbaarzen of labyrintvissen (Anabantidae) | Microctenopoma pekkolai                         |                                                 |                                                 |
| Beenvisachtigen (Osteichthyes) | Straalvinnigen (Actinopterygii) | Beenvissen (Teleostei)                                    | Stekelvinnigen (Acanthopterygii)              | Baarsachtigen (Perciformes)             | Labyrintvisachtigen (Anabantoidei)              | Microctenopoma                                | Klimbaarzen of labyrintvissen (Anabantidae) | Microctenopoma uelense                          |                                                 |                                                 |
| Beenvisachtigen (Osteichthyes) | Straalvinnigen (Actinopterygii) | Beenvissen (Teleostei)                                    | Stekelvinnigen (Acanthopterygii)              | Baarsachtigen (Perciformes)             | Labyrintvisachtigen (Anabantoidei)              | Sandelia                                      | Klimbaarzen of labyrintvissen (Anabantidae) | Sandelia bainsii                                |                                                 |                                                 |
| Beenvisachtigen (Osteichthyes) | Straalvinnigen (Actinopterygii) | Beenvissen (Teleostei)                                    | Stekelvinnigen (Acanthopterygii)              | Baarsachtigen (Perciformes)             | Labyrintvisachtigen (Anabantoidei)              | Sandelia                                      | Klimbaarzen of labyrintvissen (Anabantidae) | Sandelia capensis                               |                                                 |                                                 |
| Beenvisachtigen (Osteichthyes) | Straalvinnigen (Actinopterygii) | Beenvissen (Teleostei)                                    | Stekelvinnigen (Acanthopterygii)              | Baarsachtigen (Perciformes)             | Labyrintvisachtigen (Anabantoidei)              | zoengoerami's (Helostomatidae)                |                                             | Helostoma                                       | Zoenvis (Helostoma temminckii)                  |                                                 |
| Beenvisachtigen (Osteichthyes) | Straalvinnigen (Actinopterygii) | Beenvissen (Teleostei)                                    | Stekelvinnigen (Acanthopterygii)              | Baarsachtigen (Perciformes)             | Labyrintvisachtigen (Anabantoidei)              | Echte goerami's (Osphronemidae)               | Belontiinae                                 | Belontia                                        | Belontia hasselti                               |                                                 |
| Beenvisachtigen (Osteichthyes) | Straalvinnigen (Actinopterygii) | Beenvissen (Teleostei)                                    | Stekelvinnigen (Acanthopterygii)              | Baarsachtigen (Perciformes)             | Labyrintvisachtigen (Anabantoidei)              | Echte goerami's (Osphronemidae)               | Belontiinae                                 | Belontia                                        | Belontia signata                                |                                                 |
| Beenvisachtigen (Osteichthyes) | Straalvinnigen (Actinopterygii) | Beenvissen (Teleostei)                                    | Stekelvinnigen (Acanthopterygii)              | Baarsachtigen (Perciformes)             | Labyrintvisachtigen (Anabantoidei)              | Echte goerami's (Osphronemidae)               | Luciocephalinae                             | Colisa                                          | Diklipgoerami (Colisa labiosa)                  |                                                 |
| Beenvisachtigen (Osteichthyes) | Straalvinnigen (Actinopterygii) | Beenvissen (Teleostei)                                    | Stekelvinnigen (Acanthopterygii)              | Baarsachtigen (Perciformes)             | Labyrintvisachtigen (Anabantoidei)              | Echte goerami's (Osphronemidae)               | Luciocephalinae                             | Ctenops                                         | Ctenops nobilis                                 |                                                 |
| Beenvisachtigen (Osteichthyes) | Straalvinnigen (Actinopterygii) | Beenvissen (Teleostei)                                    | Stekelvinnigen (Acanthopterygii)              | Baarsachtigen (Perciformes)             | Labyrintvisachtigen (Anabantoidei)              | Echte goerami's (Osphronemidae)               | Luciocephalinae                             | Luciocephalus                                   | Luciocephalus pulcher                           |                                                 |
| Beenvisachtigen (Osteichthyes) | Straalvinnigen (Actinopterygii) | Beenvissen (Teleostei)                                    | Stekelvinnigen (Acanthopterygii)              | Baarsachtigen (Perciformes)             | Labyrintvisachtigen (Anabantoidei)              | Echte goerami's (Osphronemidae)               | Luciocephalinae                             | Parasphaerichthys                               | Parasphaerichthys ocellatus                     |                                                 |
| Beenvisachtigen (Osteichthyes) | Straalvinnigen (Actinopterygii) | Beenvissen (Teleostei)                                    | Stekelvinnigen (Acanthopterygii)              | Baarsachtigen (Perciformes)             | Labyrintvisachtigen (Anabantoidei)              | Echte goerami's (Osphronemidae)               | Luciocephalinae                             | Sphaerichthys                                   | Sphaerichthys acrostoma                         |                                                 |
| Beenvisachtigen (Osteichthyes) | Straalvinnigen (Actinopterygii) | Beenvissen (Teleostei)                                    | Stekelvinnigen (Acanthopterygii)              | Baarsachtigen (Perciformes)             | Labyrintvisachtigen (Anabantoidei)              | Echte goerami's (Osphronemidae)               | Luciocephalinae                             | Sphaerichthys                                   | Chocoladegoerami (Sphaerichthys osphromenoides) |                                                 |
| Beenvisachtigen (Osteichthyes) | Straalvinnigen (Actinopterygii) | Beenvissen (Teleostei)                                    | Stekelvinnigen (Acanthopterygii)              | Baarsachtigen (Perciformes)             | Labyrintvisachtigen (Anabantoidei)              | Echte goerami's (Osphronemidae)               | Luciocephalinae                             | Sphaerichthys                                   | Sphaerichthys selatanensis                      |                                                 |
| Beenvisachtigen (Osteichthyes) | Straalvinnigen (Actinopterygii) | Beenvissen (Teleostei)                                    | Stekelvinnigen (Acanthopterygii)              | Baarsachtigen (Perciformes)             | Labyrintvisachtigen (Anabantoidei)              | Echte goerami's (Osphronemidae)               | Luciocephalinae                             | Sphaerichthys                                   | Sphaerichthys vaillanti                         |                                                 |
| Beenvisachtigen (Osteichthyes) | Straalvinnigen (Actinopterygii) | Beenvissen (Teleostei)                                    | Stekelvinnigen (Acanthopterygii)              | Baarsachtigen (Perciformes)             | Labyrintvisachtigen (Anabantoidei)              | Echte goerami's (Osphronemidae)               | Luciocephalinae                             | Trichogaster                                    | Honinggoerami (Trichogaster chuna)              |                                                 |
| Beenvisachtigen (Osteichthyes) | Straalvinnigen (Actinopterygii) | Beenvissen (Teleostei)                                    | Stekelvinnigen (Acanthopterygii)              | Baarsachtigen (Perciformes)             | Labyrintvisachtigen (Anabantoidei)              | Echte goerami's (Osphronemidae)               | Luciocephalinae                             | Trichogaster                                    | Trichogaster fasciata                           |                                                 |
| Beenvisachtigen (Osteichthyes) | Straalvinnigen (Actinopterygii) | Beenvissen (Teleostei)                                    | Stekelvinnigen (Acanthopterygii)              | Baarsachtigen (Perciformes)             | Labyrintvisachtigen (Anabantoidei)              | Echte goerami's (Osphronemidae)               | Luciocephalinae                             | Trichogaster                                    | Dwerggoerami (Trichogaster lalius)              |                                                 |
| Beenvisachtigen (Osteichthyes) | Straalvinnigen (Actinopterygii) | Beenvissen (Teleostei)                                    | Stekelvinnigen (Acanthopterygii)              | Baarsachtigen (Perciformes)             | Labyrintvisachtigen (Anabantoidei)              | Echte goerami's (Osphronemidae)               | Luciocephalinae                             | Trichogaster                                    | Diamantgoerami (Trichogaster leerii)            |                                                 |
| Beenvisachtigen (Osteichthyes) | Straalvinnigen (Actinopterygii) | Beenvissen (Teleostei)                                    | Stekelvinnigen (Acanthopterygii)              | Baarsachtigen (Perciformes)             | Labyrintvisachtigen (Anabantoidei)              | Echte goerami's (Osphronemidae)               | Luciocephalinae                             | Trichogaster                                    | Trichogaster microlepis                         |                                                 |
| Beenvisachtigen (Osteichthyes) | Straalvinnigen (Actinopterygii) | Beenvissen (Teleostei)                                    | Stekelvinnigen (Acanthopterygii)              | Baarsachtigen (Perciformes)             | Labyrintvisachtigen (Anabantoidei)              | Echte goerami's (Osphronemidae)               | Luciocephalinae                             | Trichogaster                                    | Gewone draadgoerami (Trichogaster pectoralis)   |                                                 |
| Beenvisachtigen (Osteichthyes) | Straalvinnigen (Actinopterygii) | Beenvissen (Teleostei)                                    | Stekelvinnigen (Acanthopterygii)              | Baarsachtigen (Perciformes)             | Labyrintvisachtigen (Anabantoidei)              | Echte goerami's (Osphronemidae)               | Luciocephalinae                             | Trichogaster                                    | Blauwe spat (Trichogaster trichopterus)         |                                                 |
| Beenvisachtigen (Osteichthyes) | Straalvinnigen (Actinopterygii) | Beenvissen (Teleostei)                                    | Stekelvinnigen (Acanthopterygii)              | Baarsachtigen (Perciformes)             | Labyrintvisachtigen (Anabantoidei)              | Echte goerami's (Osphronemidae)               | Macropodinae                                | Betta                                           | Betta akarensis                                 |                                                 |
| Beenvisachtigen (Osteichthyes) | Straalvinnigen (Actinopterygii) | Beenvissen (Teleostei)                                    | Stekelvinnigen (Acanthopterygii)              | Baarsachtigen (Perciformes)             | Labyrintvisachtigen (Anabantoidei)              | Echte goerami's (Osphronemidae)               | Macropodinae                                | Betta                                           | Betta albimarginata                             |                                                 |
| Beenvisachtigen (Osteichthyes) | Straalvinnigen (Actinopterygii) | Beenvissen (Teleostei)                                    | Stekelvinnigen (Acanthopterygii)              | Baarsachtigen (Perciformes)             | Labyrintvisachtigen (Anabantoidei)              | Echte goerami's (Osphronemidae)               | Macropodinae                                | Betta                                           | Betta anabatoides                               |                                                 |
| Beenvisachtigen (Osteichthyes) | Straalvinnigen (Actinopterygii) | Beenvissen (Teleostei)                                    | Stekelvinnigen (Acanthopterygii)              | Baarsachtigen (Perciformes)             | Labyrintvisachtigen (Anabantoidei)              | Echte goerami's (Osphronemidae)               | Macropodinae                                | Betta                                           | Betta antoni                                    |                                                 |
| Beenvisachtigen (Osteichthyes) | Straalvinnigen (Actinopterygii) | Beenvissen (Teleostei)                                    | Stekelvinnigen (Acanthopterygii)              | Baarsachtigen (Perciformes)             | Labyrintvisachtigen (Anabantoidei)              | Echte goerami's (Osphronemidae)               | Macropodinae                                | Betta                                           | Betta balunga                                   |                                                 |
| Beenvisachtigen (Osteichthyes) | Straalvinnigen (Actinopterygii) | Beenvissen (Teleostei)                                    | Stekelvinnigen (Acanthopterygii)              | Baarsachtigen (Perciformes)             | Labyrintvisachtigen (Anabantoidei)              | Echte goerami's (Osphronemidae)               | Macropodinae                                | Betta                                           | Betta bellica                                   |                                                 |
| Beenvisachtigen (Osteichthyes) | Straalvinnigen (Actinopterygii) | Beenvissen (Teleostei)                                    | Stekelvinnigen (Acanthopterygii)              | Baarsachtigen (Perciformes)             | Labyrintvisachtigen (Anabantoidei)              | Echte goerami's (Osphronemidae)               | Macropodinae                                | Betta                                           | Betta breviobesus                               |                                                 |
| Beenvisachtigen (Osteichthyes) | Straalvinnigen (Actinopterygii) | Beenvissen (Teleostei)                                    | Stekelvinnigen (Acanthopterygii)              | Baarsachtigen (Perciformes)             | Labyrintvisachtigen (Anabantoidei)              | Echte goerami's (Osphronemidae)               | Macropodinae                                | Betta                                           | Betta brownorum                                 |                                                 |
| Beenvisachtigen (Osteichthyes) | Straalvinnigen (Actinopterygii) | Beenvissen (Teleostei)                                    | Stekelvinnigen (Acanthopterygii)              | Baarsachtigen (Perciformes)             | Labyrintvisachtigen (Anabantoidei)              | Echte goerami's (Osphronemidae)               | Macropodinae                                | Betta                                           | Betta burdigala                                 |                                                 |
| Beenvisachtigen (Osteichthyes) | Straalvinnigen (Actinopterygii) | Beenvissen (Teleostei)                                    | Stekelvinnigen (Acanthopterygii)              | Baarsachtigen (Perciformes)             | Labyrintvisachtigen (Anabantoidei)              | Echte goerami's (Osphronemidae)               | Macropodinae                                | Betta                                           | Betta channoides                                |                                                 |
| Beenvisachtigen (Osteichthyes) | Straalvinnigen (Actinopterygii) | Beenvissen (Teleostei)                                    | Stekelvinnigen (Acanthopterygii)              | Baarsachtigen (Perciformes)             | Labyrintvisachtigen (Anabantoidei)              | Echte goerami's (Osphronemidae)               | Macropodinae                                | Betta                                           | Betta chini                                     |                                                 |
| Beenvisachtigen (Osteichthyes) | Straalvinnigen (Actinopterygii) | Beenvissen (Teleostei)                                    | Stekelvinnigen (Acanthopterygii)              | Baarsachtigen (Perciformes)             | Labyrintvisachtigen (Anabantoidei)              | Echte goerami's (Osphronemidae)               | Macropodinae                                | Betta                                           | Betta chloropharynx                             |                                                 |
| Beenvisachtigen (Osteichthyes) | Straalvinnigen (Actinopterygii) | Beenvissen (Teleostei)                                    | Stekelvinnigen (Acanthopterygii)              | Baarsachtigen (Perciformes)             | Labyrintvisachtigen (Anabantoidei)              | Echte goerami's (Osphronemidae)               | Macropodinae                                | Betta                                           | Betta coccina                                   |                                                 |
| Beenvisachtigen (Osteichthyes) | Straalvinnigen (Actinopterygii) | Beenvissen (Teleostei)                                    | Stekelvinnigen (Acanthopterygii)              | Baarsachtigen (Perciformes)             | Labyrintvisachtigen (Anabantoidei)              | Echte goerami's (Osphronemidae)               | Macropodinae                                | Betta                                           | Betta compuncta                                 |                                                 |
| Beenvisachtigen (Osteichthyes) | Straalvinnigen (Actinopterygii) | Beenvissen (Teleostei)                                    | Stekelvinnigen (Acanthopterygii)              | Baarsachtigen (Perciformes)             | Labyrintvisachtigen (Anabantoidei)              | Echte goerami's (Osphronemidae)               | Macropodinae                                | Betta                                           | Betta dimidiata                                 |                                                 |
| Beenvisachtigen (Osteichthyes) | Straalvinnigen (Actinopterygii) | Beenvissen (Teleostei)                                    | Stekelvinnigen (Acanthopterygii)              | Baarsachtigen (Perciformes)             | Labyrintvisachtigen (Anabantoidei)              | Echte goerami's (Osphronemidae)               | Macropodinae                                | Betta                                           | Betta edithae                                   |                                                 |
| Beenvisachtigen (Osteichthyes) | Straalvinnigen (Actinopterygii) | Beenvissen (Teleostei)                                    | Stekelvinnigen (Acanthopterygii)              | Baarsachtigen (Perciformes)             | Labyrintvisachtigen (Anabantoidei)              | Echte goerami's (Osphronemidae)               | Macropodinae                                | Betta                                           | Betta enisae                                    |                                                 |
| Beenvisachtigen (Osteichthyes) | Straalvinnigen (Actinopterygii) | Beenvissen (Teleostei)                                    | Stekelvinnigen (Acanthopterygii)              | Baarsachtigen (Perciformes)             | Labyrintvisachtigen (Anabantoidei)              | Echte goerami's (Osphronemidae)               | Macropodinae                                | Betta                                           | Betta falx                                      |                                                 |
| Beenvisachtigen (Osteichthyes) | Straalvinnigen (Actinopterygii) | Beenvissen (Teleostei)                                    | Stekelvinnigen (Acanthopterygii)              | Baarsachtigen (Perciformes)             | Labyrintvisachtigen (Anabantoidei)              | Echte goerami's (Osphronemidae)               | Macropodinae                                | Betta                                           | Betta foerschi                                  |                                                 |
| Beenvisachtigen (Osteichthyes) | Straalvinnigen (Actinopterygii) | Beenvissen (Teleostei)                                    | Stekelvinnigen (Acanthopterygii)              | Baarsachtigen (Perciformes)             | Labyrintvisachtigen (Anabantoidei)              | Echte goerami's (Osphronemidae)               | Macropodinae                                | Betta                                           | Betta fusca                                     |                                                 |
| Beenvisachtigen (Osteichthyes) | Straalvinnigen (Actinopterygii) | Beenvissen (Teleostei)                                    | Stekelvinnigen (Acanthopterygii)              | Baarsachtigen (Perciformes)             | Labyrintvisachtigen (Anabantoidei)              | Echte goerami's (Osphronemidae)               | Macropodinae                                | Betta                                           | Betta hipposideros                              |                                                 |
| Beenvisachtigen (Osteichthyes) | Straalvinnigen (Actinopterygii) | Beenvissen (Teleostei)                                    | Stekelvinnigen (Acanthopterygii)              | Baarsachtigen (Perciformes)             | Labyrintvisachtigen (Anabantoidei)              | Echte goerami's (Osphronemidae)               | Macropodinae                                | Betta                                           | Betta ibanorum                                  |                                                 |
| Beenvisachtigen (Osteichthyes) | Straalvinnigen (Actinopterygii) | Beenvissen (Teleostei)                                    | Stekelvinnigen (Acanthopterygii)              | Baarsachtigen (Perciformes)             | Labyrintvisachtigen (Anabantoidei)              | Echte goerami's (Osphronemidae)               | Macropodinae                                | Betta                                           | Betta ideii                                     |                                                 |
| Beenvisachtigen (Osteichthyes) | Straalvinnigen (Actinopterygii) | Beenvissen (Teleostei)                                    | Stekelvinnigen (Acanthopterygii)              | Baarsachtigen (Perciformes)             | Labyrintvisachtigen (Anabantoidei)              | Echte goerami's (Osphronemidae)               | Macropodinae                                | Betta                                           | Betta imbellis                                  |                                                 |
| Beenvisachtigen (Osteichthyes) | Straalvinnigen (Actinopterygii) | Beenvissen (Teleostei)                                    | Stekelvinnigen (Acanthopterygii)              | Baarsachtigen (Perciformes)             | Labyrintvisachtigen (Anabantoidei)              | Echte goerami's (Osphronemidae)               | Macropodinae                                | Betta                                           | Betta krataios                                  |                                                 |
| Beenvisachtigen (Osteichthyes) | Straalvinnigen (Actinopterygii) | Beenvissen (Teleostei)                                    | Stekelvinnigen (Acanthopterygii)              | Baarsachtigen (Perciformes)             | Labyrintvisachtigen (Anabantoidei)              | Echte goerami's (Osphronemidae)               | Macropodinae                                | Betta                                           | Betta livida                                    |                                                 |
| Beenvisachtigen (Osteichthyes) | Straalvinnigen (Actinopterygii) | Beenvissen (Teleostei)                                    | Stekelvinnigen (Acanthopterygii)              | Baarsachtigen (Perciformes)             | Labyrintvisachtigen (Anabantoidei)              | Echte goerami's (Osphronemidae)               | Macropodinae                                | Betta                                           | Betta macrostoma                                |                                                 |
| Beenvisachtigen (Osteichthyes) | Straalvinnigen (Actinopterygii) | Beenvissen (Teleostei)                                    | Stekelvinnigen (Acanthopterygii)              | Baarsachtigen (Perciformes)             | Labyrintvisachtigen (Anabantoidei)              | Echte goerami's (Osphronemidae)               | Macropodinae                                | Betta                                           | Betta mandor                                    |                                                 |
| Beenvisachtigen (Osteichthyes) | Straalvinnigen (Actinopterygii) | Beenvissen (Teleostei)                                    | Stekelvinnigen (Acanthopterygii)              | Baarsachtigen (Perciformes)             | Labyrintvisachtigen (Anabantoidei)              | Echte goerami's (Osphronemidae)               | Macropodinae                                | Betta                                           | Betta miniopinna                                |                                                 |
| Beenvisachtigen (Osteichthyes) | Straalvinnigen (Actinopterygii) | Beenvissen (Teleostei)                                    | Stekelvinnigen (Acanthopterygii)              | Baarsachtigen (Perciformes)             | Labyrintvisachtigen (Anabantoidei)              | Echte goerami's (Osphronemidae)               | Macropodinae                                | Betta                                           | Betta patoti                                    |                                                 |
| Beenvisachtigen (Osteichthyes) | Straalvinnigen (Actinopterygii) | Beenvissen (Teleostei)                                    | Stekelvinnigen (Acanthopterygii)              | Baarsachtigen (Perciformes)             | Labyrintvisachtigen (Anabantoidei)              | Echte goerami's (Osphronemidae)               | Macropodinae                                | Betta                                           | Betta persephone                                |                                                 |
| Beenvisachtigen (Osteichthyes) | Straalvinnigen (Actinopterygii) | Beenvissen (Teleostei)                                    | Stekelvinnigen (Acanthopterygii)              | Baarsachtigen (Perciformes)             | Labyrintvisachtigen (Anabantoidei)              | Echte goerami's (Osphronemidae)               | Macropodinae                                | Betta                                           | Betta pi                                        |                                                 |
| Beenvisachtigen (Osteichthyes) | Straalvinnigen (Actinopterygii) | Beenvissen (Teleostei)                                    | Stekelvinnigen (Acanthopterygii)              | Baarsachtigen (Perciformes)             | Labyrintvisachtigen (Anabantoidei)              | Echte goerami's (Osphronemidae)               | Macropodinae                                | Betta                                           | Betta picta                                     |                                                 |
| Beenvisachtigen (Osteichthyes) | Straalvinnigen (Actinopterygii) | Beenvissen (Teleostei)                                    | Stekelvinnigen (Acanthopterygii)              | Baarsachtigen (Perciformes)             | Labyrintvisachtigen (Anabantoidei)              | Echte goerami's (Osphronemidae)               | Macropodinae                                | Betta                                           | Betta pinguis                                   |                                                 |
| Beenvisachtigen (Osteichthyes) | Straalvinnigen (Actinopterygii) | Beenvissen (Teleostei)                                    | Stekelvinnigen (Acanthopterygii)              | Baarsachtigen (Perciformes)             | Labyrintvisachtigen (Anabantoidei)              | Echte goerami's (Osphronemidae)               | Macropodinae                                | Betta                                           | Betta prima                                     |                                                 |
| Beenvisachtigen (Osteichthyes) | Straalvinnigen (Actinopterygii) | Beenvissen (Teleostei)                                    | Stekelvinnigen (Acanthopterygii)              | Baarsachtigen (Perciformes)             | Labyrintvisachtigen (Anabantoidei)              | Echte goerami's (Osphronemidae)               | Macropodinae                                | Betta                                           | Betta pugnax                                    |                                                 |
| Beenvisachtigen (Osteichthyes) | Straalvinnigen (Actinopterygii) | Beenvissen (Teleostei)                                    | Stekelvinnigen (Acanthopterygii)              | Baarsachtigen (Perciformes)             | Labyrintvisachtigen (Anabantoidei)              | Echte goerami's (Osphronemidae)               | Macropodinae                                | Betta                                           | Betta pulchra                                   |                                                 |
| Beenvisachtigen (Osteichthyes) | Straalvinnigen (Actinopterygii) | Beenvissen (Teleostei)                                    | Stekelvinnigen (Acanthopterygii)              | Baarsachtigen (Perciformes)             | Labyrintvisachtigen (Anabantoidei)              | Echte goerami's (Osphronemidae)               | Macropodinae                                | Betta                                           | Betta renata                                    |                                                 |
| Beenvisachtigen (Osteichthyes) | Straalvinnigen (Actinopterygii) | Beenvissen (Teleostei)                                    | Stekelvinnigen (Acanthopterygii)              | Baarsachtigen (Perciformes)             | Labyrintvisachtigen (Anabantoidei)              | Echte goerami's (Osphronemidae)               | Macropodinae                                | Betta                                           | Betta rubra                                     |                                                 |
| Beenvisachtigen (Osteichthyes) | Straalvinnigen (Actinopterygii) | Beenvissen (Teleostei)                                    | Stekelvinnigen (Acanthopterygii)              | Baarsachtigen (Perciformes)             | Labyrintvisachtigen (Anabantoidei)              | Echte goerami's (Osphronemidae)               | Macropodinae                                | Betta                                           | Betta rutilans                                  |                                                 |
| Beenvisachtigen (Osteichthyes) | Straalvinnigen (Actinopterygii) | Beenvissen (Teleostei)                                    | Stekelvinnigen (Acanthopterygii)              | Baarsachtigen (Perciformes)             | Labyrintvisachtigen (Anabantoidei)              | Echte goerami's (Osphronemidae)               | Macropodinae                                | Betta                                           | Betta schalleri                                 |                                                 |
| Beenvisachtigen (Osteichthyes) | Straalvinnigen (Actinopterygii) | Beenvissen (Teleostei)                                    | Stekelvinnigen (Acanthopterygii)              | Baarsachtigen (Perciformes)             | Labyrintvisachtigen (Anabantoidei)              | Echte goerami's (Osphronemidae)               | Macropodinae                                | Betta                                           | Betta simplex                                   |                                                 |
| Beenvisachtigen (Osteichthyes) | Straalvinnigen (Actinopterygii) | Beenvissen (Teleostei)                                    | Stekelvinnigen (Acanthopterygii)              | Baarsachtigen (Perciformes)             | Labyrintvisachtigen (Anabantoidei)              | Echte goerami's (Osphronemidae)               | Macropodinae                                | Betta                                           | Betta smaragdina                                |                                                 |
| Beenvisachtigen (Osteichthyes) | Straalvinnigen (Actinopterygii) | Beenvissen (Teleostei)                                    | Stekelvinnigen (Acanthopterygii)              | Baarsachtigen (Perciformes)             | Labyrintvisachtigen (Anabantoidei)              | Echte goerami's (Osphronemidae)               | Macropodinae                                | Betta                                           | Betta spilotogena                               |                                                 |
| Beenvisachtigen (Osteichthyes) | Straalvinnigen (Actinopterygii) | Beenvissen (Teleostei)                                    | Stekelvinnigen (Acanthopterygii)              | Baarsachtigen (Perciformes)             | Labyrintvisachtigen (Anabantoidei)              | Echte goerami's (Osphronemidae)               | Macropodinae                                | Betta                                           | Siamese kempvis (Betta splendens)               |                                                 |
| Beenvisachtigen (Osteichthyes) | Straalvinnigen (Actinopterygii) | Beenvissen (Teleostei)                                    | Stekelvinnigen (Acanthopterygii)              | Baarsachtigen (Perciformes)             | Labyrintvisachtigen (Anabantoidei)              | Echte goerami's (Osphronemidae)               | Macropodinae                                | Betta                                           | Betta strohi                                    |                                                 |
| Beenvisachtigen (Osteichthyes) | Straalvinnigen (Actinopterygii) | Beenvissen (Teleostei)                                    | Stekelvinnigen (Acanthopterygii)              | Baarsachtigen (Perciformes)             | Labyrintvisachtigen (Anabantoidei)              | Echte goerami's (Osphronemidae)               | Macropodinae                                | Betta                                           | Betta taeniata                                  |                                                 |
| Beenvisachtigen (Osteichthyes) | Straalvinnigen (Actinopterygii) | Beenvissen (Teleostei)                                    | Stekelvinnigen (Acanthopterygii)              | Baarsachtigen (Perciformes)             | Labyrintvisachtigen (Anabantoidei)              | Echte goerami's (Osphronemidae)               | Macropodinae                                | Betta                                           | Betta tomi                                      |                                                 |
| Beenvisachtigen (Osteichthyes) | Straalvinnigen (Actinopterygii) | Beenvissen (Teleostei)                                    | Stekelvinnigen (Acanthopterygii)              | Baarsachtigen (Perciformes)             | Labyrintvisachtigen (Anabantoidei)              | Echte goerami's (Osphronemidae)               | Macropodinae                                | Betta                                           | Betta tussyae                                   |                                                 |
| Beenvisachtigen (Osteichthyes) | Straalvinnigen (Actinopterygii) | Beenvissen (Teleostei)                                    | Stekelvinnigen (Acanthopterygii)              | Baarsachtigen (Perciformes)             | Labyrintvisachtigen (Anabantoidei)              | Echte goerami's (Osphronemidae)               | Macropodinae                                | Betta                                           | Betta uberis                                    |                                                 |
| Beenvisachtigen (Osteichthyes) | Straalvinnigen (Actinopterygii) | Beenvissen (Teleostei)                                    | Stekelvinnigen (Acanthopterygii)              | Baarsachtigen (Perciformes)             | Labyrintvisachtigen (Anabantoidei)              | Echte goerami's (Osphronemidae)               | Macropodinae                                | Betta                                           | Betta unimaculata                               |                                                 |
| Beenvisachtigen (Osteichthyes) | Straalvinnigen (Actinopterygii) | Beenvissen (Teleostei)                                    | Stekelvinnigen (Acanthopterygii)              | Baarsachtigen (Perciformes)             | Labyrintvisachtigen (Anabantoidei)              | Echte goerami's (Osphronemidae)               | Macropodinae                                | Betta                                           | Betta waseri                                    |                                                 |
| Beenvisachtigen (Osteichthyes) | Straalvinnigen (Actinopterygii) | Beenvissen (Teleostei)                                    | Stekelvinnigen (Acanthopterygii)              | Baarsachtigen (Perciformes)             | Labyrintvisachtigen (Anabantoidei)              | Echte goerami's (Osphronemidae)               | Macropodinae                                | Macropodus                                      | Macropodus erythropterus                        |                                                 |
| Beenvisachtigen (Osteichthyes) | Straalvinnigen (Actinopterygii) | Beenvissen (Teleostei)                                    | Stekelvinnigen (Acanthopterygii)              | Baarsachtigen (Perciformes)             | Labyrintvisachtigen (Anabantoidei)              | Echte goerami's (Osphronemidae)               | Macropodinae                                | Macropodus                                      | Macropodus hongkongensis                        |                                                 |
| Beenvisachtigen (Osteichthyes) | Straalvinnigen (Actinopterygii) | Beenvissen (Teleostei)                                    | Stekelvinnigen (Acanthopterygii)              | Baarsachtigen (Perciformes)             | Labyrintvisachtigen (Anabantoidei)              | Echte goerami's (Osphronemidae)               | Macropodinae                                | Macropodus                                      | Macropodus ocellatus                            |                                                 |
| Beenvisachtigen (Osteichthyes) | Straalvinnigen (Actinopterygii) | Beenvissen (Teleostei)                                    | Stekelvinnigen (Acanthopterygii)              | Baarsachtigen (Perciformes)             | Labyrintvisachtigen (Anabantoidei)              | Echte goerami's (Osphronemidae)               | Macropodinae                                | Macropodus                                      | Paradijsvis (Macropodus opercularis)            |                                                 |
| Beenvisachtigen (Osteichthyes) | Straalvinnigen (Actinopterygii) | Beenvissen (Teleostei)                                    | Stekelvinnigen (Acanthopterygii)              | Baarsachtigen (Perciformes)             | Labyrintvisachtigen (Anabantoidei)              | Echte goerami's (Osphronemidae)               | Macropodinae                                | Macropodus                                      | Macropodus spechti                              |                                                 |
| Beenvisachtigen (Osteichthyes) | Straalvinnigen (Actinopterygii) | Beenvissen (Teleostei)                                    | Stekelvinnigen (Acanthopterygii)              | Baarsachtigen (Perciformes)             | Labyrintvisachtigen (Anabantoidei)              | Echte goerami's (Osphronemidae)               | Macropodinae                                | Malpulutta                                      | Malpulutta kretseri                             |                                                 |
| Beenvisachtigen (Osteichthyes) | Straalvinnigen (Actinopterygii) | Beenvissen (Teleostei)                                    | Stekelvinnigen (Acanthopterygii)              | Baarsachtigen (Perciformes)             | Labyrintvisachtigen (Anabantoidei)              | Echte goerami's (Osphronemidae)               | Macropodinae                                | Parosphromenus                                  | Parosphromenus allani                           |                                                 |
| Beenvisachtigen (Osteichthyes) | Straalvinnigen (Actinopterygii) | Beenvissen (Teleostei)                                    | Stekelvinnigen (Acanthopterygii)              | Baarsachtigen (Perciformes)             | Labyrintvisachtigen (Anabantoidei)              | Echte goerami's (Osphronemidae)               | Macropodinae                                | Parosphromenus                                  | Parosphromenus anjunganensis                    |                                                 |
| Beenvisachtigen (Osteichthyes) | Straalvinnigen (Actinopterygii) | Beenvissen (Teleostei)                                    | Stekelvinnigen (Acanthopterygii)              | Baarsachtigen (Perciformes)             | Labyrintvisachtigen (Anabantoidei)              | Echte goerami's (Osphronemidae)               | Macropodinae                                | Parosphromenus                                  | Parosphromenus bintan                           |                                                 |
| Beenvisachtigen (Osteichthyes) | Straalvinnigen (Actinopterygii) | Beenvissen (Teleostei)                                    | Stekelvinnigen (Acanthopterygii)              | Baarsachtigen (Perciformes)             | Labyrintvisachtigen (Anabantoidei)              | Echte goerami's (Osphronemidae)               | Macropodinae                                | Parosphromenus                                  | Parosphromenus deissneri                        |                                                 |
| Beenvisachtigen (Osteichthyes) | Straalvinnigen (Actinopterygii) | Beenvissen (Teleostei)                                    | Stekelvinnigen (Acanthopterygii)              | Baarsachtigen (Perciformes)             | Labyrintvisachtigen (Anabantoidei)              | Echte goerami's (Osphronemidae)               | Macropodinae                                | Parosphromenus                                  | Parosphromenus filamentosus                     |                                                 |
| Beenvisachtigen (Osteichthyes) | Straalvinnigen (Actinopterygii) | Beenvissen (Teleostei)                                    | Stekelvinnigen (Acanthopterygii)              | Baarsachtigen (Perciformes)             | Labyrintvisachtigen (Anabantoidei)              | Echte goerami's (Osphronemidae)               | Macropodinae                                | Parosphromenus                                  | Parosphromenus linkei                           |                                                 |
| Beenvisachtigen (Osteichthyes) | Straalvinnigen (Actinopterygii) | Beenvissen (Teleostei)                                    | Stekelvinnigen (Acanthopterygii)              | Baarsachtigen (Perciformes)             | Labyrintvisachtigen (Anabantoidei)              | Echte goerami's (Osphronemidae)               | Macropodinae                                | Parosphromenus                                  | Parosphromenus nagyi                            |                                                 |
| Beenvisachtigen (Osteichthyes) | Straalvinnigen (Actinopterygii) | Beenvissen (Teleostei)                                    | Stekelvinnigen (Acanthopterygii)              | Baarsachtigen (Perciformes)             | Labyrintvisachtigen (Anabantoidei)              | Echte goerami's (Osphronemidae)               | Macropodinae                                | Parosphromenus                                  | Parosphromenus ornaticauda                      |                                                 |
| Beenvisachtigen (Osteichthyes) | Straalvinnigen (Actinopterygii) | Beenvissen (Teleostei)                                    | Stekelvinnigen (Acanthopterygii)              | Baarsachtigen (Perciformes)             | Labyrintvisachtigen (Anabantoidei)              | Echte goerami's (Osphronemidae)               | Macropodinae                                | Parosphromenus                                  | Parosphromenus paludicola                       |                                                 |
| Beenvisachtigen (Osteichthyes) | Straalvinnigen (Actinopterygii) | Beenvissen (Teleostei)                                    | Stekelvinnigen (Acanthopterygii)              | Baarsachtigen (Perciformes)             | Labyrintvisachtigen (Anabantoidei)              | Echte goerami's (Osphronemidae)               | Macropodinae                                | Parosphromenus                                  | Parosphromenus parvulus                         |                                                 |
| Beenvisachtigen (Osteichthyes) | Straalvinnigen (Actinopterygii) | Beenvissen (Teleostei)                                    | Stekelvinnigen (Acanthopterygii)              | Baarsachtigen (Perciformes)             | Labyrintvisachtigen (Anabantoidei)              | Echte goerami's (Osphronemidae)               | Macropodinae                                | Pseudosphromenus                                | Pseudosphromenus cupanus                        |                                                 |
| Beenvisachtigen (Osteichthyes) | Straalvinnigen (Actinopterygii) | Beenvissen (Teleostei)                                    | Stekelvinnigen (Acanthopterygii)              | Baarsachtigen (Perciformes)             | Labyrintvisachtigen (Anabantoidei)              | Echte goerami's (Osphronemidae)               | Macropodinae                                | Pseudosphromenus                                | Pseudosphromenus dayi                           |                                                 |
| Beenvisachtigen (Osteichthyes) | Straalvinnigen (Actinopterygii) | Beenvissen (Teleostei)                                    | Stekelvinnigen (Acanthopterygii)              | Baarsachtigen (Perciformes)             | Labyrintvisachtigen (Anabantoidei)              | Echte goerami's (Osphronemidae)               | Macropodinae                                | Trichopsis                                      | Trichopsis pumila                               |                                                 |
| Beenvisachtigen (Osteichthyes) | Straalvinnigen (Actinopterygii) | Beenvissen (Teleostei)                                    | Stekelvinnigen (Acanthopterygii)              | Baarsachtigen (Perciformes)             | Labyrintvisachtigen (Anabantoidei)              | Echte goerami's (Osphronemidae)               | Macropodinae                                | Trichopsis                                      | Trichopsis schalleri                            |                                                 |
| Beenvisachtigen (Osteichthyes) | Straalvinnigen (Actinopterygii) | Beenvissen (Teleostei)                                    | Stekelvinnigen (Acanthopterygii)              | Baarsachtigen (Perciformes)             | Labyrintvisachtigen (Anabantoidei)              | Echte goerami's (Osphronemidae)               | Macropodinae                                | Trichopsis                                      | Trichopsis vittata                              |                                                 |
| Beenvisachtigen (Osteichthyes) | Straalvinnigen (Actinopterygii) | Beenvissen (Teleostei)                                    | Stekelvinnigen (Acanthopterygii)              | Baarsachtigen (Perciformes)             | Labyrintvisachtigen (Anabantoidei)              | Echte goerami's (Osphronemidae)               | Osphroneminae                               | Osphronemus                                     | Goerami (Osphronemus goramy)                    |                                                 |
| Beenvisachtigen (Osteichthyes) | Straalvinnigen (Actinopterygii) | Beenvissen (Teleostei)                                    | Stekelvinnigen (Acanthopterygii)              | Baarsachtigen (Perciformes)             | Channoidei                                      |                                               | Slangenkopvissen (Channidae)                |                                                 | Channa                                          | Channa amphibeus                                |
| Beenvisachtigen (Osteichthyes) | Straalvinnigen (Actinopterygii) | Beenvissen (Teleostei)                                    | Stekelvinnigen (Acanthopterygii)              | Baarsachtigen (Perciformes)             | Channoidei                                      | Channa argus                                  | Slangenkopvissen (Channidae)                |                                                 | Channa                                          |                                                 |
| Beenvisachtigen (Osteichthyes) | Straalvinnigen (Actinopterygii) | Beenvissen (Teleostei)                                    | Stekelvinnigen (Acanthopterygii)              | Baarsachtigen (Perciformes)             | Channoidei                                      | Channa asiatica                               | Slangenkopvissen (Channidae)                |                                                 | Channa                                          |                                                 |
| Beenvisachtigen (Osteichthyes) | Straalvinnigen (Actinopterygii) | Beenvissen (Teleostei)                                    | Stekelvinnigen (Acanthopterygii)              | Baarsachtigen (Perciformes)             | Channoidei                                      | Channa aurantimaculata                        | Slangenkopvissen (Channidae)                |                                                 | Channa                                          |                                                 |
| Beenvisachtigen (Osteichthyes) | Straalvinnigen (Actinopterygii) | Beenvissen (Teleostei)                                    | Stekelvinnigen (Acanthopterygii)              | Baarsachtigen (Perciformes)             | Channoidei                                      | Channa bankanensis                            | Slangenkopvissen (Channidae)                |                                                 | Channa                                          |                                                 |
| Beenvisachtigen (Osteichthyes) | Straalvinnigen (Actinopterygii) | Beenvissen (Teleostei)                                    | Stekelvinnigen (Acanthopterygii)              | Baarsachtigen (Perciformes)             | Channoidei                                      | Channa baramensis                             | Slangenkopvissen (Channidae)                |                                                 | Channa                                          |                                                 |
| Beenvisachtigen (Osteichthyes) | Straalvinnigen (Actinopterygii) | Beenvissen (Teleostei)                                    | Stekelvinnigen (Acanthopterygii)              | Baarsachtigen (Perciformes)             | Channoidei                                      | Channa barca                                  | Slangenkopvissen (Channidae)                |                                                 | Channa                                          |                                                 |
| Beenvisachtigen (Osteichthyes) | Straalvinnigen (Actinopterygii) | Beenvissen (Teleostei)                                    | Stekelvinnigen (Acanthopterygii)              | Baarsachtigen (Perciformes)             | Channoidei                                      | Channa bleheri                                | Slangenkopvissen (Channidae)                |                                                 | Channa                                          |                                                 |
| Beenvisachtigen (Osteichthyes) | Straalvinnigen (Actinopterygii) | Beenvissen (Teleostei)                                    | Stekelvinnigen (Acanthopterygii)              | Baarsachtigen (Perciformes)             | Channoidei                                      | Channa burmanica                              | Slangenkopvissen (Channidae)                |                                                 | Channa                                          |                                                 |
| Beenvisachtigen (Osteichthyes) | Straalvinnigen (Actinopterygii) | Beenvissen (Teleostei)                                    | Stekelvinnigen (Acanthopterygii)              | Baarsachtigen (Perciformes)             | Channoidei                                      | Channa cyanospilos                            | Slangenkopvissen (Channidae)                |                                                 | Channa                                          |                                                 |
| Beenvisachtigen (Osteichthyes) | Straalvinnigen (Actinopterygii) | Beenvissen (Teleostei)                                    | Stekelvinnigen (Acanthopterygii)              | Baarsachtigen (Perciformes)             | Channoidei                                      | Channa diplogramma                            | Slangenkopvissen (Channidae)                |                                                 | Channa                                          |                                                 |
| Beenvisachtigen (Osteichthyes) | Straalvinnigen (Actinopterygii) | Beenvissen (Teleostei)                                    | Stekelvinnigen (Acanthopterygii)              | Baarsachtigen (Perciformes)             | Channoidei                                      | Channa gachua                                 | Slangenkopvissen (Channidae)                |                                                 | Channa                                          |                                                 |
| Beenvisachtigen (Osteichthyes) | Straalvinnigen (Actinopterygii) | Beenvissen (Teleostei)                                    | Stekelvinnigen (Acanthopterygii)              | Baarsachtigen (Perciformes)             | Channoidei                                      | Channa harcourtbutleri                        | Slangenkopvissen (Channidae)                |                                                 | Channa                                          |                                                 |
| Beenvisachtigen (Osteichthyes) | Straalvinnigen (Actinopterygii) | Beenvissen (Teleostei)                                    | Stekelvinnigen (Acanthopterygii)              | Baarsachtigen (Perciformes)             | Channoidei                                      | Channa hoaluensis                             | Slangenkopvissen (Channidae)                |                                                 | Channa                                          |                                                 |
| Beenvisachtigen (Osteichthyes) | Straalvinnigen (Actinopterygii) | Beenvissen (Teleostei)                                    | Stekelvinnigen (Acanthopterygii)              | Baarsachtigen (Perciformes)             | Channoidei                                      | Channa longistomata                           | Slangenkopvissen (Channidae)                |                                                 | Channa                                          |                                                 |
| Beenvisachtigen (Osteichthyes) | Straalvinnigen (Actinopterygii) | Beenvissen (Teleostei)                                    | Stekelvinnigen (Acanthopterygii)              | Baarsachtigen (Perciformes)             | Channoidei                                      | Channa lucius                                 | Slangenkopvissen (Channidae)                |                                                 | Channa                                          |                                                 |
| Beenvisachtigen (Osteichthyes) | Straalvinnigen (Actinopterygii) | Beenvissen (Teleostei)                                    | Stekelvinnigen (Acanthopterygii)              | Baarsachtigen (Perciformes)             | Channoidei                                      | Channa maculata                               | Slangenkopvissen (Channidae)                |                                                 | Channa                                          |                                                 |
| Beenvisachtigen (Osteichthyes) | Straalvinnigen (Actinopterygii) | Beenvissen (Teleostei)                                    | Stekelvinnigen (Acanthopterygii)              | Baarsachtigen (Perciformes)             | Channoidei                                      | Channa marulioides                            | Slangenkopvissen (Channidae)                |                                                 | Channa                                          |                                                 |
| Beenvisachtigen (Osteichthyes) | Straalvinnigen (Actinopterygii) | Beenvissen (Teleostei)                                    | Stekelvinnigen (Acanthopterygii)              | Baarsachtigen (Perciformes)             | Channoidei                                      | Channa marulius                               | Slangenkopvissen (Channidae)                |                                                 | Channa                                          |                                                 |
| Beenvisachtigen (Osteichthyes) | Straalvinnigen (Actinopterygii) | Beenvissen (Teleostei)                                    | Stekelvinnigen (Acanthopterygii)              | Baarsachtigen (Perciformes)             | Channoidei                                      | Channa melanopterus                           | Slangenkopvissen (Channidae)                |                                                 | Channa                                          |                                                 |
| Beenvisachtigen (Osteichthyes) | Straalvinnigen (Actinopterygii) | Beenvissen (Teleostei)                                    | Stekelvinnigen (Acanthopterygii)              | Baarsachtigen (Perciformes)             | Channoidei                                      | Channa melanostigma                           | Slangenkopvissen (Channidae)                |                                                 | Channa                                          |                                                 |
| Beenvisachtigen (Osteichthyes) | Straalvinnigen (Actinopterygii) | Beenvissen (Teleostei)                                    | Stekelvinnigen (Acanthopterygii)              | Baarsachtigen (Perciformes)             | Channoidei                                      | Channa melasoma                               | Slangenkopvissen (Channidae)                |                                                 | Channa                                          |                                                 |
| Beenvisachtigen (Osteichthyes) | Straalvinnigen (Actinopterygii) | Beenvissen (Teleostei)                                    | Stekelvinnigen (Acanthopterygii)              | Baarsachtigen (Perciformes)             | Channoidei                                      | Channa micropeltes                            | Slangenkopvissen (Channidae)                |                                                 | Channa                                          |                                                 |
| Beenvisachtigen (Osteichthyes) | Straalvinnigen (Actinopterygii) | Beenvissen (Teleostei)                                    | Stekelvinnigen (Acanthopterygii)              | Baarsachtigen (Perciformes)             | Channoidei                                      | Channa ninhbinhensis                          | Slangenkopvissen (Channidae)                |                                                 | Channa                                          |                                                 |
| Beenvisachtigen (Osteichthyes) | Straalvinnigen (Actinopterygii) | Beenvissen (Teleostei)                                    | Stekelvinnigen (Acanthopterygii)              | Baarsachtigen (Perciformes)             | Channoidei                                      | Channa nox                                    | Slangenkopvissen (Channidae)                |                                                 | Channa                                          |                                                 |
| Beenvisachtigen (Osteichthyes) | Straalvinnigen (Actinopterygii) | Beenvissen (Teleostei)                                    | Stekelvinnigen (Acanthopterygii)              | Baarsachtigen (Perciformes)             | Channoidei                                      | Channa orientalis                             | Slangenkopvissen (Channidae)                |                                                 | Channa                                          |                                                 |
| Beenvisachtigen (Osteichthyes) | Straalvinnigen (Actinopterygii) | Beenvissen (Teleostei)                                    | Stekelvinnigen (Acanthopterygii)              | Baarsachtigen (Perciformes)             | Channoidei                                      | Channa ornatipinnis                           | Slangenkopvissen (Channidae)                |                                                 | Channa                                          |                                                 |
| Beenvisachtigen (Osteichthyes) | Straalvinnigen (Actinopterygii) | Beenvissen (Teleostei)                                    | Stekelvinnigen (Acanthopterygii)              | Baarsachtigen (Perciformes)             | Channoidei                                      | Channa panaw                                  | Slangenkopvissen (Channidae)                |                                                 | Channa                                          |                                                 |
| Beenvisachtigen (Osteichthyes) | Straalvinnigen (Actinopterygii) | Beenvissen (Teleostei)                                    | Stekelvinnigen (Acanthopterygii)              | Baarsachtigen (Perciformes)             | Channoidei                                      | Channa pleurophthalma                         | Slangenkopvissen (Channidae)                |                                                 | Channa                                          |                                                 |
| Beenvisachtigen (Osteichthyes) | Straalvinnigen (Actinopterygii) | Beenvissen (Teleostei)                                    | Stekelvinnigen (Acanthopterygii)              | Baarsachtigen (Perciformes)             | Channoidei                                      | Channa pulchra                                | Slangenkopvissen (Channidae)                |                                                 | Channa                                          |                                                 |
| Beenvisachtigen (Osteichthyes) | Straalvinnigen (Actinopterygii) | Beenvissen (Teleostei)                                    | Stekelvinnigen (Acanthopterygii)              | Baarsachtigen (Perciformes)             | Channoidei                                      | Channa punctata                               | Slangenkopvissen (Channidae)                |                                                 | Channa                                          |                                                 |
| Beenvisachtigen (Osteichthyes) | Straalvinnigen (Actinopterygii) | Beenvissen (Teleostei)                                    | Stekelvinnigen (Acanthopterygii)              | Baarsachtigen (Perciformes)             | Channoidei                                      | Channa stewartii                              | Slangenkopvissen (Channidae)                |                                                 | Channa                                          |                                                 |
| Beenvisachtigen (Osteichthyes) | Straalvinnigen (Actinopterygii) | Beenvissen (Teleostei)                                    | Stekelvinnigen (Acanthopterygii)              | Baarsachtigen (Perciformes)             | Channoidei                                      | Channa striata                                | Slangenkopvissen (Channidae)                |                                                 | Channa                                          |                                                 |
| Beenvisachtigen (Osteichthyes) | Straalvinnigen (Actinopterygii) | Beenvissen (Teleostei)                                    | Stekelvinnigen (Acanthopterygii)              | Kieuwspleetalen (Synbranchiformes)      | Mastacembeloiodei                               |                                               | Stekelalen (Mastacembelidae)                |                                                 | Macrognathus                                    | Macrognathus aculeatus                          |
| Beenvisachtigen (Osteichthyes) | Straalvinnigen (Actinopterygii) | Beenvissen (Teleostei)                                    | Stekelvinnigen (Acanthopterygii)              | Kieuwspleetalen (Synbranchiformes)      | Mastacembeloiodei                               | Macrognathus pancalus                         | Stekelalen (Mastacembelidae)                |                                                 | Macrognathus                                    |                                                 |
| Beenvisachtigen (Osteichthyes) | Straalvinnigen (Actinopterygii) | Beenvissen (Teleostei)                                    | Stekelvinnigen (Acanthopterygii)              | Kieuwspleetalen (Synbranchiformes)      | Mastacembeloiodei                               | Mastacembelus                                 | Stekelalen (Mastacembelidae)                | Stekelaal (Mastacembelus armatus)               |                                                 |                                                 |
| Beenvisachtigen (Osteichthyes) | Straalvinnigen (Actinopterygii) | Beenvissen (Teleostei)                                    | Stekelvinnigen (Acanthopterygii)              | Kieuwspleetalen (Synbranchiformes)      | Synbranchoidei                                  |                                               | Kieuwspleetalen (Synbranchidae)             |                                                 | Ophisternon                                     | Ophisternon aenigmaticum                        |
| Beenvisachtigen (Osteichthyes) | Straalvinnigen (Actinopterygii) | Beenvissen (Teleostei)                                    | Stekelvinnigen (Acanthopterygii)              | Kieuwspleetalen (Synbranchiformes)      | Synbranchoidei                                  | Ophisternon afrum                             | Kieuwspleetalen (Synbranchidae)             |                                                 | Ophisternon                                     |                                                 |
| Beenvisachtigen (Osteichthyes) | Straalvinnigen (Actinopterygii) | Beenvissen (Teleostei)                                    | Stekelvinnigen (Acanthopterygii)              | Kieuwspleetalen (Synbranchiformes)      | Synbranchoidei                                  | Ophisternon bengalense                        | Kieuwspleetalen (Synbranchidae)             |                                                 | Ophisternon                                     |                                                 |
| Beenvisachtigen (Osteichthyes) | Straalvinnigen (Actinopterygii) | Beenvissen (Teleostei)                                    | Stekelvinnigen (Acanthopterygii)              | Kieuwspleetalen (Synbranchiformes)      | Synbranchoidei                                  | Ophisternon candidum                          | Kieuwspleetalen (Synbranchidae)             |                                                 | Ophisternon                                     |                                                 |
| Beenvisachtigen (Osteichthyes) | Straalvinnigen (Actinopterygii) | Beenvissen (Teleostei)                                    | Stekelvinnigen (Acanthopterygii)              | Kieuwspleetalen (Synbranchiformes)      | Synbranchoidei                                  | Ophisternon gutturale                         | Kieuwspleetalen (Synbranchidae)             |                                                 | Ophisternon                                     |                                                 |
| Beenvisachtigen (Osteichthyes) | Straalvinnigen (Actinopterygii) | Beenvissen (Teleostei)                                    | Stekelvinnigen (Acanthopterygii)              | Kieuwspleetalen (Synbranchiformes)      | Synbranchoidei                                  | Ophisternon infernale                         | Kieuwspleetalen (Synbranchidae)             |                                                 | Ophisternon                                     |                                                 |
| Beenvisachtigen (Osteichthyes) | Straalvinnigen (Actinopterygii) | Beenvissen (Teleostei)                                    | Stekelvinnigen (Acanthopterygii)              | Kieuwspleetalen (Synbranchiformes)      | Synbranchoidei                                  | Synbranchus                                   | Kieuwspleetalen (Synbranchidae)             | Synbranchus marmoratus                          |                                                 |                                                 |
| Beenvisachtigen (Osteichthyes) | Straalvinnigen (Actinopterygii) | Beenvissen (Teleostei)                                    | Stekelvinnigen (Acanthopterygii)              | Kieuwspleetalen (Synbranchiformes)      | Synbranchoidei                                  | Synbranchus                                   | Kieuwspleetalen (Synbranchidae)             | Synbranchus lampreia                            |                                                 |                                                 |
| Beenvisachtigen (Osteichthyes) | Straalvinnigen (Actinopterygii) | Beenvissen (Teleostei)                                    | Stekelvinnigen (Acanthopterygii)              | Kieuwspleetalen (Synbranchiformes)      | Synbranchoidei                                  | Synbranchus                                   | Kieuwspleetalen (Synbranchidae)             | Synbranchus madeirae                            |                                                 |                                                 |
| Beenvisachtigen (Osteichthyes) | Straalvinnigen (Actinopterygii) | Beenvissen (Teleostei)                                    | Stekelvinnigen (Acanthopterygii)              | Kieuwspleetalen (Synbranchiformes)      | Synbranchoidei                                  | Monopterus                                    | Kieuwspleetalen (Synbranchidae)             | Monopterus albus                                |                                                 |                                                 |
| Beenvisachtigen (Osteichthyes) | Straalvinnigen (Actinopterygii) | Beenvissen (Teleostei)                                    | Stekelvinnigen (Acanthopterygii)              | Kieuwspleetalen (Synbranchiformes)      | Synbranchoidei                                  | Monopterus                                    | Kieuwspleetalen (Synbranchidae)             | Monopterus cuchia                               |                                                 |                                                 |
| Beenvisachtigen (Osteichthyes) | Straalvinnigen (Actinopterygii) | Beenvissen (Teleostei)                                    | Stekelvinnigen (Acanthopterygii)              | Kieuwspleetalen (Synbranchiformes)      | Synbranchoidei                                  | Monopterus                                    | Kieuwspleetalen (Synbranchidae)             | Monopterus bicolor                              |                                                 |                                                 |
| Beenvisachtigen (Osteichthyes) | Straalvinnigen (Actinopterygii) | Beenvissen (Teleostei)                                    | Stekelvinnigen (Acanthopterygii)              | Kieuwspleetalen (Synbranchiformes)      | Synbranchoidei                                  | Monopterus                                    | Kieuwspleetalen (Synbranchidae)             | Monopterus boueti                               |                                                 |                                                 |
| Beenvisachtigen (Osteichthyes) | Straalvinnigen (Actinopterygii) | Beenvissen (Teleostei)                                    | Stekelvinnigen (Acanthopterygii)              | Kieuwspleetalen (Synbranchiformes)      | Synbranchoidei                                  | Monopterus                                    | Kieuwspleetalen (Synbranchidae)             | Monopterus desilvai                             |                                                 |                                                 |
| Beenvisachtigen (Osteichthyes) | Straalvinnigen (Actinopterygii) | Beenvissen (Teleostei)                                    | Stekelvinnigen (Acanthopterygii)              | Kieuwspleetalen (Synbranchiformes)      | Synbranchoidei                                  | Monopterus                                    | Kieuwspleetalen (Synbranchidae)             | Monopterus dienbienensis                        |                                                 |                                                 |
| Beenvisachtigen (Osteichthyes) | Straalvinnigen (Actinopterygii) | Beenvissen (Teleostei)                                    | Stekelvinnigen (Acanthopterygii)              | Kieuwspleetalen (Synbranchiformes)      | Synbranchoidei                                  | Monopterus                                    | Kieuwspleetalen (Synbranchidae)             | Monopterus digressus                            |                                                 |                                                 |
| Beenvisachtigen (Osteichthyes) | Straalvinnigen (Actinopterygii) | Beenvissen (Teleostei)                                    | Stekelvinnigen (Acanthopterygii)              | Kieuwspleetalen (Synbranchiformes)      | Synbranchoidei                                  | Monopterus                                    | Kieuwspleetalen (Synbranchidae)             | Monopterus eapeni                               |                                                 |                                                 |
| Beenvisachtigen (Osteichthyes) | Straalvinnigen (Actinopterygii) | Beenvissen (Teleostei)                                    | Stekelvinnigen (Acanthopterygii)              | Kieuwspleetalen (Synbranchiformes)      | Synbranchoidei                                  | Monopterus                                    | Kieuwspleetalen (Synbranchidae)             | Monopterus fossorius                            |                                                 |                                                 |
| Beenvisachtigen (Osteichthyes) | Straalvinnigen (Actinopterygii) | Beenvissen (Teleostei)                                    | Stekelvinnigen (Acanthopterygii)              | Kieuwspleetalen (Synbranchiformes)      | Synbranchoidei                                  | Monopterus                                    | Kieuwspleetalen (Synbranchidae)             | Monopterus hodgarti                             |                                                 |                                                 |
| Beenvisachtigen (Osteichthyes) | Straalvinnigen (Actinopterygii) | Beenvissen (Teleostei)                                    | Stekelvinnigen (Acanthopterygii)              | Kieuwspleetalen (Synbranchiformes)      | Synbranchoidei                                  | Monopterus                                    | Kieuwspleetalen (Synbranchidae)             | Monopterus ichthyophoides                       |                                                 |                                                 |
| Beenvisachtigen (Osteichthyes) | Straalvinnigen (Actinopterygii) | Beenvissen (Teleostei)                                    | Stekelvinnigen (Acanthopterygii)              | Kieuwspleetalen (Synbranchiformes)      | Synbranchoidei                                  | Monopterus                                    | Kieuwspleetalen (Synbranchidae)             | Monopterus indicus                              |                                                 |                                                 |
| Beenvisachtigen (Osteichthyes) | Straalvinnigen (Actinopterygii) | Beenvissen (Teleostei)                                    | Stekelvinnigen (Acanthopterygii)              | Kieuwspleetalen (Synbranchiformes)      | Synbranchoidei                                  | Monopterus                                    | Kieuwspleetalen (Synbranchidae)             | Monopterus roseni                               |                                                 |                                                 |